# Lijst van afleveringen van Malcolm in the Middle
Dit is een lijst met afleveringen van de Amerikaanse televisieserie Malcolm in the Middle. De serie heeft 151 reguliere afleveringen verspreid over 7 seizoenen. Deze werden oorspronkelijk in de Verenigde Staten uitgezonden in de periode van januari 2000 tot en met mei 2006 door FOX. In Nederland werd de serie uitgezonden op Net5 en Comedy Central, in België op 2BE. Eerder werd de serie uitgezonden op Veronica. De serie is anno 2023 ook te bekijken op Disney+.
Een overzicht van alle afleveringen is hieronder te vinden. Voor de begingeneriek is een cold open: de gebeurtenissen in deze cold open staan los van de verhaallijn van de aflevering.

## Seizoen 1
| Nr. serie | Nr. seizoen | Titel van aflevering  | Regisseur      | Schrijver                             | Uitzenddatum     |  |
| --- | ----------- | --------------------- | -------------- | ------------------------------------- | ---------------- |  |
| 1 | 1           | Pilot                 | Todd Holland   | Linwood Boomer                        | 09 januari 2000  |  |
| Op school ontdekt men dat Malcolm een iq heeft van 165. Daardoor wordt hij door zijn moeder Lois verplicht om binnen die school naar een aparte klas voor hoogbegaafden te gaan. Malcolm wordt op school gepest door Spath, maar bij een uithaal van laatstgenoemde raakt deze rolstoelpatiënt Stevie. Hierdoor verliest Spath zijn status en ontstaat er een vriendschap tussen Malcolm en Stevie. Cold open: Malcolm stelt zijn broers Reese en Dewey voor. Het leukste wat Malcolm aan het leven als kind vindt: het duurt niet eeuwig. |             |                       |                |                                       |                  |  |
| 2 | 2           | Red Dress             | Arlene Sanford | Alan J. Higgins                       | 16 januari 2000  |  |
| Hal heeft met Lois afgesproken in een chique restaurant om hun huwelijksverjaardag te vieren. Terwijl Hal in het restaurant wacht op Lois, maakt zij zich thuis gereed. Ze tracht uit te zoeken wie van haar kinderen haar rode jurk in brand heeft gestoken en verstopt in het toilet niet wetende dat Hal de dader is. Cold open: Lois is er zeker van dat Reese en Malcolm iets hebben uitgestoken en start een zoektocht. Ze besluit dat ze verkeerd was, doch bij het sluiten van de deur wordt Dewey getoond die met koorden is vastgebonden aan de kapstok van de deur. |             |                       |                |                                       |                  |  |
| 3 | 3           | Home Alone 4          | Todd Holland   | Michael Glouberman & Andrew Orenstein | 23 januari 2000  |  |
| Francis komt voor een weekend terug van de militaire school om op zijn broers te passen. Malcolm overhoorde eerder een gesprek tussen zijn ouders waaruit blijkt dat Francis voorgoed naar huis mag als de kinderen zich gedragen. Daardoor haalt niemand kattenkwaad uit, doch wordt Francis teruggestuurd: Hal en Lois vinden dat de militaire school hem de nodige discipline geeft en hij niet van school mag veranderen. Cold open: een avondmaaltijd dreigt te ontaarden in een voedselgevecht |             |                       |                |                                       |                  |  |
| 4 | 4           | Shame                 | Nick Marck     | David Richardson                      | 06 februari 2000 |  |
| Malcolm vecht met bullebak Kevin, maar nadat blijkt dat Kevin veel jonger is, krijgt hij spijt van zijn daad. Daarom schrijft hij zich in voor een loopwedstrijd voor mindervaliden, maar bij zijn zoektocht naar sponsors doet hij zichzelf voor als mindervalide waardoor hij een recordbedrag verzamelt. Bij start struikelt hij, moet de wedstrijd verlaten en haalt dus ook niets binnen van het sponsorgeld. Hal hakt in de voortuin een boom om tot ongenoegen van de omwonenden omdat zij nu hun huis zien. Op de militaire school geeft kolonel Spangler voorlichtingslessen, maar Francis vervangt de dia's met gênante foto's van Spangler. Spangler ontdekt dit en vervangt deze nogmaals met gênante foto's van Francis. Cold open: Malcolm, Reese en Dewey brengen een eerbetoon aan hun overleden huisdier, een kikker met de naam "Jumpy 9" en schieten deze met een vuurpijl de hemel in. |             |                       |                |                                       |                  |  |
| 5 | 5           | Malcolm Babysits      | Jeff Melman    | Maggie Bandur & Pang-Ni Landrum       | 13 februari 2000 |  |
| De familie is genoodzaakt tijdelijk te verhuizen naar een kleine kampeerwagen omdat hun huis vol insecten zit. Malcolm verdient een massa geld door te babysitten bij een rijke familie, maar ontdekt dat al zijn doen-en-laten gefilmd wordt. Francis vindt in de verlaten kelders van de militaire school het skelet van een voormalige klusjesman. Zijn klasgenoten geven hem een "Noorse Vikingbegrafenis" door het skelet te doen opbranden in een boot op het meer, maar daardoor vat het boothuis ook vuur. Cold open: Malcolm en Reese spelen een gewelddadig computerspel waarop Lois de computer uitzet en een kinderprogramma opzet. Er ontstaat daarop een gevecht tussen Dewey en zijn broers over het delen van aardappelchips. |             |                       |                |                                       |                  |  |
| 6 | 6           | Sleepover             | Ken Kwapis     | Dan Kopelman                          | 20 februari 2000 |  |
| Malcolm blijft slapen bij Stevie, maar diens ouders zijn te overbeschermd. Malcolm en Stevie kunnen toch het huis uitglippen en gaan naar een speelhal in de stad waar Stevie's rolstoel wordt gestolen en moeten ze alternatieve methodes zoeken om thuis te geraken. Reese wil Childs Play zien, maar zijn moeder vindt hem te jong. Doch ze verandert van mening en geeft toestemming op voorwaarde dat Reese Dewey gewassen in bed kan steken. Francis krijgt op de militaire school een soort van studentendoop, maar vindt de folteringen en pesterijen niets in vergelijking met wat zijn moeder hem aandeed. Cold open: De familie gaat naar de fotograaf voor een familiefoto ondanks Francis niet aanwezig is: Lois wil geen 200 dollar spenderen om hem over te laten komen. Dan blijkt dat de waardebon die ze had voor het nemen van de foto niet meer geldig is. |             |                       |                |                                       |                  |  |
| 7 | 7           | Francis Escapes       | Todd Holland   | Linwood Boomer                        | 27 februari 2000 |  |
| Francis deserteert uit de militarie school om zijn vriendin Bebe te zien, maar zij verbreekt hun relatie. Francis heeft liefdesverdriet en vindt niet direct een manier om terug op school te geraken vandaar dat hij zich verbergt in de bossen niet ver van zijn ouderlijk huis. Malcolm vindt hem en tracht hem eveneens te verbergen, maar desondanks wordt hij gevonden door Hal. Tot Francis zijn verbijstering is zijn vader niet boos en brengt hij zijn zoon terug naar school. Cold open: Lois wekt de kinderen op een brute manier door de lakens van hun bed te trekken om te wassen. Malcolm zegt dat hij een gezin kent waar de kinderen met een ochtendzoen worden gewekt. |             |                       |                |                                       |                  |  |
| 8 | 8           | Krelboyne Picnic      | Todd Holland   | Michael Glouberman & Andrew Orenstein | 12 maart 2000    |  |
| De klas van Malcolm organiseert een familiedag waar de leerlingen hun meest talentvolle gave tonen. Omwille van allerlei allergieën zijn heel wat voedingswaren verboden, doch Hal verwisselt het vegetarische vlees met echt vlees en Lois knoeit met de alcoholvrije drank. Reese wil de "kneusjes" aftuigen, maar wordt zelf slachtoffer. Malcolm tracht een manier te zoeken waardoor hij niet moet optreden, waarbij hij onder andere het chemisch experiment van Stevie laat ontploffen, maar zelfs dat kan niet verhinderen dat hij op het podium terechtkomt. Iedereen is verbaasd over de wiskundige genialiteit van Malcolm. Cold open: De kinderen maken 's nachts ruzie. Lois en Hal veinzen voor elkaar dat ze slapen in de hoop dat de andere gaat kijken. Uiteindelijk geeft Hal toe op voorwaarde dat Lois naakt in bed ligt als hij terugkomt. |             |                       |                |                                       |                  |  |
| 9 | 9           | Lois vs. Evil         | Todd Holland   | Jack Amiel & Michael Begler           | 19 maart 2000    |  |
| Lois gaat met Dewey naar de winkel waar ze werkt om een fles cognac terug te brengen die Dewey er stal. Tot haar verbazing wordt ze ontslagen door assistent-manager Pinter. De familie moet het nu met een inkomen minder doen en geraakt niet aan het nodige voedsel. Er wordt op school een inzamelactie gehouden, maar dit levert voornamelijk vervallen producten op. Doch Lois is van mening dat deze perfect consumeerbaar zijn tot wanneer Hal in het ziekenhuis wordt opgenomen met een voedselvergiftiging en een dure maagspoeling nodig is. Lois eist haar job terug en chanteert Pinter omdat ze onder andere weet dat hij een affaire heeft met de vrouw van de winkelbaas. Pinter neemt ontslag en Lois wordt terug aangenomen. Francis wordt als beveiligingsagent ingeschakeld op een schoonheidswedstrijd en krijgt een speciale toegangsbadge nadat de deelneemsters denken dat hij homoseksueel is. Cold open: Dewey tracht zich opzettelijk te bezeren, Malcolm en Reese vechten. Noch Hal noch Lois nemen echt actie. Hal beweert in de tuin een karwei op te knappen, maar in werkelijkheid vult hij een kruiswoordraadsel in. |             |                       |                |                                       |                  |  |
| 10 | 10          | Stock Car Races       | Todd Holland   | David Richardson                      | 02 april 2000    |  |
| Hal laat de kinderen spijbelen en neemt hen tot hun ongenoegen mee naar een NASCAR-wedstrijd. De lerares van Malcolm komt langs om te kijken waarom de kinderen niet op school zijn, maar Lois vergt er niet al te veel aandacht aan omdat ze op zoek is naar haar looncheque. Francis smokkelt op de militaire school een slang binnen. Deze ontsnapt en eet de hond van kolonel Spangler op. Spangler geeft daarop alle kadetten een straf. Francis vreest een wraakactie, maar iedereen is juist blij omdat ze van die ellendige hond zijn verlost. Cold open: Dewey laat uitschijnen dat hij wordt afgetroggeld door Reese. Lois komt vanuit een andere ruimte de woonkamer binnen en sleurt Reese naar buiten waarop Dewey zijn plaats inneemt in de sofa. |             |                       |                |                                       |                  |  |
| 11 | 11          | Funeral               | Arlene Sanford | Maggie Bandur & Pang-Ni Landrum       | 09 april 2000    |  |
| De familie moet naar de begrafenis van tante Helen. Omwille van familiale strubbelingen wil Lois uiteindelijk niet vertrekken. Hal wil oude platen beluisteren, Dewey heeft een vriendje op bezoek, Malcolm wil met een meisje naar een concert. Enkel Reese wil naar de begrafenis: hij heeft Deweys verjaardagscadeau vernield en het verborgen in de doodskist van Helen. Cold open: de hele klas is verbaasd en geëmotioneerd door een passage die Malcolm voorleest uit het verhaal van "Romeo en Julia" |             |                       |                |                                       |                  |  |
| 12 | 12          | Cheerleader           | Todd Holland   | Dan Kopelman                          | 16 april 2000    |  |
| Malcolm is beschaamd wanneer Reese lid wordt van het cheerleaderteam, maar diens bijbedoeling is om een meisje te imponeren. Hal achterhaalt dit en moet van Lois de kinderen "het verhaal van de bloemen en de bijtjes" brengen. Francis ontdekt dat Spangler diverse jeugdtrauma's heeft opgelopen waarvoor diens moeder verantwoordelijk is. Cold open: de klas van Malcolm houdt een zangrepetitie, maar is zelf niet aanwezig. Dan blijkt dat het geen les is, maar dat dit tijdens de speeltijd is. De leerlingen zijn slechtgezind dat Malcolm de speeltijd verkoos boven de zangles. |             |                       |                |                                       |                  |  |
| 13 | 13          | Rollerskates          | Ken Kwapis     | Alan J. Higgins                       | 30 april 2000    |  |
| Lois ligt in bed met een rughernia, maar weigert pijnstillers te nemen. Francis veinst daarop omwille van erfelijkheid eenzelfde aandoening te hebben waardoor hij niet op overlevingstocht moet. Malcolm wil skeelers om op straat te hockeyen waarop Hal hem lessen geeft, maar deze zijn nogal merkwaardig. Uit deze lessen blijkt wel dat Hal een skatetalent is en dat zijn techniek wel degelijk leidt om de aanvallers te snel af te zijn en te misleiden. Cold open: Malcolm, Reese en Dewey hebben een gezamenlijke zak frit. Om er zeker van te zijn dat elk van hen dezelfde hoeveelheid eet, worden de fritten apart gemeten om daarna te berekenen hoeveel centimeter frit elk van hen krijgt. |             |                       |                |                                       |                  |  |
| 14 | 14          | The Bots and the Bees | Chris Koch     | Alan J. Higgins & David Richardson    | 07 mei 2000      |  |
| Francis is herstellende nadat hij een levensbreigende appendicitis opliep. Lois komt hem bezoeken, maar in tegenstelling tot haar normale gedrag doet ze zich poeslief en meevoelend voor waardoor ze sympathie krijgt van de andere kadetten. Malcolm en zijn klasgenoten willen een "killer robot" maken en daarmee deelnemen aan een wedstrijd. Ze schakelen de hulp in van Hal, maar deze neemt het project volledig over en maakt een "bijenaanvallende robot". Hij wordt zelf slachtoffer van een bijenaanval. Cold open: Malcolm, Reese en Dewey doorzoeken het huis naar muntstukken. Zodra er een wordt gevonden, rennen ze naar de speelhal om een arcadespel te spelen. Na afloop van het spel, rennen ze terug naar huis om een volgend muntstuk te zoeken. |             |                       |                |                                       |                  |  |
| 15 | 15          | Smunday               | Jeff Melman    | Michael Glouberman & Andrew Orenstein | 14 mei 2000      |  |
| Francis belt met Malcolm: er moet een brief van de academie worden onderschept omdat Francis verantwoordelijk is voor een grote schade aan het zwembad van de militaire school. Lois ligt in bed met zware griep en denkt dat het zondag is, terwijl het in werkelijkheid maandag is. Hierdoor spijbelen de kinderen, maar omwille van een straf - een weddenschap waarbij iemand een blik hondenvoer moet eten in ruil voor Dewey's fiets - mogen ze geen televisie kijken of het huis verlaten. Lois vindt de betreffende brief toch en wil Francis op werkkamp sturen. Malcolm, Reese en Dewey willen dat niet en willen "een nog grotere grap" uithalen, maar daarbij worden een dure Porsche-cabriolet en de inzittenden de dupe van. Cold open: Malcolm wil een grap uithalen bij een slapende Reese: door diens vinger in een pot met lauw water te steken, zou Reese bedplassen. Daar Malcolm van mening is dat het misschien te lang zou duren, kiepert hij het water over Reese zijn schaamstreek. Reese denkt effectief dat hij in bed heeft geplast.                                                                                      |             |                       |                |                                       |                  |  |
| 16 | 16          | Water Park            | Ken Kwapis     | Maggie Bandur & Pang-Ni Landrum       | 21 mei 2000      |  |
| De familie gaat naar een waterpark met een glijbaan waar Malcolm schrik van heeft. Reese doet Lois eraan denken dat Malcolm omwille van zijn sinussen een speciaal neusmasker moet dragen. Uit wraak halen Malcolm en Reese onderling kwajongensstreken uit waarbij Malcolm onder andere Reeses zwembroek naast het bad aftrekt. Dewey kan omwille van een oorontsteking niet mee en een oppas wordt voorzien. Deze dame krijgt tijdens de dag een hartfalen en moet met een ambulance worden weggebracht. Daarop achtervolgt Dewey een ballon en geraakt verder van huis. Op de militaire academie achterhaalt kolonel Spangler dat hij een poolwedstrijd won omdat Francis hem liet winnen. Daarop eist hij een nieuw tornooi waarbij Francis moet winnen. De andere kadetten zijn van mening dat wanneer de kolonel verliest ze allen zullen worden gestraft. Daardoor trachten zowel de kolonel als Francis om zo veel mogelijk spellen opzettelijk te verliezen. Cold open: Hal heeft iets verkeerd gedaan wat Lois nu ontdekt. Hij koopt Malcolm om met 10 dollar zodat Malcolm de schuld op zich neemt.                                        |             |                       |                |                                       |                  |  |

## Seizoen 2
| Nr. serie | Nr. seizoen | Titel van aflevering    | Regisseur      | Schrijver                             | Uitzenddatum     |  |
| --- | ----------- | ----------------------- | -------------- | ------------------------------------- | ---------------- |  |
| 17 | 1           | Traffic Jam             | Todd Holland   | Dan Kopelman                          | 05 november 2000 |  |
| Door hun wangedrag in het waterpretpark krijgt de familie een levenslang toegangsverbod. Op hun terugreis komen ze uren vast te zitten in een file ontstaan door een auto-ongeval. Lois gaat op een agressief verbale manier te werk in de hoop dat de weg op korte tijd wordt vrijgemaakt. Hal beseft dat hij een slachtoffer had kunnen zijn van het ongeval. Allerlei kinderen terroriseren een ijsman die weigert ijs te verkopen omdat hij dat omwille van de omstandigheden wettelijk gezien niet mag. Malcolm spendeert tijd met een meisje, maar zij blijkt in Canada te wonen. Op de militaire academie gaat Francis de uitdaging aan om 100 spekjes te eten. Dewey loopt volledig verloren en krijgt van tal van personen een lift. Hij is terug thuis enkele seconden voordat de rest van zijn familie aankomt. Cold open: Malcolm zegt dat hun familieuitstap in het waterpark eindigde op traditionele wijze: een levenslang toegangsverbod. |             |                         |                |                                       |                  |  |
| 18 | 2           | Halloween Approximately | Todd Holland   | Dan Kopelman                          | 08 november 2000 |  |
| Een Chevrolet Chevelle terroriseert de buurt. Hal en Lois stelen uiteindelijk de auto en dumpen deze in en een afgelegen vijver. Francis komt naar huis om "een uitgesteld Halloween" te vieren. Op het dak bouwen ze een katapult waarmee ze allerlei voorwerpen afschieten naar de omliggende huizen, maar worden uiteindelijk overwonnen door de klasgenoten van Malcolm die een nog grotere katapult bouwen. Cold open: Malcolm en Reese trachten van alle bedorven etenswaren in de ijskast te proeven. |             |                         |                |                                       |                  |  |
| 19 | 3           | Lois' Birthday          | Ken Kwapis     | Alex Reid                             | 12 november 2000 |  |
| Lois verlaat de familie nadat Hal haar verjaardag is vergeten en de kinderen met het voorziene geld voor een cadeau voornamelijk spullen voor zichzelf hebben gekocht. Francis is de verjaardag niet vergeten en reist af, maar tijdens de busrit maakt hij kennis met een Afrikaans meisje en besluit in eerste instantie om haar Amerika te laten zien. Nadat hij verneemt wat er zich thuis afspeelde, wijst hij zijn broers op hun egoïsme. Lois wordt gevonden in een pretpark waar diverse clowns lopen. Wanneer een van de clowns Lois ongewenst benadert, start een vechtpartij tussen enerzijds de familie van Malcolm en anderzijds de clowns. Cold open: Malcolm, Reese en Dewey troggelen bij een demente buurvrouw geld af door continue bij haar aan te bellen: het is Halloween, ze hebben de sneeuw opgeruimd... |             |                         |                |                                       |                  |  |
| 20 | 4           | Dinner Out              | Jeff Melman    | Michael Glouberman & Andrew Orenstein | 15 november 2000 |  |
| Lois is blij dat Abe en Kitty Kenarban hen hebben uitgenodigd in een chique restaurant. Abe en Kitty gedragen zich in eerste instantie voorbeeldig, tot wanneer Hal Abe meelokt naar de bar waar ze dronken worden. De kinderen zitten aan een aparte tafel en houden een spelletje waarbij men elkaar slagen geeft waarbij voornamelijk Stevie slachtoffer wordt van Reese. Stevie vindt een manier om Reese af te tuigen, maar daarop maakt zijn moeder een scène. Spangler heeft een afspraak met een vrouw en de kadetten krijgen opdracht dat er die avond niets mag mislopen. Doch Francis nodigt lokale dames uit die een ware ravage aanrichten. Cold open: Malcolm en Reese houden binnenshuis een soort baseballwedstrijd waar bij elke geslagen bal een voorwerp wordt vernield. De jongens beseffen dat ze niets mogen breken, maar omdat het spel nog geen winnaar heeft, blijven ze verder doen. |             |                         |                |                                       |                  |  |
| 21 | 5           | Casino                  | Todd Holland   | Gary Murphy & Neil Thompson           | 19 november 2000 |  |
| De familie gaat op weekend in een Indiaans ressort. Hal wordt uit het casino gegooid nadat hij en Malcolm een manier bedenken om kaarten te tellen aan de Blackjacktafel. Als alternatief neemt hij Reese en Malcolm mee naar een spookstad ergens in de woestijn, maar verdwalen onderweg. Ze komen terecht op een geheime militaire basis waar allerhande explosieven verborgen liggen. Ze worden opgepakt door de militairen, maar vrijgelaten "omdat de gewone burgers het explosieve parcours van het machtige leger hebben overleefd". Lois en Dewey genieten van een wellnesskuur die ze wonnen bij het raddraaien. Francis komt stiekem naar huis om te fuiven met zijn vrienden, maar niemand van hen daagt op en is hij genoodzaakt de dag door te brengen met Craig. Cold open: Hal wordt 's nachts wakker en denkt dat hij iets is vergeten. Hij weet niet wat en besluit dat dat wel kan wachten tot 's ochtends. Dan wordt duidelijk dat een gestrafte Dewey nog steeds in een kamerhoek staat. |             |                         |                |                                       |                  |  |
| 22 | 6           | Convention              | Jeff Melman    | Bob Stevens                           | 22 november 2000 |  |
| Hal en Lois moeten naar een conferentie waar Hal meerdere vechtpartijen start met een collega die promotie maakte met een idee van Hal. De kinderen hebben allerlei valkuilen opgezet om kinderoppas Patty de stuipen op het lijf te brengen, maar wanneer deze oppas een mooi meisje blijkt te zijn, verwijderen ze alle hinderlagen. Reese en Malcolm verzinnen allerlei manieren om de favoriet te worden, maar het is Dewey die met alle aandacht gaat lopen. Patty zat vroeger op dezelfde school als Francis en is verliefd op hem. Ze belt hem op in de hoop een relatie te starten, maar hij weigert denkende dat zij nog lijdt aan obesitas. Cold open: om ongekende reden hebben Reese en Dewey een stok vast. Reese merkt op dat zijn stok kleiner is en komt tot de conclusie dat hij altijd het onderspit delft en een mislukkeling is. Malcolm lost het probleem op door de stok van Dewey in twee te breken. |             |                         |                |                                       |                  |  |
| 23 | 7           | Robbery                 | Todd Holland   | Alan J. Higgins                       | 26 november 2000 |  |
| Hal komt thuis met een oude kast die hij wil opmaken en schenken aan Lois, maar eenmaal binnen blijkt de kast vol te zitten met vleermuizen. Hal en de kinderen moeten alle vleermuizen buiten zien te krijgen voordat Lois thuiskomt. Lois is op dat ogenblik aan het werk, maar de winkel wordt overvallen. Een klasgenoot van Francis heeft liefdesverdriet. Om hem op te beuren neemt Francis hem mee naar een stripteasebar en een hanengevecht. Tijdens dat laatste illegale evenement worden ze door de politie gearresteerd. Cold open: Lois gaat slapen. Hal raakt in de ban van een Mexicaanse soapserie en kijkt de hele nacht door. 's Ochtends is Lois verbaasd dat Hal zo vroeg op is. Ze vraagt of Hal wel is komen slapen waarop hij antwoordt "alsof hij de hele nacht naar Mexicaanse soaps zou kijken". |             |                         |                |                                       |                  |  |
| 24 | 8           | Therapy                 | Ken Kwapis     | Ian Busch                             | 29 november 2000 |  |
| De klas van Malcolm houdt een projectweek over de middeleeuwen en de leerlingen moeten daarbij de toenmalige klederdracht dragen waardoor Malcolm als nar naar school moet. Het wordt voor hem nog erger wanneer blijkt dat ze een voorstelling geven aan leerlingen van de andere klassen. Malcolm veinst een emotionele crisis waardoor hij tijdens die lessen naar de schoolpsychiater mag, maar wanneer blijkt dat hij de daaropvolgende week niet mee mag op daguitstap moet hij terug "emotioneel stabiel" worden verklaard. Hal en Lois ruimen een opberghok op en komen tot de vaststelling dat dit hok een tweede badkamer met werkend toilet is. Cold open: Hal komt van de bakker met drie eclairs omdat er niet meer waren. Hij en Lois besluiten om deze aan de kinderen te geven, maar eten ze dan zelf schrokkerig op. |             |                         |                |                                       |                  |  |
| 25 | 9           | High School Play        | Jeff Melman    | Maggie Bandur & Pang-Ni Landrum       | 10 december 2000 |  |
| De klas krijgt bezoek van een lerares uit het middelbaar: daar is men op zoek naar een acteur voor het personage "wisselkind" uit Een Midzomernachtdroom. Malcolm krijgt de rol. Tijdens de eerste repetitie moet hij een acteur tijdelijk vervangen. Iedereen is verbaasd over zijn talent waardoor hij de rol van het hoofdpersonage Oberon krijgt. Omwille van deze repetities schenkt hij bijna geen aandacht aan zijn vrienden die bezig zijn met het bouwen van een raket. Uit tijdsnood berekent Malcolm de instellingen van de vluchtroute verkeerd. Daardoor crasht deze tijdens de schoolpauze nabij Caroline Miller die prompt vroegtijdig bevalt. Tijdens de voorstelling van het toneelstuk herinnert Malcolm zich enkel nog de roddels die de anderen voor en na de repetities vertelden en wordt de rol overgenomen door een klasgenoot van Malcolm. Hal en Dewey bouwen in de woonkamer een heuse stad gemaakt uit onder andere LEGO en Playmobil. Lois trapt op blote voeten op een blokje en tijdens haar valt sloopt ze de hele boel. Cold open: Hal komt thuis. Wanneer hij van Lois verneemt dat de kinderen niet thuis zijn, legt hij zich naakt achter Lois. Lois merkt op dat het snelheidsrecord is overwonnen. |             |                         |                |                                       |                  |  |
| 26 | 10          | The Bully               | Jeff Melman    | Alex Reid                             | 17 december 2000 |  |
| Reese verliest tijdens een worstelwedstrijd van een meisje. Daarom besluit hij zijn leven te verbeteren: hij zal niet langer een bullebak zijn, maar een gedienstig persoon. Hierdoor wordt Malcolm ook niet langer door hem beschermd en krijgt hij rammel van leerlingen die hijzelf eerder pestte. Er ontstaan tijdens de schoolpauzes meer en meer gevechten omdat er geen hiërarchie meer is waardoor Reese uiteindelijk genoodzaakt is zijn rol te hernemen om de anarchie ongedaan te maken. Francis wil zijn verjaardag thuis vieren, want op de militaire school krijgen jarigen een studentendoop. Daarom wil hij vermijden dat de andere kadetten zijn verjaardag te weten te komen. Hal en Lois denken dat dit zijn zoveelste leugen is en willen niet dat hij overkomt, enerzijds uit geldnood, anderzijds omdat ze gratis tickets kregen voor een optreden van Jimmy Buffett. Ze sturen Francis wel een verjaardagsgeschenk waardoor hij de doop moet ondergaan: hij wordt over zijn volledige lichaam kaalgeschoren. Cold open: Reese en Malcolm binden Dewey in noppenfolie om hem vervolgens met een wipplank de lucht in te katapulteren. |             |                         |                |                                       |                  |  |
| 27 | 11          | Old Mrs. Old            | Todd Holland   | Alan J. Higgins                       | 07 januari 2001  |  |
| Tijdens een spel belandt een tennisbal in de tuin van de alchohol- en medicijnverslaafde mevrouw Griffin die het zo niet heeft op kinderen. Malcolm sluipt de tuin in en wordt door haar betrapt. Hij geeft haar een duw waardoor ze een arm breekt. Als straf moet Malcolm van Lois mevrouw Griffin 's avonds helpen bij huiselijke karweitjes. Mevrouw Griffin maakt misbruik van de situatie en laat hem haar ook voetmassage geven en onnodige klusjes uitvoeren. Uit wraak steelt Malcolm de auto van mevrouw Griffin voor een joyride, maar wordt betrapt door Lois. Mevrouw Griffin helpt Malcolm uit de nood en zegt dat hij haar naar het ziekenhuis bracht. Tegelijkertijd chanteert ze Malcolm door hem nu ook 's ochtends te laten komen. Dewey zijn rugtas is stuk en gebruikt nu een handtas van zijn moeder. Reese tracht hem te doen inzien dat hij door die vrouwentas zal worden uitgelachen, maar verandert van mening nadat Dewey enkele pesters neerslaat omdat hij er een steen in heeft verborgen. Voor ongekende reden wordt Richie naar de militaire school gestuurd waar al zijn doen en laten wordt geaccepteerd door kolonel Spangler. Spangler vertrouwt Francis toe dat hij Richie evenmin kan uitstaan, maar hoopt dat de kadetten Richie omwille van deze voorkeursbehandeling zullen aftuigen. Hal en Malcolm schaken. Hal wint hoewel dat voornamelijk komt door subtiele hints die Malcolm hem bewust geeft. Na het spel zegt Malcolm ook dat Hal hem laat winnen bij het basketten. |             |                         |                |                                       |                  |  |
| 28 | 12          | Krelboyne Girl          | Arlene Sanford | Bob Stevens                           | 14 januari 2001  |  |
| In de klas van Malcolm komt een nieuwe leerlinge: Cynthia. Zij wordt verliefd op Malcolm en achtervolgt hem overal. In de hoop dat zij hem gerust laat, werpt Malcolm haar slaapkamerruit in waarop Cynthia's vader beklag komt doen. Lois steunt Malcolm: de kinderen zijn op een leeftijd waarop hun hormonen tilt slaan en ze allerlei gekken dingen doen. Francis belt zijn vader met de vraag om een valse verklaring af te leggen waardoor zij samen zijn gaan vissen. Francis heeft namelijk zonder toestemming gereden met een wagen van kolonel Spangler. Spangler belt met Hal en onbewust geeft Hal de valse verklaring af waardoor de verkeerde kadet een straf krijgt. Echter komt Hal zijn fout rechtzetten bij de kolonel wat wordt overhoord door de andere kadetten. Lois vindt dat Dewey te oud is geworden voor knuffeldieren en neemt zijn oude knuffel af. Ze maakt hem wijs dat de knuffel vol gevaarlijke bacteriën zitten die in Dewey's ogen kruipen waardoor deze uitpuilen. Sindsdien heeft Dewey een maniakale smetvrees en kuisziekte en maakt hij het volledige huis proper met antibacteriële middelen. Cold open: Malcolm besmeert een toast met allerlei al dan niet eetbare ingrediënten. Op het ogenblik hij wil bijten, neemt Reese deze af om zelf op te eten. Reese loopt omwille van de walgelijke smaak naar buiten. Malcolm zegt dat Reese in deze grap steevast blijft intrappen. |             |                         |                |                                       |                  |  |
| 29 | 13          | New Neighbors           | Ken Kwapis     | Maggie Bandur & Pang-Ni Landrum       | 21 januari 2001  |  |
| De familie krijgt nieuwe buren: Mike en zijn vrouw Tina, hun vierjarige dochter Emily en elfjarige zoon Josh. De eerste kennismaking tijdens een barbecue verloopt initieel goed. Hal geraakt onmiddellijk bevriend met Mike nadat ze ontdekken gemeenschappelijke hobby's te hebben. Reese is slachtoffer van Emily die hem constant bijt. Zoon Josh vertelt in de buurt allerlei leugens over Malcolm waaronder een verklaring dat Malcolm een bespieder is. Dewey krijgt een schrik van tuinkabouters nadat Josh hem zegt dat zij kleine jongens opeten. Lois en Tina komen niet overweg omdat ze elkaars verwijten maken over hoe kinderen op te voeden. Reese en Malcolm ontdekken dat Tina een buitenechtelijke relatie heeft. Omwille van dit schandaal verhuizen de nieuwe bewoners. De kadetten en kolonel Spangler maken zich gereed voor een bezoek van Oliver North, maar de kolonel mist alles omwille van dronkenschap. Francis maakt de kolonel wijs dat hij North wel degelijk heeft ontmoet en het een fijne avond was, maar zich wellicht door de alcohol niets herinnert. Cold open: Hal en Lois zijn verbaasd over het schoolrapport van Reese en hoe de jongen bijleert. Dan blijkt dat het gesprek gaat over de kwaliteit waarop Reese de cijfers vervalst. |             |                         |                |                                       |                  |  |
| 30 | 14          | Hal Quits               | Ken Kwapis     | Michael Glouberman & Andrew Orenstein | 04 februari 2001 |  |
| Nadat Hal op Dewey's school tracht uit te leggen wat zijn job inhoudt, neemt hij verlof zonder wedde om een droom werkelijkheid te maken: een groot kunstwerk schilderen. Volgens een schatting werd hiervoor ongeveer 2000 liter verf gebruikt. Het hele gezin is onder de indruk wanneer het schilderij - dat niet aan de kijker wordt getoond - af is, maar door de vele lagen verf stort het onder zijn eigen gewicht in. Op de militaire school heeft men enkele dagen vakantie. Francis moet van zijn moeder werken in de winkel voor een tussentijdse inventaris. Malcolm ondergaat een test om na te gaan wat zijn latere carrièremogelijkheden zijn. Het resultaat is dat hij eender welke job ter wereld kan uitvoeren waardoor hij nog niet weet wat hij later zal moeten doen. Cold open: Dewey zegt zijn ouders dat de tandenfee is geweest, maar uit het verdere verhaal blijkt dat Malcolm en Reese verantwoordelijk zijn dat Dewey zijn tand heeft verloren. |             |                         |                |                                       |                  |  |
| 31 | 15          | The Grandparents        | Todd Holland   | Gary Murphy & Neil Thompson           | 11 februari 2001 |  |
| Victor en Ida - de ouders van Lois - staan onaangekondigd aan de deur. Dewey herinnert zich trauma's die hij als peuter door hen opliep. Malcolm wordt door hen niet geapprecieerd omdat hij te slim is en geen gevechten aangaat. Hal wordt beschouwd niet te kunnen zorgen voor zijn gezin. Enkel met Reese lijken ze overweg te kunnen. Nadat de koelkast het begeeft, stellen Victor en Ida voor om Lois en Hal geld te lenen. Na de aankoop komen zij op hun beslissing terug, maar de ijskast stond in de aanbieding en kan daardoor niet teruggestuurd worden. Victor schenkt zijn oorlogsspullen aan Reese. Daarbij zit ook een granaat. Nadat Reese de pin verwijdert en deze pin bij het terugplaatsen afbreekt, gooit Malcolm de granaat in de nieuwe koelkast en vlucht iedereen naar buiten. Door de ontploffing is de ijskast vernield. Hal chanteert daarop Victor en Ida en eist 3000 dollar schadevergoeding. Indien Victor en Ida weigeren, zal hij de politie inlichten omwille van onder andere kindermishandeling en verboden wapenbezit. Francis gaat met enkele andere kadetten Mardi Gras vieren in New Orleans, maar kan niet deelnemen aan de festiviteiten omwille van een voedselvergiftiging. Cold open: De kinderen genieten van de pannenkoeken ondanks deze vol lichaamsbeharing zitten. Dan blijkt dat Hal de bakker is en met de spatel over zijn harig lichaam wrijft. |             |                         |                |                                       |                  |  |
| 32 | 16          | Traffic Ticket          | Jeff Melman    | Larry Strawther                       | 18 februari 2001 |  |
| Een politieman heeft aan Lois' kassa onvoldoende geld om zijn aankopen te betalen. Na haar shift wordt ze door diezelfde agent gearresteerd omwille van roekeloos rijgedrag waarbij ze een andere auto in gevaar bracht. De auto wordt in beslag genomen en er zijn nog 18 openstaande parkeerboetes waarvoor Francis verantwoordelijk is. Zelf ontkent ze haar rijgedrag en is van mening dat de agent uit is op wraak waarop ze stappen onderneemt dit voor de rechter te slepen. Ze eist ook dat Francis alle onkosten betaalt. Om aan dat geld te geraken, gaat Francis met de kadetten voor geld een weddenschap aan waarbij hij zijn armen en benen breekt. Zelfs nadat Lois de beelden van de bewakingscamera ziet waarop duidelijk wordt dat ze in fout is, blijft ze ontkennen. Hal kan haar doen inzien het incident te accepteren en dat iedereen al eens onbewust iets verkeerd doet zonder dat te beseffen. Sindsdien is Lois veel aangenamer, deelt geen straffen meer uit... Dan toont Craig aan Hal en de kinderen beelden van een andere camera: de andere wagen kwam uit de tegengestelde richting, maakte plots een bocht van 180 graden en moest daardoor hevig remmen. Deze beelden bewijzen dat Lois niet in fout was. Om de vrede te bewaren, vernietigt Hal de tape en krijgt Craig spreekverbod over het hele incident. Cold open: tijdens de avondmaaltijd start een gevecht voor de laatste kippenbout. Zelfs nadat deze op de stoffige grond belandt, gaat het gevecht door. |             |                         |                |                                       |                  |  |
| 33 | 17          | Surgery                 | Jeff Melman    | Maggie Bandur & Pang-Ni Landrum       | 25 februari 2001 |  |
| Malcolm wordt opgenomen in het ziekenhuis met buikpijn. Volgens de dokters heeft hij appendicitis en moet hij de volgende dag worden geopereerd. Zelf betwijfelt hij dit en tracht de dokters en verpleging te doen inzien een nieuw onderzoek uit te voeren. Nadat blijkt dat hij het bij het rechte eind had, mag hij het ziekenhuis verlaten, maar de rest van de familie is ontzet over de hoge ziekenhuisfactuur en blaamt Malcolm dat hij de buikpijn veinsde om niet naar school te moeten gaan. De kadetten gaan in hongerstaking nadat commandant Spangler de televisie afneemt omdat deze voor te veel afleiding zorgt. Cold open: Hal vindt een werkman te duur en tracht zelf klusjes uit te voeren en geeft toe dat het resultaat niet optimaal is. Er komt nu uit beide kranen in de keuken warm water en wanneer het licht dimt, wil dit zeggen dat er iemand op de deurbel drukt. |             |                         |                |                                       |                  |  |
| 34 | 18          | Reese Cooks             | Jeff Melman    | Dan Kopelman                          | 04 maart 2001    |  |
| Hal en Lois zijn ten einde raad: gelijk welke straf ze Reese geven zal hem niet weerhouden om grappen te blijven uithalen en de straf zelf deert hem niet. Vandaar dat ze hem op kooklessen sturen. Tot ieders verbazing heeft hij veel talent. Er wordt een kookwedstrijd georganiseerd die Reese sowieso zal winnen omwille van dat talent. Dat weerhoudt hem niet om de gerechten van de anderen als grap te doen mislukken en wordt hij geschorst. Als straf mag hij van zijn ouders een maand niet koken. Reese is hierdoor ontzet, maar daardoor hebben Hal en Lois wel een strafmethode gevonden die werkt. Cynthia organiseert een feestje en nodigt iedereen die ze tegenkomt uit. Malcolm tracht haar te doen inzien dat niemand zal opdagen omwille van haar persoonlijkheid, maar het feest blijkt een succes. Kadet Eric tracht Francis te overhalen eindelijk zijn deel van een gezamenlijk project af te werken, maar Francis geraakt steevast afgeleid. Cold open: Dewey had een nachtmerrie en mag daarom bij zijn ouders in bed slapen. Nadat hij Hal vertelt wat hij droomde, kan Hal niet meer slapen. |             |                         |                |                                       |                  |  |
| 35 | 19          | Tutoring Reese          | Ken Kwapis     | Ian Busch                             | 11 maart 2001    |  |
| Francis is enkele dagen thuis en krijgt opdracht om het dak te herstellen. Er ontstaat een woordenruzie waarbij Francis het huis wordt uitgezet. Hij neemt intrek in de kelder van Richie, maar de woonomstandigheden zijn er ermbarmelijk en moet daardoor noodgedwongen terugkeren. Een leraar wil Reese doen overschakelen naar een lagere richting omdat zijn punten te laag zijn. Malcolm geeft Reese bijlessen, maar zijn score bij deze leraar verhoogt niet. Reese moet daarop deelnemen aan een examen dat allesbeslissend zal zijn, maar via een list geraakt Malcolm ook aan dat examen en worden de bladen verwisseld. Doch Reese krijgt een onvoldoende. Malcolm achterhaalt dat de betreffende leraar niets nakijkt wat Reese invult en hem onmiddellijk de laagste score geeft, maar daarbij verklapt Malcolm dat er examenfraude werd gepleegd. De leraar wil Malcolm daarop van school sturen omwille van fraude, maar Lois en Hall dreigen daarop de leraar te laten ontslaan omwille van zijn manier van quotering. Cold open: Hal tracht te verbergen dat hij een sigaar rookt door de rook met een stofzuiger op te vangen. Wanneer hij op het punt staat betrapt te worden, zuigt hij de sigaar ook op. Doch Lois achterhaalt de waarheid omdat de brandende sigaar ervoor heeft gezorgd dat de stofzuigerzak in brand staat. |             |                         |                |                                       |                  |  |
| 36 | 20          | Bowling                 | Todd Holland   | Alex Reid                             | 01 april 2001    |  |
| Dewey is gestraft wegens het doden van de parkiet van een buurvrouw, mag daardoor niet met Malcolm en Reese bowlen en moet vroegtijdig naar bed. Dan rijst de vraag wie de kinderen naar de bowlingzaal doet: Hal of Lois. Vervolgens start afwisselend een versie hoe de avond verloopt waarbij Lois thuisblijft en Hal naar de bowlingzaal gaat en omgekeerd. In de versie waarbij Hal thuisblijft, mengt Lois zich met de vriendengroep waarmee Malcolm en Reese hebben afgesproken. Door haar opdringerigheid wordt Malcolm zo zenuwachtig dat elke bal in de goot belandt. Reese tracht indruk te maken op Beth en wil haar een grap vertellen, maar hij wordt telkens onderbroken door Lois. Dewey tracht zijn bedverbod te omzeilen en laat Hal een verhaaltje voorlezen waarbij Hal in slaap valt. Daardoor kan Dewey televisie kijken. In de versie waarbij Lois thuisblijft, huurt Hal een eigen baan af aan de andere kant van de zaal. Hij gooit telkens een strike en krijgt daardoor veel aandacht van de mensen rondom zich. Reese tracht indruk te maken op Beth, maar de grap bevalt haar niet waardoor al haar aandacht naar Malcolm gaat. Malcolm en Beth verbergen zich in de ruimte achter de banen om elkaar te kussen. Daarbij wordt Malcolm gegrepen door een transportband en belandt op de kegelbaan waar Hal zijn laatste ronde speelt. Zijn toeschouwers zijn daarop van mening dat Hal en Malcolm het spel manipuleerden. Dewey tracht tevergeefs zijn bedverbod ongedaan te krijgen waardoor Lois uiteindelijk niet weet of ze hierop al dan niet moet ingaan. In beide versies zoekt Francis 100 dollar om met andere kadetten een auto te kopen die hij dan één keer om de zeven weken kan gebruiken. Cold open: Malcolm gooit voortdurend een potlood in het plafond dat door de zwaartekracht terug valt. Hij hoopt snel oud genoeg te zijn: als hij met de auto kan rijden, zal hij zich niet vervelen en hoeft hij geen potloden in het plafond te gooien. Francis doet net hetzelfde, maar met de hoop snel op zichzelf te wonen omdat het dan elke dag feest is. Ook Hal doet hetzelfde, maar hij verlangt een vogel te zijn zodat hij van alle problemen kan wegvliegen. |             |                         |                |                                       |                  |  |
| 37 | 21          | Malcolm vs. Reese       | Todd Holland   | Dan Danko & Tom Mason                 | 22 april 2001    |  |
| Francis is voor enkele dagen thuis en heeft twee tickets voor een worstelwedstrijd. Naargelang wie het beste voor hem zorgt, zal hij ofwel Malcolm of Reese meenemen. Reese en Malcolm beseffen gaandeweg dat ze met "liefdevolle karweitjes" nooit "favoriet" kunnen worden. Daarom haalt Reese vanalles uit zodat Malcolm huisarrest zou krijgen en omgekeerd. Uiteindelijk beslist Francis om geen van beiden mee te nemen, maar een meisje dat hij net leerde kennen. Malcolm en Reese nemen wraak door de auto als gestolen aan te geven, het rijbewijs en identiteitskaart van Francis te ontfutselen en zichzelf te boeien en te verbergen in de kofferbak. Craig moet voor enkele dagen weg en Dewey zal op zijn kat letten. Het beest ontsnapt dus stelt Hal voor om het raam te laten openstaan. Het gevolg is dat er een inbraak is met heel wat schade. De kat wordt gevonden, maar om de inbraak te verdoezelen, steken ze de woning in brand. Cold open: Lois wil een relaxerend bad nemen, maar de badkuip is smerig. Nadat deze gepoetst is en in bad wil, komt Dewey binnen. Hij is vuil omwille van het zoeken naar regenwormen. Lois is van mening dat Dewey een bad nodig heeft, maar ze laat hem zichzelf buiten wassen met koud water in het opblaasbare zwembad terwijl zij in de warme badkuip zit. |             |                         |                |                                       |                  |  |
| 38 | 22          | Mini-Bike               | Ken Kwapis     | Michael Glouberman & Andrew Orenstein | 29 april 2001    |  |
| Nu zijn flat is afgebrand, komt Craig tijdelijk inwonen, maar iedereen is hem al snel beu. Hal gaat voor een "vader-zoon"-weekend naar de militaire academie. Elke kadet krijgt één of meerdere trofeeën omwille van de een of andere reden, behalve Francis. Kolonel Spangler moet toegeven dat Francis op geen enkele manier en met geen enkele straf tot orde geroepen kan worden. Dewey, Malcolm en Reese vinden op straat een afgedankte minibike en knappen deze op. Ze mogen van Lois niet rijden wegens te jong en/of te gevaarlijk. Lois moet haar mening herzien wanneer de kinderen een foto vinden: als jong meisje reed ze paard zonder enige vorm van bescherming. Ondertussen heeft Reese zijn been gebroken: hij reed zonder toestemming met de minibike en viel. Daarom wordt een ongeval geënsceneerd: wanneer Craig met de auto achteruit rijdt, veinst Reese dat hij door hem werd aangereden. Lois achterhaalt de waarheid, maar deelt geen straf uit: door dit zogezegde ongeval besloot Craig om te verhuizen. Cold open: Hal krijgt van Lois zijn "verloren gelegde kerstcadeau". Hal is tijdens het uitpakken blij dat hij van Lois zijn verlangde dvd-speler krijgt, maar het blijkt een startkabelset te zijn. |             |                         |                |                                       |                  |  |
| 39 | 23          | Carnival                | Ken Kwapis     | Alex Reid                             | 06 mei 2001      |  |
| Malcolm en Reese overtuigen hun ouders om bij Stevie te mogen slapen. Stevie krijgt uiteindelijk toestemming van zijn ouders om bij Malcolm en Reese te gaan slapen. In werkelijkheid gaan ze stiekem naar de kermis en zijn genoodzaakt Dewey mee te nemen omdat hij achter dit geheim kwam. Daar Dewey tijdens de busrit dringend naar het toilet moest, stapten ze onderweg uit. Daardoor moesten ze wachten op de volgende bus en komen ze net voor sluitingstijd aan op de kermis. Ze besluiten in het spookhuis te gaan - dat reeds gesloten is - dat ook een doolhof blijkt te zijn. Eenmaal buiten is de kermis gesloten en geraken ze niet voorbij de hekken. De alcoholverslaafde opzichter wil hen niet helpen en jaagt hen op: hij ontvoert zelfs Stevie. Dewey geraakt ook verloren, maar wordt bevriend met de artiesten van de freakshow. Dankzij hun hulp wordt Stevie bevrijdt. Cold open: De kinderen zetten de wekker van Hal vooruit. Daardoor denkt Hal zich te hebben overslapen en spoedt zich om op tijd op zijn werk te geraken. Volgens Malcolm gaat het over een wraakactie: de kinderen mochten als straf de vorige avond niet naar de televisie kijken. |             |                         |                |                                       |                  |  |
| 40 | 24          | Evacuation              | Todd Holland   | Gary Murphy & Neil Thompson           | 13 mei 2001      |  |
| Malcolm was bij Stevie om wiskunde te leren. Daardoor is hij anderhalf uur te laat thuis en heeft hij niet geholpen met het verwijderen van het oude en plaatsen van het nieuwe bankstel en krijgt hij huisarrest. Hal en Dewey doen het oude bankstel naar het stort, maar bij aankomst staat het niet meer op de auto. Even later wordt het hele dorp geëvacueerd naar de sporthal: een trein met giftige stoffen is ontspoord nadat het een achtergelaten bankstel aanreed. Daar blijft Malcolm zijn huisarrest geldig en mag hij het veldbed niet verlaten. Reese zet een zwarte handel op door behoeftige producten (drinkbekers, toiletpapier, diabetesmedicatie...) te ontfutselen en te verkopen. Dewey maakt iedereen wijs dat zijn ouders door de giftige stoffen zijn omgekomen en hij nu een wees is. Hal hoort over deze slachtoffers en start een inzamelfonds. Wanneer uitkomt dat Dewey de zoon is van Hal zijn de mensen van mening dat zij met opzet geld aftroggelen. Hal wil dat Dewey zich verontschuldigd voor zijn daden, maar de jongen zegt dat het hen spijt dat hun bankstel op de rails terechtkwam. Reese zijn zwarte handel wordt ontdekt. Cold open: Dewey, Reese en Malcolm maken de waskamer kraaknet. Daarna steken ze stenen in de wastrommel en zetten de machine op volle snelheid. Bedoeling is om zo lang mogelijk op de daverende machine te blijven zitten. |             |                         |                |                                       |                  |  |
| 41 | 25          | Flashback               | Jeff Melman    | Ian Busch                             | 20 mei 2001      |  |
| Lois denkt dat ze zwanger is. Zij en Hal halen herinneringen op over de geboortes van hun vorige zonen: Francis was na zijn geboorte zoek omdat Hal hem per ongeluk in een kast zette, Reese was in de baarmoeder een "stamper", dus besloot Lois om bij de geboorte te persen voordat ze toestemming had van de dokter, de bevalling van Malcolm gebeurde in de voortuin omdat Francis de auto van binnenuit had afgesloten, bij de bevalling van Dewey stond de familie in een stormweer omwille van een mislukt chemisch experiment van Malcolm. Lois blijkt uiteindelijk niet zwanger te zijn. Cold open: Malcolm en Reese gooien met een baseball naar elkaar. Dewey wil meespelen, maar mag niet. Wanneer de bal in het riool belandt, moet Dewey deze er uitvissen met de valse belofte dat hij dan wel mag meespelen. |             |                         |                |                                       |                  |  |

## Seizoen 3
Running gag: in dit seizoen duikt de hamster die Dewey vrijzet regelmatig op in een hamsterbal, zelfs tot in Alaska.
| Nr. serie | Nr. seizoen | Titel van aflevering    | Regisseur     | Schrijver                               | Uitzenddatum     |  |
| --- | ----------- | ----------------------- | ------------- | --------------------------------------- | ---------------- |  |
| 42 | 1           | Houseboat               | Todd Holland  | Bob Stevens                             | 11 november 2001 |  |
| Het gezin gaat naar een sportwinkel voor inkopen: ze gaan met de familie Kenarban voor enkele dagen naar hun woonboot. In de winkel wordt Hal buitengezet omwille van een incident met een zwembroek. Tijdens de uitstap loopt Dewey een ernstige zonnebrand op. Malcolm wordt verplicht om met zijn vader te gaan vissen. De ouders van Stevie hebben voortdurend ruzie. Reese en Stevie beleven wel de tijd van hun leven door stiekem naar een groep cheerleaders te varen. Met hulp van een dubieuze notaris laat Francis zich meerderjarig verklaren: hij beslist te stoppen met school en heeft de intentie om naar Alaska te vertrekken - zoals zijn maat Eric eerder deed - om er te gaan werken. Cold open: Er teistert een hittegolf. Reese, Malcolm en Dewey komen het huis binnen met plastic zakken. Ze doen deze open en ze genieten van de koude lucht. Daarop zegt Malcolm dat Stevie airconditioning heef en lopen ze terug naar diens huis om de zakken opnieuw te vullen met gekoelde lucht. |             |                         |               |                                         |                  |  |
| 43 | 2           | Emancipation            | Jimmy Simons  | Alan J. Higgins                         | 14 november 2001 |  |
| Het nieuwe schooljaar is gestart. Reese gaat naar de middelbare school. De klas van Malcolm krijgt een nieuwe leraar: meneer Herkabe. Zijn manier van lesgeven en quoteringen zorgen ervoor dat hij de leerlingen tegen elkaar op zet. Iedereen wil de beste van de klas zijn. Hierdoor kampt elke leerling - op Malcolm na - na een week met een zenuwinzinking. Francis bezoekt zijn familie om afscheid te nemen: hij verhuist naar Alaska om er boomhakker te worden, een job die Eric voor hem heeft geregeld. Hij doet alle moeite van de wereld om zijn moeder te spreken, maar zij laat dit niet toe. Net voor zijn vertrek verandert ze van mening. De boodschap wat Francis al die tijd wou zeggen: hij haat haar al jaren en ze verpestte zijn leven. Cold open: Tot verbazing van Francis krijgt hij van commandant Spangler felicitaties en een degen als afscheidscadeau. Francis' ongepaste gedrag en lak aan discipline gaven Spangler weer zin in zijn job. Door een ongeluk met het vlijmscherpe degen snijdt Francis Spanglers goede hand af. |             |                         |               |                                         |                  |  |
| 44 | 3           | Book Club               | Todd Holland  | Alex Reid                               | 18 november 2001 |  |
| Lois wordt lid van een boekenclub. Op haar eerste sessie ontdekt ze dat het een samenkomst is van gestresseerde huisvrouwen die gewoonweg eenmaal per avond verlost willen zijn van hun veeleisende gezin. Een van de gesprekken die ter sprake komt, is hoe Lillian Miller feilloos en zonder stress alle mogelijke dagelijkse karweien uitvoert. De dronken vrouwen komen tot de conclusie dat het aan mensen zoals Lillian ligt, dat hun gezin te hoge eisen stelt. Daarop willen ze wraak nemen op Lillian, maar dat resulteert in een vlucht voor de politie. Hal vindt het een goed idee dat Lois naar de boekenclub gaat: zo is hij van haar ook eenmaal per week verlost. Uit vrees dat de kinderen iets mispeuteren en dat Lois daarop haar lidmaatschappij opzegt, verzint hij allerlei manieren zodat de avond zonder incidenten verloopt. Francis krijgt op zijn tocht naar Alaska een lift van een vrachtwagenchauffeur, maar deze laat hem vernederende opdrachten uitvoeren in ruil voor de rit. Cold open: Reese verzamelt allerlei restanten van haar in de badkuip, de douche... Dat haar plakt hij onder zijn oksels. Malcolm vraagt welk nut dat heeft: "op de middelbare school neemt men na de sportlessen een douche." |             |                         |               |                                         |                  |  |
| 45 | 4           | Malcolm's Girlfriend    | Ken Kwapis    | Ian Busch                               | 28 november 2001 |  |
| Malcolm heeft een vriendin: Sarah Coleman. Wanneer Lois dit verneemt, is ze in alle staten daar ze Malcolm te jong vindt. Ook Hal vindt dat, maar verklapt daarbij dat hij zijn eerste vriendin op een nog jongere leeftijd had. Uiteindelijk loopt de relatie spaak. Dewey heeft een schoolvriend die net op dezelfde school is gestart. Diens moeder vraagt Dewey om haar te helpen met het verjaardagsfeest, maar Dewey manipuleert haar zodat het feestje in een thema, met animatoren en met cadeaus is die hijzelf leuk vindt. Francis belandt in Alaska in de gevangenis nadat hij een donut stal uit de container van een restaurant. Hij ontdekt dat er allerhande incidenten in het dorpje gebeurden waarvan drie agenten op een of andere manier verantwoordelijk zijn. Net wanneer hij op het punt staat de waarheid te achterhalen, wordt hij vrijgelaten en zodoende blijft het een geheim hoe de stok aan de steel zit. Cold open: Dewey en Malcolm geven 10 dollar aan Reese als hij naakt aanbelt bij de overburen. Reese doet dit, al is hij inventief en verbergt zijn geslachtsdelen achter een kookpotdeksel. |             |                         |               |                                         |                  |  |
| 46 | 5           | Charity                 | Jeff Melman   | Gary Murphy & Neil Thompson             | 02 december 2001 |  |
| Lois eist dat de kinderen vrijwilligerswerk doen. In de lokale kerk brengen inwoners allerhande tweedehandsspullen die uitgedeeld worden onder de minderbedeelden. Reese overtuigt Malcolm en Dewey om de waardevolle spullen naar huis te smokkelen om vervolgens te verkopen. Een klein gedeelte van de opbrengst steken ze in het offerblok, de rest houden ze. Wanneer Hal dit ontdekt, brengt hij de spullen terug naar de kerk. Onderweg krijgt de auto panne en beseft Hal dat Lois elk moment daar passeert en beslist de spullen te verkopen aan passanten. Hij wordt opgepakt door de politie op verdenking van heling. Francis komt in Alaska aan op zijn eindbestemming, maar wordt er niet aangenomen als houthakker, maar als hulpje in de lokale winkel van Lavernia die haar werknemers uitbuit. Francis en Eric willen haar zwarte boekhouding stelen, maar geraken opgesloten. Cold open: Hal wil een douche nemen, maar Lois is nog in de badkamer. Dit roept seksuele lusten op dus belt Hal naar zijn werk met de smoes dat hij een keelontsteking heeft. |             |                         |               |                                         |                  |  |
| 47 | 6           | Health Scare            | Todd Holland  | Dan Kopelman                            | 09 december 2001 |  |
| Dewey moet dit weekend op de schoolhamster letten. Het volgend weekend moet een gemene klasgenoot deze onder zijn hoede nemen. Dewey krijgt medelijden met het dier en omdat hij het niet mag houden, zet hij het vrij. Malcolm en Reese komen met vuile botten binnen en krijgen voor de rest van het weekend huisarrest, doch ze vinden een manier om het huis te ontglippen. Hal wacht op de resultaten van een biopsie en hij en Lois zijn nerveus. Malcolm en Reese zijn overtuigd dat hun ouders willen scheiden. Ze vertellen hen dat ze voor de scheiding zijn en hebben beslist dat ze bij Hal gaan wonen. Francis beledigt Lavernia waarop zij hem uitdaagt voor een gevecht. Francis weigert tot wanneer Lavernia hem verwijt dat hij zo slap is als zijn moeder. Cold open: Hal moet een lamp vervangen. Op zijn zoektocht vindt hij tal van attributen waardoor hij andere dingen begint te repareren uitgezonderd de vervanging van de lamp. |             |                         |               |                                         |                  |  |
| 48 | 7           | Christmas               | Jeff Melman   | Maggie Bandur & Pang-Ni Landrum         | 16 december 2001 |  |
| Het is de kerstperiode en de familie zet de boom. Omdat Lois meent dat de kinderen dit jaar op een of andere manier kerst weer verpesten - zo staken ze in het verleden de boom in brand, lieten de kerstman opzettelijk struikelen... - bergt Lois alle versieringen en cadeaus op en mag dit op kerstdag terug opgesteld worden op voorwaarde dat de kinderen tot die dag braaf zijn. De kinderen zijn van mening dat dit het begin is en hun moeder zulke "braafheid" ook eist voor alle andere feesten en verjaardagen. Ze breken in in hun tuinhuis en pakken alle cadeaus uit. Lois ziet in dat ze kerst vernielt en wilt het goedmaken. Wanneer blijkt dat de cadeaus zijn uitgepakt, gaat ze hier heel rustig mee om. Francis wordt door Lois verplicht kerst door te brengen bij zijn grootmoeder omdat hij er het dichtst bijwoont. Oma blijkt kerst te haten. Francis ontdekt dat zij jarenlang cadeaus voor de familie kocht, maar het nooit gaf omdat ze telkens om de een of andere reden niet welkom was. Cold open: Reese heeft de afstandsbediening van de televisie in bezit. Hij moet dringend naar het toilet, maar dan moet hij de bediening aan Malcolm geven. Malcolm verzint allerlei manieren om Reese naar het toilet te doen gaan, maar Reese blijft ophouden. Malcolm concludeert dat zijn broer tergen plezanter is dan televisie kijken. |             |                         |               |                                         |                  |  |
| 49 | 8           | Poker                   | Ken Kwapis    | Michael Borkow                          | 06 januari 2002  |  |
| Door een sneeuwstorm zitten Francis en zijn collega's dagenlang opgesloten in een hut en mogen ze niet meehelpen met een vluchtgang in de sneeuw te maken. Hal gaat pokeren bij Abe, maar verliest al zijn geld. Hij wil met een nieuwe partij wraak nemen: daarbij krijgt hij hulp van Malcolm die stiekem kaarten telt en de bewegingen en handelingen van Abe nauwgezet volgt. Hierdoor wint Hal spel na spel. Wanneer Stevie dit opmerkt, helpt hij Abe en zijn eigenlijk Malcolm en Stevie tegen elkaar aan het pokeren en leggen hun ouders enkel de kaarten op tafel. Wanneer Hal uiteindelijk wint, merkt Abe op dat het aantal kaarten niet klopt. Dit dreigt in een ruzie te ontaarden, maar die wordt snel bijgelegd. Reese wordt verplicht met zijn moeder danslessen te volgen. Hij profiteert van de situatie door geld te aanvaarden van oudere dames die met hem willen dansen. Dewey komt in bezit van de camera van Stevie en neemt alle danslessen op. Lois vindt van zichzelf dat ze sierlijk danst en is vereerd dat de dansleraar haar doorverwijst naar een andere school met een bekwamere instructeur. Wanneer ze de opnames van Dewey ziet, blijkt dat ze totaal geen talent heeft en de omstaanders lachen met haar bewegingen. Cold open: Hal en Lois ontdekken dat de kinderen de haard hebben aangestoken. Ze doorzoeken de assen en vinden restanten terug van slechte schoolcijfers, berispingen en andere straffen die door de school werden opgelegd. |             |                         |               |                                         |                  |  |
| 50 | 9           | Reese's Job             | Todd Holland  | Gary Murphy & Neil Thompson             | 20 januari 2002  |  |
| In Alaska wordt er een vrijgezellenfeest gegeven voor Pete die zich een Russische postorderbruid heeft aangekocht, maar bij aankomst blijkt Svetlana een plastic sekspop te zijn. Barton start in de klas van Malcolm en al snel blijkt hij de slimste leerling te zijn die alles onthoudt wat hij ooit meegemaakt, gelezen of gehoord heeft. Reese start via Richie als jobstudent in een hamburgerrestaurant. Volgens Richie is het "toegelaten om kleine geldsommen uit de kassa te nemen als soort van fooi", maar Reese doet dat niet. Tot zijn verbazing heeft hij 400 dollar tekort in zijn kassa: deze is gestolen door een medewerkster in opdracht van Richie. Hal en Lois hebben Dewey een goudvis gegeven: als die vis na een maand nog leeft, krijgt Dewey een hond. Tot verbazing blijft de vis leven, zelfs nadat Hal deze vervangt door een dood exemplaar. Dan ontdekken ze dat Dewey de dode vissen vervangt door nieuwe. Cold open: Hal is in de badkamer en aanschouwt zijn "vette buik" en zijn borsten en doet daarbij rare danspasjes. Lois, die in bad zit, schaamt zich voor het gedrag van Hal. |             |                         |               |                                         |                  |  |
| 51 | 10          | Lois' Makeover          | Jeff Melman   | Michael Glouberman & Andrew Orenstein   | 27 januari 2002  |  |
| Hal en zijn kinderen spelen basket. Malcolm en Reese willen de bal niet passen aan Dewey. Hal wint de match met grote voorsprong. Daarna blijkt dat Dewey voor ongekende reden plots een talent is. De kinderen willen een revanche, maar wanneer zij aan de winnende hand zijn, begint Hal vals te spelen zodat hij alsnog wint. Een derde spel wordt gespeeld, maar dat wordt uitgesteld daar Hal een verzwikte voet veinst. Wanneer dat uitkomt, wordt het spel gespeeld en spelen de kinderen vals zodat ze winnen. Op het werk van Lois hebben de voorbije dagen "mystery shoppers" een evaluatie gedaan. Uit het eindrapport blijkt dat Lois niet de goede make-up draagt, Craig te dik en te lui is... Het gevolg daarvan is dat Lois extra make-up en een nieuw haarkapsel krijgt, Craig overdreven vriendelijk is en ook de andere werknemers vertonen "bizar gedrag". Wanneer Lois na haar werk op straat aangesproken wordt door een man die haar als prostitué beziet, bedankt ze hem: ze neemt de man mee naar haar baas en zegt dat ze vanaf nu terug komt met haar eigen make-up en haarkapsel en dat ze werkt zoals voorheen. In de hutten in Alaska zitten ratten waar iedereen schrik van heeft. Wanneer Francis per toeval een rat doodt, wordt hij uitgeroepen tot rattenverdelger. Cold open: Hal en de kinderen zijn ontzet wanneer Lois een maaltijd heeft bereid van "restjes van de afgelopen week".                                                           |             |                         |               |                                         |                  |  |
| 52 | 11          | Company Picnic (Part 1) | Todd Holland  | Janae Bakken &                          | 03 februari 2002 |  |
| Het bedrijf van Hal organiseert hun jaarlijks bedrijfsfeest. Hal is nerveus: hij zal zijn nieuwe baas Pratt voor de eerste keer ontmoeten, en dergelijke ontmoetingen liepen voor Hal in het verleden steevast gênant af. Door een misverstand ziet Pratt Hal aan voor de CEO van het bedrijf. Lois ontmoet een paranoïde vrouw die haar blijft volgen. Dewey mag geen snoep eten daar hij van de suiker overactief wordt. Er is een zoekwedstrijd voor de kinderen: deze worden per twee met een voet aan elkaar gebonden, moeten via hints een weg vinden en onderweg voorwerpen zoeken. De winnaar krijgt 100 Amerikaanse dollar. Malcolm is blij dat hij aan Laurie wordt vastgebonden. Reese wordt aan de struise, grote Billy gekoppeld. Nadat blijkt dat Lavernia meer kosten aanrekent dan dat ze haar werkkrachten betaalt, geeft Francis zijn ontslag. Lavernia eist dat hij pas mag vertrekken nadat hij zijn achterstallige schulden vereffent. Cold open: Hal en Dewey staan doodangsten uit wanneer in de badkamer een spin zit die ze naar buiten moeten brengen. |             |                         |               |                                         |                  |  |
| 53 | 12          | Company Picnic (Part 2) | Todd Holland  | Janae Bakken &                          | 03 februari 2002 |  |
| Reese en Billy vinden een tactiek om de zoekwedstrijd te winnen, maar Billy gaat met het prijzengeld lopen. Lois is van de paranoïde vrouw tijdelijk verlost, maar in tussentijd ontmoet ze diens paranoïde man. Laurie zegt dat ze Malcolm niet leuk vindt waarop hij in tranen uitbarst. Hij veegt deze af met gifsumak waardoor zijn hele gezicht opzwelt. Lois wil dat Hal aan Pratt zegt dat hij niet de CEO is, maar Hal ontslaat “als CEO” Pratt. Er ontstaat een moddergevecht tussen Lois en de paranoïde vrouw. Dewey is hyperactief door het snoepgoed. De werknemers van Lavernia spelen een hockeywedstrijd. Francis steelt in de kleedruimte 600 Amerikaanse dollar van zijn collega's en saboteert de ijsschaatsen. Hij zet een weddenschap met de aanvoerder van het tegenteam op. Francis wil de ploeg van Lavernia laten verliezen en zijn schulden afbetalen. Echter wint de ploeg van Lavernia. Cold open: dit is vervangen door een samenvatting wat gebeurde in de vorige aflevering. |             |                         |               |                                         |                  |  |
| 54 | 13          | Reese Drives            | Jeff Melman   | Michael Glouberman & Andrew Orenstein   | 10 februari 2002 |  |
| Reese is al drie weken poeslief en attent. De reden: hij mag zijn theoretisch rijexamen doen waarvoor hij tot ieders verbazing slaagt. Daar hij tijdens de eerste praktische rijles niet aan de beurt komt - omdat de instructeur enkel oog heeft voor zijn persoonlijke administratie en daarbij de tijd uit het oog verliest - "steelt" Reese de wagen en maakt een trip rond de stad achtervolgd door politiewagens. Door dit incident zal Reese voor de rechter moeten verschijnen, maar het verdere verloop blijft ongekend. Omwille van een niet-nader verklaard incident heeft Francis het dak van de chalet vernield. Hij zet een soort van piramidespel op in de hoop voldoende geld bijeen te krijgen voor de reparatie. Malcolm installeert bij Craig een ultramoderne televisie- en muziekinstallatie. Bij het afstellen van de schotelantenne valt Craig van het dak. Cold open: Hal en Lois zoeken Dewey. Uiteindelijk vinden ze hem: hij heeft zich volledig onder zand verstopt om een afspraak met de dokter te mislopen. |             |                         |               |                                         |                  |  |
| 55 | 14          | Cynthia's Back          | Ken Kwapis    | Maggie Bandur & Pang-Ni Landrum         | 17 februari 2002 |  |
| Sinds haar terugkeer uit Europa is Malcolms klasgenote Cynthia erg cynisch, grof en slonzig gekleed. Malcolm ontdekt dat ze zich schaamt voor haar grote borsten en dat iedereen haar aanziet als een lustobject, vandaar de te grote truien. Wanneer Reese de reden ontdekt, maakt hij een plan om haar te verleiden. Malcolm tracht Cynthia te overtuigen van de slechte bedoelingen van Reese. Zij gelooft Malcolm niet tot wanneer laatstgenoemde Reese in haar bijzijn vraagt hoe ze heet. Cathy komt zich verontschuldigen: door haar dronkenschap kuste ze enkele weken eerder Lois' man en hij was gewillig. Hal beweert dat Cathy liegt en dat hij nooit naar een andere vrouw kijkt. Lois gelooft hem niet totdat Cathy ontdekt dat de man wie ze kuste niet Hal is. Dewey geeft Hal lessen in vliegeren. De collega's van Francis hebben een totempaal gestolen. 's Nachts krijgt Francis een visioen van de totempaal, maar wanneer hij op het punt staat diens ware boodschap te ontdekken wordt hij gewekt. Sindsdien aanziet hij de totempaal als een vorm van energie en vereert hem. Als de eigenaar opduikt, blijkt de paal niet meer dan een gadget te zijn. Cold open: Dewey, Malcolm en Reese blazen met een rietje lucht op hun lichamen. Als Lois zich bukt en haar bilspleet gedeeltelijk zichtbaar wordt, wordt Reese uitgedaagd om met behulp van een rietje op die bilspleet te blazen.                                                                      |             |                         |               |                                         |                  |  |
| 56 | 15          | Hal's Birthday          | Levie Isaacks | Alex Reid                               | 03 maart 2002    |  |
| Stevie nodigt Malcolm uit voor een evenement, maar hij, Reese en Dewey zijn gestraft wegens een niet-nader gespecifieerd incident met een honkbalknuppel en eieren. Hal verjaart en Lois' geschenk verbaast iedereen: zij heeft Francis laten overkomen uit Alaska. Een tweede verbazing: Francis is zopas in het geheim getrouwd met de Piama, een Inuit. Er ontstaat onmiddellijk een vete tussen Lois en Piama wat ontaardt in een ruzie. Malcolm, Reese en Dewey zijn de voortdurende ruzies beu en sluipen er stiekem vandoor met de kredietkaart van Hal. Ze boeken een luxesuite in een hotel en laten zich verwennen met massages en dure gerechten. Via de bank komt Hal te weten waar zijn kinderen zitten. Piama verwijt Lois dat ze verantwoordelijk is voor het gedrag van Francis, de kwajongensstreken van de andere kinderen en de oorzaak is voor escalatie van ruzies. Lois verklaart daarop dat ze in de toekomst niet meer zal roepen. Voordat Francis en Piama terugkeren naar Alaska wordt het verjaardagfeest nog gevierd. Lois houdt zich aan haar belofte, maar schrijft alle straffen op papier. Cold open: Lois en Hal houden een weddenschap: degene die een hete pan het langst kan vasthouden, hoeft niet naar de ouderavond van de school. |             |                         |               |                                         |                  |  |
| 57 | 16          | Hal Coaches             | Jeff Melman   | Ian Busch                               | 10 maart 2002    |  |
| Omdat het voetbalteam van Dewey steevast slecht presteert, geeft de coach zijn ontslag en wordt vervangen door Hal. Hal zijn stelling is: "de tegenstanders zijn de vijand en moeten hard aangepakt worden." De voetballertjes nemen dit letterlijk op en ze starten een handgemeen tijdens de volgende wedstrijd. Malcolm en Reese krijgen de oude computer van een buur. Ze ontdekken in diens mail dat de getrouwde buurman geregeld gemeenschap heeft met andere vrouwen. Reese chanteert de buurman hiermee totdat laatste ontdekt dat Reese zijn gedrag op school te wensen overlaat. Malcolm speelt op de computer "The Virst" (een parodie op The Sims) en recreëert hun gezin. Alle virtuele personen blinken uit in wat ze doen, enkel het personage Malcolm belandt in de goot. Dit frustreert Malcolm zo dat hij de computer uit het raam smijt. Nadat Piama de kanarie van Lavernia heeft gegijzeld, is laatste uitzonderlijk vriendelijk tegen Francis. Cold open: Hal en Lois hebben een manier gevonden om Malcolm en Reese te bedaren en zichzelf te ontspannen; ze veinzen dat ze Dewey straffen. |             |                         |               |                                         |                  |  |
| 58 | 17          | Dewey's Dog             | Bob Stevens   | Michael Glouberman & Andrew Orenstein   | 07 april 2002    |  |
| Dewey verbergt een hond en traint deze om Malcolm en Reese op commando aan te vallen. Hal heeft een romantisch avondje gepland in een limousine, maar Lois moet onverwacht werken daar Craig de griep heeft. Lois wil dit goedmaken en bereidt de volgende avond een uitgebreid diner, maar dat wordt opgegeten door de hond. De kinderen verzwijgen dit en Dewey maakt zijn ouders wijs dat hij de dader is. De daaropvolgende dag gaan Lois en Hal op restaurant en verbergen voor elkaar dat ze de griep hebben. Dewey verplicht Craig en zijn broers zich te verkleden als vrouwen. Wanneer Craig ontsnapt, achtervolgt de hond hem. Nu de hond weg is, nemen Malcolm en Reese wraak op Dewey. Spangler duikt op in Alaska: hij vertelt Francis dat hij is ontslagen op de militaire school wegens zijn desertatie. Francis bezorgt hem een job in een bejaardentehuis, maar Spangler beveelt de oudjes zoals op de academie. Cold open: Malcolm ziet op de televisie een documentaire over een oogbaloperatie. Dit maakt Hal onwel en hij verlaat de kamer. Daarop zet Malcolm een erotische zender op. |             |                         |               |                                         |                  |  |
| 59 | 18          | Poker #2                | Jeff Melman   | John Bradford Goodman & Bill Hooper     | 21 april 2002    |  |
| Hal organiseert in zijn huis een pokeravond voor zijn vrienden. Een van hen brengt zijn dochter Chandra en diens vriendin Kristen mee. Hal wil niet dat de kinderen de mannenavond bederven dus hij stelt voor dat Malcolm en Reese bij de meisjes boven blijven. Wanneer Stevie opduikt, maakt Reese Chandra en Kristen wijs dat Stevie terminaal is en nog slechts enkele maanden te leven heeft. Stevie beaamt dat om zo Chandra te verleiden. Malcolm vindt in de handtas van Kristen een pistool en probeert dit door te zagen, maar het pistool gaat af. Abe betrapt Stevie en Chandra op het ogenblik dat zij elkaar willen kussen. Hal verwijt een van de spelers dat hij te weinig aandacht schenkt aan zijn vrouw, maar daarbij ontdekt die speler dat zijn vrouw vreemdgaat. Piama vertelt Francis dat ze een afspraak heeft met een man en dat hijzelf mag blijven werken. Door toedoen van Eric besluit Francis om uit te pluizen wat er aan de hand is. Daarbij vermoedt hij dat Piama een relatie heeft met haar ex Enoch, maar Enoch blijkt Piama's vader te zijn. Cold open: Daar Lois 's nachts altijd het deken wegtrekt, heeft Hal een oplossing: hij bindt het deken vast aan de vest van zijn pyjama, maar daardoor trekt Lois zowel het laken als een deel van de pyjama naar haar kant. |             |                         |               |                                         |                  |  |
| 60 | 19          | Clip Show               | Jamie Babbit  | Michael Borkow & Alex Reid              | 28 april 2002    |  |
| De kinderen moeten naar de psychiater omdat ze niet willen toegeven dat ze stiekem een joyride hebben gemaakt met de auto en dat deze nu beschadigd is. De antwoorden van de psychiater worden beantwoord met fragmenten uit eerdere afleveringen. Uiteindelijk blijkt dat de handrem van de auto defect is en dat deze daardoor van de oprit bolde. Cold open: Francis probeert een afvoer te ontstoppen. |             |                         |               |                                         |                  |  |
| 61 | 20          | Jury Duty               | Ken Kwapis    | Pang-Ni Landrum & Tom Mason & Dan Danko | 01 mei 2002      |  |
| Lois is jurylid in een zaak van een zeventienjarige die een motorfiets stal. Lois is ontzet wanneer de andere juryleden vluchtig stemmen omdat ze dan naar huis mogen, uit vooroordelen of uit assumpties. Lois wil dat de jury zich aan de feiten houdt, maar daarbij beseft ze dat ze dit niet met haar kinderen doet. Hal is van mening dat Lois jureert in een moordzaak die veel media-aandacht krijgt. Hal en Abe hebben een eigen mening wie de moordenaar is wat ontaardt in een ruzie. Malcolm, Reese, Stevie en Dewey verkennen de riolen, maar lopen verloren. Francis gaat met een aantal personen ijsvissen, maar buiten hun hut loopt een beer. Cold open: Hal vindt in de tuin een verloren voorwerp half ingegraven. Nadat hij nog een voorwerp vindt, spit hij de hele tuin om. Malcolm merkt op dat het goed is dat hun oprit vorig jaar geasfalteerd werd. |             |                         |               |                                         |                  |  |
| 62 | 21          | Cliques                 | Jeff Melman   | Michael Borkow                          | 05 mei 2002      |  |
| Het lokaal waar Malcolm les krijgt is tijdelijk ongeschikt na een chemisch experiment. Daardoor komen de hoogbegaafden in de normale klassen terecht waar ze buiten verwachting worden aanvaard. Daar komt verandering in wanneer de sporters een nieuw sportveld krijgen op de plaats waar de gothics vertoeven. De hoogbegaafden stellen een plan op waardoor elk groepje een nieuwe plaats krijgt, maar dat ontaardt in een ruzie tussen alle scholieren. Wanneer Francis achterhaalt dat de helft van zijn huis op indianenreservaat staat, richt hij in dat deel een casino op. Dewey zit thuis met waterpokken en bouwt een domino-parcours. Hal heeft de grootste moeite zich in te houden om de stenen niet te doen vallen. Cold open: Wanneer Hal Dewey betrapt op het houden van een verkleed theekransje met zijn knuffeldieren neemt hij de jongen mee naar de speelgoedwinkel. Dewey concludeert dat hij een simpele truc heeft gevonden om zijn zin te krijgen. |             |                         |               |                                         |                  |  |
| 63 | 22          | Monkey                  | Ken Kwapis    | Dan Kopelman                            | 12 mei 2002      |  |
| Reese wordt gehuldigd nadat hij een inbreker versloeg. Nu wil hij de buurt veiliger maken. Hij maant kinderen aan om rustig te spelen, om valhelmen te dragen... Hij wijst buurtbewoners er op dat ze hun auto juist moeten parkeren, hun vuilnisbakken tijdig van straat moeten halen... Hal wil ook gehuldigd worden en zoekt gevaarlijke situaties op om zo de belager te kunnen uitschakelen. Craig heeft zijn twee benen en twee armen gebroken. In plaats van een verpleegster in te schakelen, heeft hij een afgerichte kapucijnaap in dienst genomen, maar het beest blijkt moorddadig te zijn. Hal kan de aap uitschakelen en krijgt daardoor een artikel in de krant. Lavernia ontslaat iedereen: het land werd opgekocht door een mijnbedrijf. Francis en Piama moeten daardoor ook verhuizen omdat hun huis - dat gedeeltelijk op die grond staat - ook wordt afgebroken. Cold open: Malcolm legt Reese - die denkt dat hij door snelheid zal verscheuren - het verschil tussen snelheid en versnelling uit. |             |                         |               |                                         |                  |  |

## Seizoen 4
| Nr. serie | Nr. seizoen | Titel van aflevering     | Regisseur      | Schrijver                                                          | Uitzenddatum     |  |
| --- | ----------- | ------------------------ | -------------- | ------------------------------------------------------------------ | ---------------- |  |
| 64 | 1           | Zoo                      | Todd Holland   | Michael Glouberman & Andrew Orenstein                              | 03 november 2002 |  |
| Francis en Piama zoeken andere oorden op, maar hun auto begeeft het en kan niet worden gemaakt. Ze ontmoeten Otto Mankusser en zijn vrouw Gretchen die een recreatiedomein-met-ranch in het thema "Wilde Westen" uitbaten. Francis gaat bij hen aan de slag. Malcolm, Dewey en Reese gaan naar de zoo. Door een val geraken Dewey en Malcolm in de leeuwenkuil en staan ze oog in oog met de roofdieren. Nadat Reese een geit pestte, neemt het dier wraak en zet de achtervolging in. Hal is jaloers omdat een medewerker van de dierentuin ooit iets had met Lois. Hal wil zich bewijzen en laat tijdens een show een tarantula op zijn gezicht kruipen. Het beest bijt Hal waardoor laatstgenoemde een opgezwollen kaak krijgt. Dewey en Malcolm worden gered nadat Reese de geit in de leeuwenkuil gooit. Malcolm concludeert dat hij enkel levenslessen leert nadat hij in een levensbedreigende situatie belandt. Cold open: Malcolm en Reese gooien in huis met een bal naar elkaar. Telkens als Lois hen zegt dat ze niet met de bal in huis mogen spelen, zoeken ze een andere plek op. Malcolm en Reese zeggen dat ze het gooien enkel doen om Lois te ergeren. |             |                          |                |                                                                    |                  |  |
| 65 | 2           | Humilithon               | Jeff Melman    | Michael Borkow                                                     | 10 november 2002 |  |
| Het is Malcolm zijn eerste dag op de middelbare school. Lois en Hal zijn niet blij dat ze de eerste week in die school vrijwilligerswerk moeten doen, maar de job bevalt hen goed. Dewey is nu eerder thuis dan de rest. In die tijd wordt het duidelijk dat hij goed piano kan spelen ondanks hij nooit lessen volgde. Malcolm ontwijkt zijn klasgenoten van de lagere school want hij wil cool zijn. Wanneer Lois Malcolm op de schoolplaats aanspreekt over een vlek in zijn broek, krijgt Malcolm de bijnaam "Vlek". Hal en Herkabe - die nu als tuchtprefect werkt op de middelbare school - krijgen een dispuut waardoor Hal ontzet wordt als vrijwilliger. Hal gaat in de tegenaanval. Francis wil ontslag nemen: Otto schakelt hem voor alle werk in - waaronder ook het geven van massages - en heeft geen verstand van personeelsbeleid. Nadat Otto hem een auto schenkt, verandert Francis van gedacht. Cold open: Francis belt zijn ouders dat hij een goedbetaalde job heeft en wil hen maandelijks 50 dollar geven als afbetaling van zijn schulden. Ondanks hij dit meerdere keren meldt, gaan Lois en Hal akkoord om Francis 50 dollar te geven. |             |                          |                |                                                                    |                  |  |
| 66 | 3           | Family Reunion           | Ken Kwapis     | Alex Reid                                                          | 17 november 2002 |  |
| Het gezin moet naar het verjaardagsfeest van Hal zijn vader Walter, een miljonair. Iedereen van de familie pest Lois al sinds het ogenblik dat ze Hal leerde kennen. Walter heeft altijd alle problemen die Hal met hem wilde bespreken weggelachen. Reese, Malcolm en Dewey beslissen geen kattenkwaad uit te halen en lief te zijn: zo hopen ze dat hun grootvader - die ze nauwelijks kennen - hun later een grote erfenis nalaat. Francis wordt al snel de favoriet van zijn veel jongere neven en nichten waardoor die al zijn aandacht opeisen. Wanneer Lois omwille van een complot de familiefoto mist, is de maat vol. Hal behandelt zijn vader op eenzelfde ludieke wijze als hijzelf altijd behandeld werd. De kinderen vernielen daarop het feestbuffet. Tijdens hun terugrit is Lois de eerste keer vriendelijk tegen Piama. Cold open: Lois eist dat Hal de garage vrijmaakt zodat hun auto er eindelijk in gestald kan worden. Hal ruimt de garage op zo'n manier dat de auto er net inpast en men deze moet verlaten via de kofferruimte. |             |                          |                |                                                                    |                  |  |
| 67 | 4           | Stupid Girl              | Todd Holland   | Dan Kopelman                                                       | 24 november 2002 |  |
| Malcolm wil indruk maken op Alison, maar zij heeft duidelijk een lager IQ vandaar dat Malcolm zich dommer voordoet. Het klikt tussen beiden en Malcolm moet voor zichzelf toegeven dat hij minder stress heeft en niet zoveel moet nadenken. Hij beseft dat hij zich begint te verlagen tot het niveau van Reese en dat hij werkelijk dommer wordt. Hal wint 1000 dollar met een krasbiljet. Met het geld huurt hij een pletwals waarmee hij tal van voorwerpen stukplet. Otto heeft zich door een zakenman laten wijsmaken dat koeien moeten ingesmeerd worden met speciale zonnecrème en koopt enkele honderden liters van het product. Cold open: Nadat Lois Reese intigrerend aankijkt, biecht hij alle kattenkwaad van de afgelopen dagen op. Lois wilde enkel zeggen dat Reese zijn outfit niet past. |             |                          |                |                                                                    |                  |  |
| 68 | 5           | Forwards Backwards       | Levie Isaacks  | Maggie Bandur                                                      | 01 december 2002 |  |
| Enkele dagen voor de verjaardag van Malcolm worden de pesterijen tussen hem en zijn broer erger. In flashbacks wordt getoond hoe deze escaleerden: het begon toen Malcolm een blauwe bes at van Reese's dessert. Dewey heeft een rol in het schooltoneel als Abraham Lincoln. Door de pesterijen tussen Malcolm en Reese dagen Lois en Hal niet op. Dewey zijn opvoering - hij blijkt een zangtalent te zijn - ontroert iedereen. Hal wil een stripalbum voor Malcolm kopen, maar belandt in een dubieuze boekenwinkel. Dankzij Craig koopt Hal een geschikt, hoogwaardig album. Omdat Hal wroeging heeft over het missen van het schooltoneel geeft hij het cadeau aan Dewey. Op de ranch is men in de ban van een "duivelskoe uit een oude legende". Francis achterhaalt dat de koe te veel melk heeft en dringend moet gemolken worden. Cold open: Lois laat rosbief op de stoffige vloer vallen. Dewey is getuige, maar zal zwijgen op voorwaarde dat Reese het besmeurde stuk vlees krijgt. |             |                          |                |                                                                    |                  |  |
| 69 | 6           | Forbidden Girlfriend     | Jamie Babbit   | Matthew Carlson                                                    | 15 december 2002 |  |
| Er ontstaat iets moois tussen Malcolm en Nikki, een meisje aan wie hij bijles driehoeksmeetkunde geeft. Haar vader - een ex-veteraan in Viëtnam - controleert zijn dochter voortdurend en haat Malcolm omdat hij een slechte invloed op haar is. In werkelijkheid is dit omgekeerd: door Nikki spijbelt Malcolm. Ze moeten hun relatie beëindigen wanneer blijkt dat ze hun agenda's niet op elkaar kunnen afstemmen door het gespied van haar vader. Door een infectie kunnen Lois en Hal een week geen gemeenschap hebben. Dit heeft enkel positieve effecten: het huishouden wordt gedaan, allerlei karweien worden uitgevoerd, ... Na die week vallen ze terug in hun oud patroon. Reese ontdekt dat er een jongen is die sterk op Dewey gelijkt. Hij maant Dewey aan om allerlei kattenkwaad uit te halen. Reese is getuige, maar duidt de andere jongen aan als de dader. Francis moet steevast een hek repareren dat altijd wordt vernield door de eigenaars van het aanpalende bedrijf omdat ze hun koeien niet naar de vijver kunnen brengen. Wanneer Otto op het punt staat die bedrijfsleider neer te schieten, komt Francis met een oplossing: er moet een poort komen. Cold open: Lois en Hal kijken naar een lokale zender, maar beseffen dat het weerbericht niet overeenkomt met de werkelijkheid. Dan ontdekken ze dat ze naar een opname kijken. Wanneer ze de opname stoppen, is er een live-nieuwsitem over drie jonge daders van een misdrijf. |             |                          |                |                                                                    |                  |  |
| 70 | 7           | Malcolm Holds His Tongue | Jeff Melman    | Gary Murphy & Neil Thompson                                        | 05 januari 2003  |  |
| Malcolm wordt uit het basketbalteam gezet wanneer hij zijn ongezouten mening geeft over de opstelling van de ploeg. Hij beseft dat hij meermaals in de problemen komt door zijn standpunt te verdedigen en op te dringen. Daardoor besluit hij om deze meningen niet te geven. Hierdoor krijgt hij zulke stress dat hij in het ziekenhuis belandt met een maagzweer. Hal raakt in de ban van snelwandelen en wordt lid van een team. Geen enkel teamlid kan Wheeler - die in een chique latexpak wandelt - verslaan. Hal ontdekt dat Wheeler via optisch bedrog in werkelijkheid loopt. Reese gaat met Alisson naar een concert en overtuigt Craig om chauffeur te zijn. Craig heeft andere plannen: hij neemt hen mee op een kampeeravond. Francis heeft van Hal dure laarzen gekregen. Tegen advies van Piama gebruikt Francis een ritueel om de laarzen in te wijden zodat deze perfect zitten. Het resultaat is het omgekeerde, maar dat wil Francis niet toegeven. Cold open: Nadat Reese zich stoot aan een deurkast beseft hij dat hij nogmaals is gegroeid. |             |                          |                |                                                                    |                  |  |
| 71 | 8           | Boys at Ranch            | David D'Ovidio | Gary Murphy & Neil Thompson                                        | 12 januari 2003  |  |
| Hal, Reese, Malcolm en Dewey bezoeken Francis en Piama op de ranch. Ze zijn onder de indruk als blijkt dat Francis een betrouwbare, hooggewaardeerde werkkracht is met veel verantwoordelijkheidszin. Via een list laat Reese Hal een toelating ondertekenen waardoor hij met Malcolm en Dewey met quads mag rijden, maar tijdens de rit crashen ze met een voertuig. Daarbij vernielt Dewey een gestolen, waardevol Hinuit-poppetje van Gretchen. Dewey veinst wroeging te hebben. Gretchen zegt dat ze maniakaal kuist wanneer ze ergens spijt van heeft en samen gaan ze aan de slag, een karwei die Dewey leuk vindt. Francis is razend over het quad-incident voornamelijk om het feit dat hij eerder zijn broers had verboden om met die gevaarlijke voertuigen te rijden. Hij geeft hen een uitbrander in de stijl van van Lois. Malcolm en Reese missen de oude Francis. Ze trachten hem een stapel vuurwerk te doen afsteken, maar hij weigert doch steekt de lont per toeval aan. Ondertussen zijn Otto en Hal dronken en verdwaald. Ze aanzien het vuurwerk als een teken van Francis om de weg terug te vinden. Cold open: Het brandalarm geeft aan dat de batterij leeg is. Hal kan niet aan het apparaat en neemt een kruk. In plaats van op de kruk te staan om het alarm te verwijderen, slaat hij het toestel met de stoel aan diggelen. |             |                          |                |                                                                    |                  |  |
| 72 | 9           | Grandma Sues             | Jimmy Simons   | Michael Glouberman & Andrew Orenstein                              | 02 februari 2003 |  |
| Ida, de onuitstaanbare moeder van Lois, is enkele dagen op bezoek. Voor de gelegenheid zijn Francis en Piama ook overgekomen. Daar er te weinig bedden zijn, werd Malcolm verbannen naar een tent in de tuin. Ida glijdt aan de voordeur uit over bladeren. Wegens de vele kneuzingen is ze een zorgbehoevend persoon en moet daardoor langer blijven. Ze schakelt een advocaat in en eist een enorme schadevergoeding van Lois en Hal omdat het incident had kunnen vermeden worden als Reese de bladeren - zoals opgedragen - had opgekuist. Lois en Hal weten niet hoe ze dit kunnen betalen. Dan blijkt dat Lois zwanger is, Reese een buitenzwembad heeft besteld en de familiale verzekering opgeschort is omdat er premies niet werden betaald. Om de schadevergoeding te betalen zal er niets anders opzitten dan het huis te verkopen. De advocaat van Ida vindt dat het huis niets waard is en insinueert dat Ida een oplichtster is die op geld uit is en niets mankeert. Cold open: Wanneer Malcolm ontdekt dat Reese de cartoon Peanuts niet kent, speelt hij met hem een bekende scène uit die reeks na. |             |                          |                |                                                                    |                  |  |
| 73 | 10          | If Boys Were Girls       | Ken Kwapis     | Alexandra Kaczenski & Nahnatchka Khan                              | 09 februari 2003 |  |
| De familie gaat shoppen. De jongens hebben eerder op de dag onderling gevochten waardoor Reese een dikke lip heeft. Mede door dit en een uitspraak van Lois wordt ze verdacht van kindermishandeling. Hal zoekt een cadeau voor Valentijnsdag. Hij wil een voetbad kopen, maar het laatste exemplaar is net verkocht. Daar die koper het toestel niet aan Hal wil verderverkopen voor een veel hogere prijs, steelt Hal tot tweemaal toe een zak van de man, maar er blijkt geen voetbad in te zitten. Door deze gebeurtenissen is de familie genoodzaakt het shoppingscenter al rennend te ontvluchten. 's Ochtends had Hal Lois gevraagd of ze een jongen of een meisje wilde. Door die vraag beeldt Lois de verdere dag in hoe de situatie zou zijn geweest als ze vier dochters had. Initieel zijn deze voorbeeldig, maar op het eind van de dag zijn deze even erg als haar vier zonen. Hal heeft een gepast geschenk gevonden: een kruippak voor de aanstaande baby. Cold open: de familie eet afhaalpizza. Lois zegt dat de baby of met een bloederige keizersnede of vaginaal ter wereld zal komen en geeft daarbij details over haar placenta. De kinderen hun eetlust is over en verlaten de tafel. Lois zegt tegen Hal dat ze dus wel toekomen met een medium pizza. |             |                          |                |                                                                    |                  |  |
| 74 | 11          | Long Drive               | Levie Isaacks  | Michael Borkow                                                     | 02 maart 2003    |  |
| Na een zoveelste incident moet Reese als afschrikmiddel naar de gevangenis om er te praten met een zware gedetineerde. Reese bespot de gedetineerde en daagt hem uit met in het achterhoofd dat deze levenslang heeft gekregen. De man komt juist vroegtijdig vrij om mee te werken aan dit project. Hal en zijn countrygroep krijgen podiumtijd in een exclusieve zaak, maar Dewey zet de bandleden tegen elkaar op: Hal moet altijd in de achtergrond blijven, een andere mag nooit zingen... met als gevolg dat de groep hun act niet wil brengen. Lois mag omwille van haar zwangerschap van de dokter geen stress hebben en beslist om tijdelijk bij haar zus te wonen. Malcolm gaat mee al zal hij maar enkele dagen blijven. Tijdens de autorit geeft Lois seksuele voorlichting wat Malcolm ongemakkelijk maakt. Francis moet een koe ontsmetten en brandmerken. Omdat hij eerst de koe ontsmet met chemicaliën en daarna brandmerkt, ontstaat er een steekvlam die de koe opblaast. Cold open: Reese en Malcolm kunnen niet naar binnen omdat ze geen sleutel hebben. Malcolm geeft Reese een kei waar een reservesleutel is in verborgen, maar Reese gebruikt de steen om de ruit aan diggelen te gooien. |             |                          |                |                                                                    |                  |  |
| 75 | 12          | Kicked Out               | Jeff Melman    | Alex Reid                                                          | 09 maart 2003    |  |
| Omdat Lois nog steeds bij haar zus verblijft, is Craig komen inwonen om met het huishouden te helpen. Malcolm komt in het midden van de nacht thuis nadat hij zich onder het bed van Nikki moest verstoppen voor haar vader. Hal geeft hem een opdonder. Dit escaleert waardoor Malcolm het huis verlaat en zich verbergt op de zolder van Nikki. Malcolm wordt gevonden wanneer hij door het zolderluik valt. Reese en Dewey zetten een stunt op met een brandslang, maar daardoor smakt Reese tegen een boom en wordt Craig door een vensterraam geslingerd. Op de ranch komt Willy, een familielid van Otto en Gretchen, op bezoek. Bij elke beweging of handeling die Francis maakt, speelt Willy op dat ritme een paar noten op een piano. Dit irriteert Francis zo hard dat hij de piano vernielt. Cold open: Hal is blij dat hij met een videospel een hogere score heeft dan Malcolm, maar zijn euforie is voorbij wanneer blijkt dat de winnaar degene is met de minste punten. |             |                          |                |                                                                    |                  |  |
| 76 | 13          | Stereo Store             | Bryan Cranston | Matthew Carlson                                                    | 16 maart 2003    |  |
| Hal heeft een tweede job aangenomen, maar zijn twee collega's zijn nietsnutten. Daar de kinderen nu vanaf de late namiddag alleen zijn, heeft Hal een kinderoppas voorzien, maar Jessica is even oud als Malcolm. Jessica manipuleert en chanteert de drie met de dreiging hun geheimen rond te bazuinen op school. Dewey veinst zijn moeder te missen en "slaapt" op de schoot van Jessica die met twee vriendinnen een variant van Doen, durven of waarheid speelt. Zo kan hij hen afluisteren waarop hij, Malcolm en Reese Jessica chanteren. Door deze ommekeer kunnen Reese en Malcolm naar een feestje gaan, maar omdat Jessica in huilen uitbarst, blijft Malcolm thuis om haar te troosten. Later beseft hij dat Jessica hem alweer manipuleerde. Hal gaat met zijn twee collega's naar een feestje, maar wordt er "gedoopt met drank en smerigheid". Francis heeft Otto en Gretchen overtuigd om een producent de ranch te laten gebruiken als filmset omdat dit voor gratis publiciteit zorgt, niet wetende dat het een pornofilm betreft. Cold open: Malcolm heeft voor Reese een verhandeling gemaakt die veel punten zal opleveren. Wanneer Alisson aan Reese zegt dat zij de verhandeling vergeten te maken is, scheurt hij zijn pagina's in twee met de redenering dat ze dan beiden de helft van de punten hebben. |             |                          |                |                                                                    |                  |  |
| 77 | 14          | Hal's Friend             | Jeff Melman    | Dan Kopelman                                                       | 30 maart 2003    |  |
| Nu Lois bij haar zus verblijft, heeft Hal een maat van zijn jeugdjaren uitgenodigd. Dat kon niet eerder omdat Larry volgens Lois steeds problemen veroorzaakt. Volgens Hal overdrijft Lois, maar kan geen enkel tegenargument bedenken. In een dronken bui zegt Hal dat het huis te klein is, waarop ze een buitenmuur uitbreken om de woning te vergroten. Dewey veinst geregeld telefoon te krijgen van Lois. Zo kan hij Reese allerlei klusjes laten doen. Malcolm en Stevie gaan naar het verjaardagsfeestje van Dabney, een jongen die onder de knoet wordt gehouden door zijn moeder wegens zijn (zogezegde) allergieën en aandoeningen. Gretchen is met Piama voor een weekend weg. Omdat Otto niet alleen wil slapen, is de enige optie dat Francis zijn bed met hem deelt. Cold open: Hal verwijt de kinderen dat ze steevast zaken vergeten zoals het terugbrengen van een gehuurde videoband en dat dit extra verwijlkosten meebrengt, maar is zelf vergeten de elektriciteitsfactuur te betalen. |             |                          |                |                                                                    |                  |  |
| 78 | 15          | Garage Sale              | Levie Isaacks  | Maggie Bandur                                                      | 06 april 2003    |  |
| Lois is terug van haar zus. De reparatie van de gesloopte buitenmuur en uitbreiding van de extra woonruimte kost zo'n 800 Amerikaanse dollar. Daarom wordt beslist om een garageverkoop te houden. Lois wil dat Reese de garageverkoop organiseert en de volledige leiding neemt. Tijdens de inventaris vindt Hal de apparatuur terug die hij als tiener gebruikte voor zijn piratenzender en beslist om terug uit te zenden. Malcolm vindt tussen de spullen een oude computer uit 1978 die volgens Reese tot het vuilnis behoort. Malcolm verbergt de computer. Reese verkoopt de spullen aan een veel te lage prijs, hij verplicht mensen om bij een aankoop een tweede aankoop te doen... Hij verkoopt zelfs het spaarvarken van Dewey voor 2 dollar terwijl er nog 16 dollar inzat. Dewey start in het geheim zijn eigen verkoop waar hij alle spullen in de woonkamer aanbiedt. Ondertussen heeft de FCC de bron van het radiosignaal getraceerd. Daarop sleurt Hal Craig mee om verder uit te zenden vanuit diens rijdende busje. Craig stond net op het punt om 1500 Amerikaanse dollar te betalen voor de oude computer. Lois ziet in dat Reese ongeschikt is om de verkoop te leiden waarop hij de computer in stukken breekt. Op de ranch steekt Otto de net aangekomen, ongeopende brieven van zijn zoon Rutger in brand. Volgens Gretchen wil Otto niets meer met Rutger te maken hebben. Otto had verwacht dat Rutger mee op de ranch kwam werken, maar hij werd een succesvol, hoogaangeschreven chirurg in Duitsland. Francis achterhaalt dat Otto zijn zoon mist en daarom de brieven in brand steekt omdat hij te veel hartzeer heeft. Cold open: Dewey heeft een heel plan uitgewerkt om Reese wijs te maken dat er gevaarlijke buitenaardse wezens zijn geland. Malcolm vindt het plan van Dewey te ingewikkeld. Daarop roept Malcolm naar Reese dat "er gevaarlijke buitenaardse wezens zijn geland" waarop Reese met een knuppel naar buiten loopt om deze te verslaan. |             |                          |                |                                                                    |                  |  |
| 79 | 16          | Academic Octathalon      | Todd Holland   | Rob Hanning                                                        | 13 april 2003    |  |
| Met tegenzin moet Malcolm met zijn klas deelnemen aan een "academische achtkamp". Deze quiz wordt gehouden onder hoogbegaafde leerlingen van enkele scholen en in acht categorieën wedijveren om de beste te zijn in een discipline. Malcolm wordt door meneer Herkabe verplicht vals te spelen door gebruik te maken van handgebaren. Wanneer Malcolm ontdekt dat een andere klas ook vals gaat spelen, gaat hij op zoek naar alle vragen, kopieert deze en bezorgt de kopies aan alle deelnemers. Reese heeft Alison wijsgemaakt dat hij in gehuurd maatpak met haar naar het schoolbal zal gaan. Hij zal voor haar een corsage kopen en ze zullen worden gebracht met een limousine. Daar hij dit niet kan betalen, verzint hij allerlei manieren om de afspraak te ontlopen, maar geen enkele werkt. Dewey zegt dat hij niet meer van zijn vader houdt nadat laatstgenoemde Dewey niet langer al paardjerijdend naar bed wil brengen. Wanneer Hal tijdens het bestrijden van een mierenplaag bewusteloos geraakt, sleept Dewey hem uit de nevel en zegt dat hij nog wel van zijn vader houdt. Piama en Francis zijn hun gekibbel moe over wie welke huiselijke karweien moet uitvoeren. Ze vragen andere koppels op de ranch naar hun bevindingen. Het gevolg is dat Francis en Piama niet meer kibbelen, maar de koppels die voorheen niet kibbelden doen dat nu wel. Cold open: de kinderen trachten popcorn te gooien in de mond van Hal die op de zitbank slaapt. |             |                          |                |                                                                    |                  |  |
| 80 | 17          | Clip Show 2              | Levie Isaacks  | Maggie Bandur & Dan Kopelman                                       | 20 april 2003    |  |
| Hal en Lois maken hun testament op. Ze lijsten hun bezittingen op, maar komen tot de conclusie dat ze niets van waarde hebben. Hun financiële toestand is ook schrijnend voornamelijk door het spenderen van geld aan allerlei prullaria of allerhande dokterskosten. Het is ook een raadsel wie er voor hun kinderen gaat zorgen als ze vroegtijdig overlijden. Dit alles wordt afgewisseld met anekdotes die te zien waren in vorige afleveringen. Lois geeft eindelijk een reden waarom haar relatie met Francis niet vlot: vlak na zijn geboorte kreeg zij een stafylokokkeninfectie en mocht ze zes weken Francis niet zien. Toen ze uit het ziekenhuis kwam, zag ze dat Francis blij was met enkel Hal in zijn buurt. Daaruit conludeerde ze dat Francis haar niet nodig had. Hal en Lois beschouwen zich de slechtste ouders ooit, maar als dan Dewey binnenkomt met een buil op zijn hoofd neemt Hal hem onmiddellijk naar de dokter terwijl het duidelijk is voor de kijker dat hij niets mankeert. Cold open: Hal tracht een pijnlijke splinster uit zijn hand te halen en maakt daarbij pijngeluiden. Reese martelt in zijn kamer een actiefiguur. Reese denkt dat hij met zijn martelingen op de pop in werkelijkheid Hal pijn doet. |             |                          |                |                                                                    |                  |  |
| 81 | 18          | Reese's Party            | Levie Isaacks  | Andy Bobrow                                                        | 27 april 2003    |  |
| Hal en Lois gaan op romantisch weekend. Daarom wordt Reese per bus gestuurd naar zijn grootmoeder, Malcolm gaat naar Stevie en Dewey op logement bij Craig. Als de bus vertrekt realiseert Reese zich dat als hij aankomt bij zijn grootmoeder hij onmiddellijk de bus voor de terugreis moet nemen. Daarom glipt hij onderweg van de bus en gaat terug naar huis. Hij organiseert een feestje, maar hij nodigt een groep ruige mensen uit die hij niet kent. Die palmen de garage in om te feesten en al dan niet in illegale goederen te handelen. Malcolm heeft totaal niet afgesproken met Stevie: hij heeft Kathy uitgenodigd naar romantische films te kijken. Kathy laat Malcolm links liggen om te feesten met de bende. Dewey haalt met Craig thuis gezelschapsspellen op. Craig tracht de feestvierders in te tomen, maar wordt hun slachtoffer voor allerlei pesterijen. Francis reist met spoed af om de gemoederen te bedaren, maar dan blijkt dat het feest georganiseerd wordt door een oude vriend: Donnie. Dewey lost het probleem op door de ouders van de feestvierders te bellen. Omdat Hal en Lois vier uur te laat arriveren, is hun luxesuite verhuurd aan een ander koppel en komen ze in een kleine kamer terecht. Als ze thuis zijn, is het huis kraaknet. Ze vermoeden dat er iets is gebeurd, maar beslissen om de waarheid niet te achterhalen. Lois heeft voor Hal een belegde boterham gemaakt. Hal heeft vuile handen en wil al happend de boterham eten waarbij hij telkens het schoteltje verplaatst en hij met zijn mond niet aan de boterham kan. |             |                          |                |                                                                    |                  |  |
| 82 | 19          | Future Malcolm           | Ken Kwapis     | Ron Corcillo & A.J. Poulin & Michael Glouberman & Andrew Orenstein | 04 mei 2003      |  |
| In het park ontmoet Malcolm een depressieve, werkloze man - Leonard - die hem uitdaagt voor een schaakpartij, maar elk spel draait uit op een remise. De man enerveert Malcolm onder andere omwille van zijn betweterig gedrag en opdringerige mening, maar beseft niet dat hij eenzelfde gedrag vertoont. Dankzij Malcolm wordt Leonard in het warenhuis aangenomen, maar een minuut later al ontslagen omwille van een opmerking over Craig. Ondanks Lois dieet gaat haar gewicht in stijgende lijn en dat kan niet enkel verklaard worden omwille van haar zwangerschap. De boosdoener is Hal die doelbewust additieven in Lois' eten mengt omdat hij "een dikke Lois" sexy vindt. Dewey haalt allerlei kattenkwaad uit onder het mum dat de baby hem dit opdraagt. Francis is niet blij dat Piama zich heeft opgegeven als naaktmodel, maar wanneer hij verneemt dat dit 250 dollar per sessie oplevert, stelt hij zichzelf kandidaat. Cold open: Reese tracht met medewerking van Malcolm allerlei records te verbreken zodat hij meermaals in het Guinness Book of Records komt. Malcolm verzwijgt dat geen enkele opdracht wordt erkend door de organisatie. |             |                          |                |                                                                    |                  |  |
| 83 | 20          | Baby: Part 1             | Jimmy Simons   | Rob Hanning                                                        | 11 mei 2003      |  |
| Op aanraden van de dokter moet Lois de eerstvolgende donderdag bevallen. Malcolm kan naar een hoog aangeschreven Engelse school die alle kosten betaald. Malcolm stelt dit aan Hal voor als oplossing voor hun financiële problemen want ze hebben dan meer geld voor de baby. Hal wil dit niet want "voor hun problemen komt altijd een oplossing", maar later erkent hij dat "Malcolm al die problemen oplost". Reese wordt door een standhouder ingehuurd om reclame te maken in een maatpak. Dewey zegt via de intercom dat hij door zijn ouders wordt verwaarloosd, zeker nu ze hebben beslist dat de baby op zijn verjaardag komt. Reese wil het maatpak niet inleveren en verbergt zich in een muziekkoffer die niet meer wil openen. Door de uitspraak van Dewey vluchten ze naar de auto, maar Reese - die nog vastzit in de koffer - heeft de autosleutel. Francis en Piama zijn bij Lois om de babykamer klaar te maken. Tot hun ontsteltenis staat Lois' onuitstaanbare moeder Ida voor de deur met de melding dat ze komt inwonen. Omdat ze niet wil vertrekken, haalt Lois de politie erbij. Die geeft Ida het voordeel van de twijfel omdat er geen eigendomsakte kan worden voorgelegd. Daar Ida xenofoob is, veinzen Abe en enkele van zijn zwarte vrienden dat ze buren en vrienden-aan-huis. zijn Daarop wil Ida vertrekken, maar bedenkt zich wanneer Lois' water breekt. Cold open: Lois is op zoek naar Dewey. Hij verbergt zich onder de buik van Lois. Gezien de zwangerschap belemmert deze het zicht naar de grond en ziet Lois Dewey niet. |             |                          |                |                                                                    |                  |  |
| 84 | 21          | Baby: Part 2             | Jamie Babbit   | Michael Borkow                                                     | 18 mei 2003      |  |
| Lois moet bevallen. Hal heeft een aanrijding en belandt in het ziekenhuis waar hij moet worden onderzocht. Omdat hij naar huis wil - en niet mag - krijgt hij een verdovingsmiddel toegediend. Door dit middel droomt en hallucineert Hal over zijn terugweg naar huis en de bevalling. Ook Dewey, Malcolm en Reese moeten in het ziekenhuis blijven zolang Hal niet is ontslagen of er niemand hen komt ophalen. Ze volgen een les hoe een baby te verzorgen, maar gaan nogal ruw overweg met de pop. Ze beseffen dat het verzorgen van een baby heel wat tijd in beslag neemt en een grote verantwoordelijkheid is waaruit ze besluiten dat hun ouders dit alles niet doen. Omdat men eerst de ziekenwagen vergeet op te bellen en de ambulanciers onderweg stopten voor koffie, is Lois reeds bevallen met hulp van Francis. De les heeft nut gehad, want Malcolm, Reese en Dewey verzorgen hun nieuwe broer Jamie met veel verantwoordelijkheid. Via een smoes dat Lois' zus ongeneselijk ziek is en dat ze het terug goed wil maken met haar moeder, vertrekt Ida. Cold open: de Cold open is een samenvatting van de vorige aflevering. |             |                          |                |                                                                    |                  |  |
| 85 | 22          | Day Care                 | Steve Love     | Gary Murphy & Neil Thompson                                        | 18 mei 2003      |  |
| Daar er geen plaats is in de kinderopvang en uit financiële redenen beslissen Hal en Lois om zich lid te maken van een Christelijke kerk. Die kerk doet aan vrijwilligerswerk waaronder een gratis kinderdagverblijf. Hal vindt er enkele mensen die hun bouwwerken finaliseren. Doch ze worden zelf verwacht om hun steentje bij te dragen. Lois moet op een kind passen, Hal moet bijbellessen geven, Reese moet in het zangkoor, Dewey moet naar de bijbelschool... Deze extra activiteiten nemen te veel tijd in beslag dus trachten ze zich terug te trekken. De priester wil dit niet tot wanneer Reese door een glas in loodraam crasht. Om meer toeristen te lokken, ensceneren Francis en Otto een UFO-landing en verkleden zich als aliens. Ze worden opgepakt door een overheidsinstantie die op zoek is naar buitenaardse bezoekers. Cold open: Huilbaby Jamie heeft last van diarree en iedereen moet helpen om de baby en alles wat hij bevuild heeft proper te maken. |             |                          |                |                                                                    |                  |  |

## Seizoen 5
| Nr. serie | Nr. seizoen | Titel van aflevering         | Regisseur      | Schrijver                             | Uitzenddatum     |  |
| --- | ----------- | ---------------------------- | -------------- | ------------------------------------- | ---------------- |  |
| 86 | 1           | Vegas                        | Bryan Cranston | Michael Glouberman & Andrew Orenstein | 02 november 2003 |  |
| Hal had een visioen over een gokautomaat. Hij is overtuigd dat hij zal winnen temeer omdat alles er op wijst: zo moet Dewey in Las Vegas met een obees konijn meedoen aan een wedstrijd. Malcolm had zijn ouders niet uitgenodigd op een schoolceremonie omdat hij zich voor hen schaamt. Om het terug goed te maken, koopt hij in Las Vegas VIP-tickets voor een optreden van Boone Vincent. Daar wordt Lois uitgenodigd om Boone backstage privé te ontmoeten. Dewey's konijn wordt gediskwalificeerd. Reese heeft met het konijn wel een grote geldprijs gewonnen, maar beseft dan dat hij het konijn heeft verkocht aan het restaurant. Dewey en Reese zetten daarop een reddingsactie op. Uiteindelijk vindt Hal de betreffende gokautomaat en wint de jackpot. Dan blijkt dat de gokautomaat een promotiestunt is van een firma die workshops aanbiedt en deelnemers dan gratis kunnen overnachten in een hotel. Op de ranch is Francis het beu dat er zoveel zaken stuk zijn en niet worden gemaakt, maar het is wel zijn taak om dat te onderhouden. Wanneer hij en Otto in een schacht komen vast te zitten, biedt hij zijn ontslag aan omdat hij niets goed kan doen. Net omdat Francis een taak niet had gedaan, worden ze gevonden. Otto aanziet dat als het bewijs dat Francis wel een goede werkkracht is. Cold open: Lois vindt het vreemd dat de baby veel meisjesspullen als cadeau krijgt. Volgens haar is het geboortekaartje duidelijk dat Jamie een jongen is waarop Hal een bedenkelijk gezicht trekt. |             |                              |                |                                       |                  |  |
| 87 | 2           | Watching the Baby            | Levie Isaacks  | Alex Reid                             | 09 november 2003 |  |
| Lois is oververmoeid en heeft dringend slaap nodig. Daarom moeten de jongens en Hal op Jamie letten. Hal moet naar de winkel om luiers te kopen, maar is zijn geld vergeten. Hij tracht tevergeefs Craig te overtuigen om het bedrag voor te schieten en beslist dan om zonder te betalen verder te gaan. Dit wordt aanzien als een diefstal waardoor Hal verplicht wordt enkele klusjes te doen. Het avondpersoneel vindt Craig een tiran en op aanraden van Hal gaan ze in betoging. In tussentijd hebben drie meisjes aangebeld en vragen Reese, Malcolm en Stevie om naar een feestje te gaan met een limousine. Achteraf blijkt dat ze enkel werden gevraagd om hun vaste vriendjes jaloers te maken en omdat ze niemand anders vonden. Dewey is dus de enige die op Jamie past. Hij vertelt hem een verhaal waarin Lois en Hal een geheime kamer hebben vol met luxueuze spullen en schatrijk zijn, maar dat verbergen voor hun kinderen. Ze hebben een robotversie van Francis als knecht. Er is een spiksplinternieuwe broek die beveiligd wordt door een infrarood alarm. Dewey steelt de broek en schuift de schuld op Jamie. Moraal van het verhaal: Dewey zal Jamie altijd verlinken. Cold open: Omdat alle foto's van Jamie mislukt zijn, steekt Lois een foto van een baby uit een tijdschrift in haar portemonnee. |             |                              |                |                                       |                  |  |
| 88 | 3           | Goodbye Kitty                | Jimmy Simons   | Gary Murphy & Neil Thompson           | 16 november 2003 |  |
| Stevie heeft Malcolm met veel moeite overtuigd om als "andersvalide" mee te doen met een basketbalwedstrijd, maar Malcolm stapt tijdens een oefening uit de rolstoel wegens onder andere deontologische redenen. Lois' dagboek van haar schooltijd belandt per toeval in de rugzak van Reese. Reese is geïntegreerd door de verhalen en wil weten welk schoolmeisje dat stiekem in zijn tas heeft verborgen. Hij is gedegouteerd wanneer hij de waarheid ontdekt. Stevie is blij dat zijn moeder - die twee maanden op zakenreis was - de volgende dag terugkeert, maar Abe en Kitty zijn in werkelijkheid gescheiden en Stevie is daarvan nog niet op de hoogte. Kitty komt daardoor niet terug: ze bleef enkel bij Abe om voor Stevie te zorgen, maar ze is ondertussen van mening dat haar zoon zelfstandig genoeg is. Wanneer Stevie de waarheid verneemt, heeft hij een vorm van posttraumatische stress en reageert op niets. Malcolm bekogelt hem met voetballen om toch enige vorm van reactie te krijgen, maar hij wordt hierdoor afgetuigd. Als gevolg belandt Malcolm in een rolstoel en doet hij mee met de wedstrijd, maar krijgt daar nog een aftuiging omdat de tegenploeg meent dat hij geen andersvalide is. Hal begint zich te bemoeien met het dagelijkse leven van Abe en nadat laatste op het punt staat Hal te kussen, beseft Hal dat hij de rol van Kitty aan het overnemen is. Dewey wil terug behandeld worden als een baby: babyvoeding, een klopje om te boeren, het dragen van luiers... Otto en Francis moeten een paard met een hoefaandoening neerschieten, maar schieten elkander bijna dood. Cold open: wanneer Hal de auto start en vertrekt, beseft hij dat Jamie nog in zijn maxicosi op het autodak zit. |             |                              |                |                                       |                  |  |
| 89 | 4           | Thanksgiving                 | David D'Ovidio | Matthew Carlson                       | 23 november 2003 |  |
| Het is Thanksgiving. Reese bereidt een uiterst verfijnde maaltijd. Omdat de aankopen het budget overstijgen, veinst Dewey dat hij terminaal is waardoor hij van de de winkeliers gratis dure producten krijgt. Francis en Piama komen over en verkondigen dat ze gaan scheiden, maar het is dankzij Lois dat het paar - tot grote ergernis van haar - beslist om samen te blijven. Malcolm is uitgenodigd op een feestje en wordt er dronken. Bij zijn thuiskomst braakt hij in de kalkoen waardoor iedereen zijn eetlust is verloren. Cold open: Lois knipt het haar van Reese, maar het haar moet de perfecte afmeting hebben. Wanneer Dewey op dat ogenblik binnenkomt met een gescheurd nieuw hemd, wordt Lois kwaad. Reese wil dat zijn moeder eerst tot tien telt voordat ze verder doet met de knipbeurt, maar uit volgend shot buitenaf gezien kan men aan het geroep van Reese afleiden dat ze dat niet heeft gedaan. |             |                              |                |                                       |                  |  |
| 90 | 5           | Malcolm Films Reese          | Levie Isaacks  | Dan Kopelman                          | 30 november 2003 |  |
| Na een initiele weigering gaat Malcolm akkoord om voor een schoolopdracht van meneer Herkabe Reese stiekem te filmen. Herkabe zal de opnames bekijken om zo een beter psychologisch inzicht te krijgen in Reese's doen en laten om hem beter te helpen. Herkabe misbruikt de beelden en toont deze aan de gehele klas om aan te tonen dat iedereen kan worden omgekocht om zaken te doen die ze initieel niet willen. Daarbij haalt Herkabe ook gevoelige informatie aan uit het persoonlijk schooldossier van Malcolm. Hierdoor wordt Malcolm aanzien als een sadist die opzettelijk gevoelige informatie van Reese stiekem lospeutert om hem daarna uit te lachen. Reese is zijn vertrouwen in Malcolm kwijt en schaamt zich nu iedereen zijn geheimen en verlangens kent. Als wraak sluipt Malcolm het kantoor van Herkabe in en leest via de intercom de dossiers van de scholieren voor waardoor iedereen zich schaamt. Hal staat op het punt een royale bonus te krijgen waardoor Lois een nieuwe wasmachine koopt, maar de financieel directeur wordt opgepakt wegens fraude. Dewey spijbelt op school en verdient honderden dollars met een goochelact op straat. Hij verbergt het geld in een vaas. Wanneer Hal de vaas breekt, zijn hij en Lois van mening dat het over hun vergeten geld gaat en wordt de wasmachine alsnog gekocht. De ranch van Otto krijgt een slechte recensie van de arrogante, cynische Charles Cutler waardoor iedereen annuleert. Francis nodigt Cutler opnieuw uit voor een tweede opinie, maar dit resulteert in een gevecht waarbij Cutler in het ziekenhuis dient opgenomen te worden. Wanneer dit incident in de krant belandt, is de hele staat blij dat eindelijk actie ondernomen werd tegen Cutler. Door dit incident stijgt het bezoekersaantal exponentieel. Cold open: Hal heeft een intiem onderonsje gepland in de slaapkamer. Lois is eerst van mening dat ze voorzichtig moeten zijn want Jamie kan hierdoor trauma's oplopen, maar bedenkt zich omdat baby's dat toch niet onthouden. Het beeld verspringt dan naar een andere kamer waar Malcolm, Reese en Dewey beginnen te rillen omwille van de angstaanjagende gedachte dat hun ouders intiem zijn. |             |                              |                |                                       |                  |  |
| 91 | 6           | Malcolm's Job                | Steve Welch    | Maggie Bandur                         | 07 december 2003 |  |
| Lois wil dat Reese en Malcolm een studentenjob zoeken, maar heeft al zulke job voor Malcolm in Lucky Aide geregeld. Reese vindt een job in een vleesverwerkend bedrijf aan een uurloon van 12,50 Amerikaanse Dollar, terwijl Malcolm maar 5,50 Amerikaanse Dollar verdient. Dat laatste bedrag wordt nog verminderd nadat Malcolm dozen op een veel efficiëntere manier plet, maar dat dat niet in overeenstemming is met de uitgelegde procedures. Malcolm is ontzet wanneer hij ontdekt dat zijn moeder veel vriendelijker is tegen anderen en dat ze stiekem rookt. Dewey vindt dat hij te veel gepest wordt en wil een lieve, oudere broer. Hij beslist om op eigen houtje naar de ranch te gaan om Francis te bezoeken. Francis legt uit dat hij niet de lieve, grote broer is die Dewey zich herinnert, maar dat hij ook Reese en Malcolm op allerlei manieren pestte. Hal volgt een cursus "de vader-baby-band versterken door meditatie", maar de cursisten doen na de sessies weddenschappen welke baby het best is in een opdracht. Cold open: Nadat Lois een wijnvlek opkuist, is het betreffende stuk tapijt opmerkelijk schoner dan de rest. Daarom beslist ze om dat deel van het tapijt terug te besmeuren met potgrond. |             |                              |                |                                       |                  |  |
| 92 | 7           | Christmas Trees              | Steve Love     | Alex Reid                             | 14 december 2003 |  |
| Omwille van een financiële doorlichting zijn alle werknemers van het bedrijf waar Hal werkt verplicht om tijdens de kerstperiode twee weken onbetaald verlof te nemen. Om dit financieel te overbruggen besluiten Hal, Reese, Malcolm en Dewey om kerstbomen te verkopen. Hal heeft een parkeerplein gevonden waar hij deze bomen legaal mag verkopen. De lokale kerkgemeenschap verkoopt ook dergelijke bomen aan een lagere prijs, dus beslist de familie om hun prijzen te laten zakken waardoor ze meer bomen moeten verkopen om winst te maken. De kerkgemeenschap is niet opgezet en stuurt opzettelijk daklozen naar het parkeerplein om kopers weg te jagen. Noodgedwongen wordt beslist om de verkoop te verplaatsen naar hun eigen tuin, maar dat wordt stilgelegd door de politie wegens het niet hebben van de juiste vergunningen. Uiteindelijk hebben ze winst, maar het zijn maar enkele penny's. In Lucky Aide wordt een klopjacht gehouden op een eekhoorn die Craig beet. Otto en Gretchen hebben bezoek van hun Duitse familie, maar het enige dat ze doen, is ruzie maken. Door deze ruzie hebben Francis en Piama heimwee. Cold open: na het inpakken van de kerstcadeaus merken Lois en Hal op dat er een cadeau te veel is: ze hebben Jamie ingepakt in een doos. |             |                              |                |                                       |                  |  |
| 93 | 8           | Block Party                  | Levie Isaacks  | Rob Ulin                              | 04 januari 2004  |  |
| De familie keert vroegtijdig terug uit vakantie - er zaten bloedzuigers in het meer - en ontdekken dat er elk jaar tijdens hun afwezigheid een groot buurtfeest is waar zij niets van afwisten. Hal en Lois vinden het niet zo erg met de gedachte dat er overal een "zwart schaap' is en als zij het niet waren, was dat een andere familie. Reese laat zich opzettelijk door de kinderen die hij de afgelopen jaren terroriseerde afbeulen: voor 20 dollar mogen ze hem om de beurt voor 30 seconden schoppen. Dewey veinst het eerste kind binnen te laten, maar schopt zelf zijn broer. Dan ontdekt hij dat niet Reese op de vloer ligt, maar een ander kind en Reese toekijkt vanuit de nok. Hal en Lois nemen op het feest deel aan een wedstrijd kielbasa-eten. Malcolm helpt een man met de garage op te kuisen, maar wanneer de eigenaars opduiken, beseft hij dat hij een dief heeft geholpen. Wanneer een wijkagent toevallig passeert, somt Malcolm - tegen wil in van de eigenaars - de spullen op die de man meenam. Hij komt dan tot het besef dat de eigenaars valse obligaties drukken. Op de ranch moet Francis sperma aftappen van een stier met behulp van een koeienframe. Wanneer dat niet lukt, ontdekt Francis dat hij het frame moest insmeren met feromonen, een flesje dat Otto aanzag als zonneolie en zich ermee insmeerde. Cold open: Dewey en Reese kibbelen over wie de luier van Jamie moet vervangen in de opgestelde beurtrol. Malcolm legt uit dat hun moeder hen heeft wijsgemaakt dat Jamie een dure oorbel heeft ingeslikt. De persoon die de oorbel vindt in de luier, krijgt 20 dollar, maar Lois heeft zulke oorbel niet. |             |                              |                |                                       |                  |  |
| 94 | 9           | Dirty Magazine               | Bryan Cranston | Eric Kaplan                           | 11 januari 2004  |  |
| Malcolm wordt aangesteld om de volgende editie van het schoolkrantje te maken. Hij wil een verhaal met schuttingtaal publiceren, maar dat wordt geweigerd door de directie. Omdat Malcolm niet wil toegeven, schrapt de directie alle nevenactiviteiten zoals de sportclub, de leesclub, de toneelclub... De directie wil Malcolm een papier laten ondertekenen waarin hij toegeeft dat dit alles een grap was. Hij weigert totdat de auteur van het verhaal aangeeft dat ze de sportclub mist. Als soort van wraak publiceert Malcolm een eigen krantje dat hij buiten de schoolmuren verdeelt met daarin de bewuste brief. Het verhaal van Ronnie is niet gepubliceerd, maar een tekening van Stevie wordt "obsceen" als je de pagina plooit. Op het werk van Hal wordt Nell aangenomen die een reorganisatie moet uitvoeren. Nell flirt met Hal en op aanraden van Lois flirt Hal met Nell. Nell geeft toe dat ze Hal wilde ontslaan, maar daar ze iedereen van zijn afdeling reeds heeft ontslagen, is hij de enige die overblijft. Reese heeft Dewey wijsgemaakt dat kracht vanuit het bewustzijn ontstaat en dat dat bewustzijn in staan is vanuit een grop zand in de hand gras te doen groeien. Malcolm en Reese staan versteld dat Dewey effectief in staat is om dit te doen. Otto en Gretchen vieren hun huwelijksverjaardag. Otto volgt lessen "wals" bij Francis, maar faalt wanneer hij met Gretchen danst. Cold open: Dewey begroet zijn ouders al enkele dagen aan de deur. Blijkbaar verbergt hij een gat in de muur. Hal en Lois hebben dat door aangezien er niemand aan de buitenmuur staat. |             |                              |                |                                       |                  |  |
| 95 | 10          | Hot Tub                      | Jimmy Simons   | Andy Bobrow                           | 25 januari 2004  |  |
| Malcolm heeft zijn rijbewijs en rijdt met kinderoppas Polly naar haar ex-vriend Danny om de urne met de assen van haar overleden moeder op te halen. Danny neemt wraak omdat de urne ook de assen van zijn vader bevat en later blijkt die ook de assen van een hond en een kat te bevatten. Malcolm is van mening dat de huidige ruzie niet gaat over de urne, maar over hun relatie en dat ze nog steeds gevoelens voor elkaar hebben. Dewey brengt een kameraad mee, Noah, maar laatstgenoemde trekt al vlug op met Reese. Dewey ontdekt dat Noah Reese gebruikt om zijn pesters af te tuigen. Hal koopt een jacuzzi, maar al snel groeien er algen in. Dit weerhoudt hem niet om er in te gaan met een huidinfectie tot gevolg. Otto wordt door een toevallige kettingreactie geraakt door een blikseminslag. Hij is van mening dat al zijn tegenslagen te wijten zijn aan Manfried Schmidt. Manfried was verloofd met Gretchen, maar omdat Otto ook verliefd was, saboteerde hij hun huwelijksdag en maakte zowel Gretchen als Manfried wijs dat de ene de andere verlaten had. Omwille van dit schuldgevoel laat Otto Manfried overvliegen. Hij blijkt schatrijk te zijn en nog steeds van Gretchen te houden. Uit vrees dat Gretchen voor Manfried kiest, zoekt Francis naar een oplossing. Door toeval van een andere kettingsreactie slaagt hij in dit opzet. Cold open: Malcolm en Reese halen een ijslolly uit de diepvriezer. Reese zegt dat zijn lolly groter is, maar Malcolm maakt duidelijk dat dit omwille van het perspectief komt daar de ijslolly van Reese dichter bij zijn gezichtshoek staat dan de lolly van Malcolm. |             |                              |                |                                       |                  |  |
| 96 | 11          | Ida's Boyfriend              | Peter Lauer    | Neil Thompson                         | 08 februari 2004 |  |
| Nadat Reese een knutselwerk van Dewey vernietigt, veinst laatstgenoemde dat hij zijn broer niet langer ziet en negeert alles wat Reese zegt en doet. Malcolm heeft een tongpiercing laten zetten, maar omdat de wonde ontsteekt, kan hij moeilijk praten. Ida kondigt aan dat ze de volgende dag trouwt met de rijke Chinees Li en naar Hongkong verhuist. Ze is in bezit van alle bankrekeningnummers en bedragen van Li, maar hij maakt daar geen probleem van. Malcolm ontdekt dat Ida Li via thee drogeert met allerlei medicijnen en dat Li dusdanig niet bij volle bewustzijn is. Ook Lois en Hal hebben van de thee gedronken en protesteren niet, maar hebben er ook geen probleem mee wanneer ze ontdekken dat Malcolm een tongpiercing heeft. Doordat de priester ook van de thee heeft gedronken, duurt de ceremonie ellenlang. Daardoor is de medicatie uitgewerkt en beseft Li dat hij Ida niet kan uitstaan waardoor het huwelijk niet doorgaat. Otto heeft een theatergezelschap ingehuurd voor een "moordspel", maar de acteerprestaties zijn zo erbarmelijk dat de gasten vroegtijdig uitchecken. De groep erkent dat ze slecht zijn, maar dit is hun laatste kans. In de slotscène is iedereen wel enthousiast, maar Francis achterhaalt dat Otto die toeschouwers heeft omgekocht. Cold open: Hal vindt het leuk dat Jamie een pingpongballetje tegen zijn hoofd kan slaan. Daarop mept Reese Hal neer met een basketbal. |             |                              |                |                                       |                  |  |
| 97 | 12          | Softball                     | Ken Kwapis     | Michael Glouberman                    | 15 februari 2004 |  |
| Om minder tijd te moeten doorbrengen met zijn moeder beslist Malcolm om het softbal-team van Lucky Aide te vervoegen niet wetende dat Lois net coach is geworden. Francis komt thuis aan om zijn moeder er op te wijzen dat hij niet lui is. Daarbij haalt hij heel wat anekdotes aan, maar Lois weigert toe te geven. Door deze reis mist Francis zijn huwelijksverjaardag. Dewey daagt Reese uit om op een vuilnisbelt - bewaakt door honden - een record van Francis te breken: zo veel mogelijk toiletbrillen stelen. Hij breekt het record, maar Francis onderneemt een poging en breekt het record nogmaals. Hal overhoort een collega over een jobaanbieding en neemt contact op met het bedrijf. Eenmaal daar wordt hij geblinddoekt en worden er testen op hem uitgevoerd. Daarna laten ze hem gaan. Later keert hij terug om te melden dat hij de job niet aanneemt, maar het betreffende gebouw is verdwenen. Cold opening: Hal heeft in de garage zes blikjes bier gevonden en spelt de jongens de les dat alcohol slecht is. Hal toont dit aan door het bier op te drinken, maar wordt daardoor dronken. Reese, Dewey en Malcolm verborgen opzettellijk het bier in de hoop dat dit tafereel zich zou afspelen. |             |                              |                |                                       |                  |  |
| 98 | 13          | Lois' Sister                 | David D'Ovidio | Gary Murphy                           | 22 februari 2004 |  |
| Susan, de jongere zus van Lois, staat plots aan de deur met riante cadeaus: een cheque van enkele duizenden dollars voor Jamie, een professionele suikerspinmachine voor Dewey en een Ford Mustang voor Reese en Malcolm. Uit voorzorgsmaatregelen bergt Hal de suikerspinmachine in de garage, maar Dewey geraakt via een vensterluik binnen. De motor wordt uit de Mustang gehaald. Dit weerhoudt Reese en Malcolm niet om de Mustang op eigen kracht voort te duwen en te laten bollen naar een strand waar een illegaal feestje is. Wanneer de politie arriveert, kan niemand vertrekken daar de Mustang de enige weg blokkeert. Lois achterhaalt dat Susan zal sterven wanneer ze geen niertransplantatie ondergaat. Susan wil geen nier van Lois daar laatsgenoemde onder andere Hal destijds van haar afsnoepte. Lois beslist op eigen initiatief haar nier af te staan, maar Susan weigert initieel. Francis begeleidt op de ranch enkele meisjes van een jeugdbeweging, maar de meisjes hebben meer ervaring in een overlevingstocht dan Francis. Cold opening: Reese heeft zijn vest gescheurd dus Lois kort deze in zodat deze past voor Malcolm. Nadat Malcolm in de chemieles met chemicaliën over de vest morst, wordt deze nogmaals ingekort voor Dewey. |             |                              |                |                                       |                  |  |
| 99 | 14          | Malcolm Dates a Family       | Steve Welch    | Rob Ulin                              | 14 maart 2004    |  |
| De familie heeft hun tweewekelijkse bezoek aan pizzeria Luigi. Wanneer Hal zijn fooi wil geven, merkt Lois op dat in de prijs al 15% wordt aangerekend voor de bediening. Dit wil dus zeggen dat ze volgens haar al die tijd twee keren fooi hebben gegeven. Ze eist verontschuldigingen van de manager, maar die is niet aanwezig dus beslist Lois dat het gezin niet langer klant is. Doch Hal en de kinderen bestellen er nog stiekem op tijdstippen dat Lois moet werken. Malcolm wil een afspraakje met Angela, maar dan moet hij eerst worden goedgekeurd door haar familie. En met familie bedoelt ze ook haar tantes, ooms, neven... De familie blijkt verslaafd te zijn aan bord- en denkspelen wat Malcolm pleziert, maar doordat hij steevast wordt gedwongen mee te spelen, ziet hij Angela niet. Hij verbreekt uiteindelijk de relatie, komt op zijn beslissing terug omdat hij die familie mist, maar Stevie heeft zijn plaats ingenomen. Otto heeft voor Francis een assistent aangenomen: Jordan. Daar de job overbodig is, laat Francis hem de telefoon opnemen, koffie zetten, zijn neus snuiten, de boter op zijn boterham smeren... Hierdoor wordt Francis zo lui dat dit in een ruzie eindigt met Piama. Dit doet Francis inzien dat hij het tij moet keren en wordt Jordan ontslagen, al heeft laatste zelf beslist om op te stappen. Het geschil met Luigi is nog niet opgelost, dus stuurt Lois een live-reporter naar het restaurant om de wanpraktijken aan te kaarten. Wanneer Malcolm in dat restaurant te zien is, verklapt Reese zich dat ze al die tijd stiekem pizza hebben besteld. Cold open: Reese en Dewey hebben met een bal een ruit ingegooid. Om dat te verdoezelen verwisselen ze de bal met een kei met een boodschap van een boze buur. Wanneer Lois en Hal die brief lezen, zijn ze er zeker van dat dit komt van de familie Hackett als wraak op het incident met hun dode kat. |             |                              |                |                                       |                  |  |
| 100 | 15          | Reese's Apartment            | David Grossman | Dan Kopelman                          | 21 maart 2004    |  |
| Hoewel niet expliciet getoond, heeft Reese in het slachthuis een grap uitgehaald met katten en honkbalknuppels. Iedereen is gechoqueerd en Lois beslist dat Reese het huis moet verlaten. Hij trekt in in een appartement nadat hij de verhuurder heeft wijsgemaakt dat hij 18 jaar is. Hij wordt op korte tijd zeer zelfstandig, verantwoordelijk en zijn schoolresultaten zijn verbijsterend goed. Francis is het niet eens met de beslissing van zijn ouders en tracht hen te doen inzien dat ze verkeerd zijn en totaal niets weten over opvoeding. Daarom beslissen Lois en Hal op consultatie te gaan bij een psycholoog, maar ze is zo gechoqueerd dat ze geen advies kan geven. Malcolm moet op bevel van de schoolsportcoach een verhandeling opmaken voor de niet zo snuggere Ira, een basketbaltalent. Deze verhandeling dient als aanvraag voor de universiteit. Malcolm maakt samen met Ira de verhandeling, maar scheurt deze uiteindelijk stuk daar hij van mening is dat Ira zelf zijn verantwoordelijkheid moet opnemen. Lois en Hal komen tot de conclusie dat Reese beter alleen kan blijven wonen en gaan dit hem vertellen. Wanneer blijkt dat hij voor duizenden dollars spullen heeft aangekocht op krediet, komen ze op deze beslissing terug en wordt Reese gedwongen om terug naar het ouderlijk huis te keren. Cold open: Dewey ligt te slapen in bed. Onder zijn hand ligt een folder met reclame voor speelgoed. Lois en Hal trachten uit te vissen welk stuk speelgoed Dewey wil voor zijn verjaardag. |             |                              |                |                                       |                  |  |
| 101 | 16          | Malcolm Visits College       | Peter Lauer    | David Wright                          | 28 maart 2004    |  |
| Malcolm bezoekt een universiteit waar hij overnacht. Tot zijn ergernis gaat zijn moeder mee. Wanneer Lois verneemt dat op de kamer ook meisjes slapen, beslist ze om te overnachten zodat er geen onzedige dingen gebeuren. Ze krijgen het aan de stok met Leland, de opzichter van de betreffende gang die streng optreedt tegen elke overtreding, maar uiteindelijk zelf verboden apparaten in zijn kamer heeft. Dewey vraagt een piano, maar Hal antwoordt dat hij zich met iets anders moet amuseren. Daarop steelt Dewey allerhande voorwerpen van Hal om een eigen muziekinstrument te maken. Reese doet zich voor als drugsdealer om een meisje te imponeren, maar zij blijkt een undercover-agente te zijn die een raid laat uitvoeren waarbij Hal wordt gearresteerd. Op de ranch richt Otto een kinderdagverblijf op zodat de ouders kunnen deelnemen aan een "huifkarrentocht voor koppels". Otto geeft de kinderen Bacardi Breezer niet wetende dat dit alcohol bevat waardoor de kinderen dronken worden. Cold opening: Lois steekt grapefruit in de ijskast die steeds verder naar achter geschoven wordt door de kinderen. Wanneer de vrucht rot en verschrompeld is, aanziet Hal deze als een brownie. |             |                              |                |                                       |                  |  |
| 102 | 17          | Polly in the Middle          | Steve Love     | Matthew Carlson                       | 25 april 2004    |  |
| Dewey zoekt zijn "gelukshemd", maar Malcolm tracht hem te doen inzien dat hemden geen magische krachten hebben. Polly - de babysit van Malcolm - ontmoet Abe en is gecharmeerd. Hal overtuigt Polly om Abe uit te vragen, wat overhoord wordt door Lois. Lois denkt dat Hal het over Craig heeft en overhaalt laatstgenoemde om op date te gaan met Polly. Polly kan niet kiezen en beslist om afwisselend met Abe en Craig uit te gaan zonder dat beide mannen daar iets vanaf weten. Lois, Hal, de kinderen en Polly gaan naar een baseballconventie. Daar ontdekken Craig en Abe dat ze elkaars concurrenten zijn en beginnen een gevecht. In het tumult geraakt Jamie verloren en belandt uiteindelijk in een ventilatieschacht. Dewey is er zeker van dat hij met de tombola de eerste prijs wint met zijn gelukshemd. Malcolm neemt het gelukshemd af wat leidt tot een geduw-en-getrek aan het hemd. Op dat ogenblik valt Jamie uit de schacht en belandt in het hemd. Francis voelt zich uitgelachen door zijn Mexicaanse collega's omdat Piama volgens hen de baas is in huis. Cold opening: Reese verbrandt met behulp van een vergrootglas en zonnestralen mieren. Malcolm maakt zijn broer wijs dat er op diens hand ook een mier zit. Vervolgens richt Reese het vergrootglas op zijn hand met als enige bedoeling van Malcolm dat Reese zijn hand verbrandt. |             |                              |                |                                       |                  |  |
| 103 | 18          | Dewey's Special Class        | David D'Ovidio | Maggie Bandur                         | 02 mei 2004      |  |
| Dewey moet op school een intelligentietest invullen. Omdat Malcolm vreest dat Dewey in de klas voor hoogbegaafden terechtkomt, laat hij Dewey de test opzettelijk verkeerd invullen. Hierdoor komt Dewey terecht in de klas voor emotioneel onstabiele en laagbegaafde leerlingen. Malcolm overhaalt Dewey om dit niet aan hun moeder te vertellen en haar wijs te maken dat hij wel degelijk in de klas voor hoogbegaafden zit. Daarop maakt Malcolm de schooldecaan wijs dat het resultaat van Dewey's test een gevolg is van een psychotische aanval van hun moeder die ochtend en om die test opnieuw te mogen uitvoeren. Daar dit enkel kan op vraag van de ouders bezoekt de decaan Lois met dit voorstel. Denkende dat Dewey in de klas voor hoogbegaafden is, weigert ze dit en uit ze dit op haar gebruikelijke manier. Hal en Craig raken verslaafd aan het spel "Jump Jump Dance Party" (een variant op Dance Dance Revolution) en nemen deel aan een wedstrijd die eigenlijk bedoeld is voor kinderen. Reese is er zeker van dat ook hij in iets hoogbegaafd is tracht uit te zoeken wat. Cold open: Otto en Francis willen een dam opblazen die het natuurlijke zwempatroon van de vissen verstoort. Ze hebben zich vergist waardoor een frigobox op de dam staat en ze hun auto opblazen. |             |                              |                |                                       |                  |  |
| 104 | 19          | Experiment                   | Bryan Cranston | Alex Reid                             | 02 mei 2004      |  |
| Dewey moet voor school chocoladerepen huis-aan-huis verkopen waarbij hij punten verdient per reep. Die punten kan hij omruilen voor speelgoed. Hij wil niets verkopen, maar wordt verplicht door zijn ouders, al heeft Hal meer oog voor de "schoenen-met-springveren" die in de speelgoedfolder staan. Om zoveel mogelijk repen te verkopen, verzint Dewey allerlei smoesjes die hij de kopers wijsmaakt om zo in te spelen op hun emoties. Malcolm en Stevie proberen voor een wedstrijd tevergeefs om enzymen te splitsen. In een onbewaakt ogenblik blijkt Reese de oplossing te hebben gevonden, maar wil het enkel zeggen wanneer Malcolm en Stevie een papier ondertekenen dat hij een evenwaardige partner is aan het project. Na ondertekening kan Reese zich niet herinneren wat hij heeft gedaan dus wordt een reconstructie gehouden. Daaruit blijkt dat door het gooien met een bal op de muur asbestdeeltjes van het plafond vallen die in de reageerbuisjes terecht komen en de splitsing veroorzaken. Gevolg is dat het hele huis asbestvrij moet worden gemaakt en de familie tijdelijk hun intrek neemt in de garage en het tuinhuis. Malcolm, Stevie en Reese winnen, maar dan blijkt dat het patent gaat naar het bedrijf dat de wedstrijd heeft uitgeschreven en zijzelf slechts een set potloden ontvangen. Op de ranch bekommert Francis zich over een big die door zijn moeder is afgestoten. Cold open: Lois wil dat de kinderen stoppen met het spelen van een gewelddadig videospel. De jongens zetten het spel af, maar worden dan agressief en gewelddadig tegen elkaar. |             |                              |                |                                       |                  |  |
| 105 | 20          | Victor's Other Family        | David Grossman | Eric Kaplan                           | 09 mei 2004      |  |
| Lois blijkt in Canada een halfzus Roberta te hebben via haar overleden vader Victor. Toen Victor Ida verliet, is hij blijkbaar getrouwd met Sylvia. Lois, Jamie, Malcolm en Reese reizen af om de nieuwe familie te ontmoeten. Dat gaat initieel goed tot Ida opdaagt die kan bewijzen dat ze maandelijks recht heeft op 43.50 Canadese dollar pensioengeld, maar Sylvia weigert. Op aanraden van Ida's advocaat wordt een DNA-test uitgevoerd die moet aantonen dat Lois en Roberta dezelfde vader hebben. Uit familiefoto's blijkt dat Victor een slechte, armzalige vader was voor Lois en Ida, maar een voorbeeldige welgestelde man voor Roberta en Sylvia. Kleinzoon Jerome is even slim als Malcolm, maar heeft wel veel vrienden en is populair. Scott is even dom als Reese, maar niet zo onverantwoordelijk. Uit het DNA-onderzoek blijkt dat Victor niet de vader is van Lois. Ida geeft toe dat de vader mogelijk Radu Gogorsky is. Omdat er geen familieband is, vertrekken Ida, Lois en haar kinderen terug huiswaarts. Ondertussen heeft Hal Dewey beloofd dat ze samen de schoolloopwedstrijd doen, maar Hal verbrandt zijn hoornvlies tijdens een incident met een brandblusser. Hij loopt geblinddoekt en heeft een hond als begeleider, maar de hond loopt een totaal ander parcours. Wanneer Hal de "finish" bereikt, roept hij "Ik heb het gedaan", niet wetende dat hij op een plaats delict is gekomen waar de politie een moord onderzoekt. Cold open: Francis geeft ogenschijnlijk een blaam aan het personeel van intolerant gedrag, maar in werkelijkheid heeft hij het tegen een stier en een koe die verliefd zijn op elkaar. |             |                              |                |                                       |                  |  |
| 106 | 21          | Reese Joins the Army: Part 1 | Steve Love     | Andy Bobrow                           | 16 mei 2004      |  |
| Reese vervoegt het United States Army nadat zijn vriendin Beth de relatie stopzet en blijkbaar met Malcolm dated. Omdat Reese minderjarig is, gebruikt hij een valse identetiteitskaart. Hij blijkt uiteindelijk een zeer gedreven soldaat te zijn die alle bevelen uitvoert zoals opgedragen. Hal wordt aangehouden door Federal Bureau of Investigation wegens financiele fraude en wordt door hen verplicht om een valse verklaring af te leggen. Lois wordt ontslagen nadat ze een klant te veel wisselgeld gaf en belandt daardoor in een depressie. Dewey heeft ondertussen een piano en neemt deel aan een wedstrijd, maar niemand van het gezin schenkt er aandacht aan, zelfs nadat hij won. Cold open: De familie trekt gekke bekken naar Jamie. In een volgend shot vragen Hal en Lois zich af of een baby droomt wat insinueert dat de vorige scène een droom was van Jamie. |             |                              |                |                                       |                  |  |
| 107 | 22          | Reese Joins the Army: Part 2 | Peter Lauer    | Andrew Orenstein                      | 23 mei 2004      |  |
| Het bedrijf van Hal wil alle schuld op hem schuiven. Malcolm ontdekt dat alle aanklachten op een vrijdag gebeurden, maar Hal werkt die dag niet en wordt daardoor vrijgesproken. Lois haar emotionele toestand verergert en Francis stelt voor dat Malcolm de handtekening van Hal vervalst zodat Francis het hoederecht krijgt. Tijdens een legeroefening wordt het team van Reese onderschept daar hij de bevelen van de commandant niet kan opvolgen wegens een defect aan de portofoon, maar door inventief te zijn, redt hij zijn team. Daardoor krijgt hij een "beloning", maar beseft niet dat hij op missie wordt gestuurd naar Afghanistan. Cold open: de cold open werd vervangen door een korte samenvatting wat er de vorige aflevering is gebeurd. |             |                              |                |                                       |                  |  |

## Seizoen 6
| Nr. serie | Nr. seizoen | Titel van aflevering     | Regisseur      | Schrijver          | Uitzenddatum     |  |
| --- | ----------- | ------------------------ | -------------- | ------------------ | ---------------- |  |
| 108 | 1           | Reese Comes Home: Part 3 | Todd Holland   | Matthew Carlson    | 07 november 2004 |  |
| Zodra Reese in Afghanistan aankomt, deserteert hij. Vermomd als een moslima tracht hij een terugweg te vinden, maar trouwt onderweg per toeval met een man. Hij zet zijn terugweg verder. Totaal gehydrateerd en vermoeid verliest hij bijna het bewustzijn in de woestijn. Hij hallucineert over een "Mister Waffles" die hem voldoende kracht geeft. Reese verbergt zich als verstekeling op een schip, maar dat vaart niet naar Amerika. Malcolm heeft spijt van zijn daden en geeft zich als vrijwilliger op in een rusthuis voor veteranen. Wanneer hij merkt dat de veteranen kalmeringspillen krijgen, werpt hij deze alle in het toilet. Dat heeft tot gevolg dat de veteranen actief worden en een onderling gevecht starten. Lois verkoopt de auto om naar Kabul te gaan nadat sergeant Hendrix haar het dossier liet inkijken na omgekocht te zijn met haar advies hoe kinderen te straffen. Dewey is van mening dat Reese is overleden. Tezamen met Malcolm eert hij Reese door op een lokaal evenement heliumballonnen op te doen stijgen waar vuile luiers van Jamie zijn aan vastgebonden. Reese duikt er op nadat Lois hem vond in India. Cold open: Hal legt aan een meisje dat snoeprepen aan huis verkoopt uit wat er de vorige twee afleveringen is gebeurd. |             |                          |                |                    |                  |  |
| 109 | 2           | Buseys Run Away          | Bryan Cranston | Michael Glouberman | 14 november 2004 |  |
| Hal krijgt bericht dat hij de job naar waar hij solliciteerde niet heeft, dus blijven hij en Lois werkloos. Dewey mag de klas voor "emotioneel onstabiele en laagbegaafde leerlingen" verlaten, maar dat is niet naar de zin van zijn klasgenoten. Laatsten beslissen om van huis weg te lopen en te kamperen in een boom aan het huis van Dewey. Dewey moet zorgen voor eten, water, elektriciteit... Als hij hen verlinkt, zullen de anderen verklaren dat dit alles Dewey zijn idee was. Uiteindelijk worden ze gevonden wat op de televisie verschijnt. Door Hal zijn heldendaad wordt hij alsnog aangenomen. Daarop verlaagt Dewey zich opnieuw tot een "emotioneel onstabiel kind" in de hoop dat hij mag terugkeren naar die klas. Hal ontmoet enkele domme bodybuilders aan wie hij basisvaardigheden leert zoals het posten van een brief, het correct invullen van een cheque, ... Lois is heel aardig voor Dewey. Hij zegt Malcolm en Reese dat hij gewoon braaf is, maar zij vinden dit verdacht en concluderen dat Dewey hun doen en laten spioneert en doorgeeft aan hun moeder. Cold open: Hal zoekt zijn bril, maar deze staat omhooggeheven op zijn gezicht. Reese en Malcolm blijven beweren dat ze niet weten waar de bril is. Hal denkt dat de bril mogelijk in de auto ligt, maar is zijn sleutels kwijt terwijl hij die in zijn hand heeft. |             |                          |                |                    |                  |  |
| 110 | 3           | Standee                  | David D'Ovidio | Rob Ulin           | 21 november 2004 |  |
| Hal heeft een enorm krabmeubel gekocht in de hoop dat Lois toestemt om een kat in huis te halen. Daar zij weigert, plaatst Hal het meubel bij de vuilnis. Omwille van de grootte weigert de vuilnisman deze mee te nemen en na een incident wil hij geen enkele vuilnis van de familie ophalen. Uit wraak dumpt Hal zijn vuilnis in de tuin van de vuilnisman met als gevolg dat laatstgenoemde een enorme hoeveelheid vuilnis dumpt in de tuin van Hal. Om dit weg te krijgen, stelen Hal en Reese een vuilniswagen, maar richten een ware ravage aan. Lois heeft haar job teruggekregen bij Lucky Aide. Ze ergert zich aan een reclamebord met een zwarte man met zwabber en bier dat volgens haar racistisch en stereotiep is. Ze kaart dit aan bij Abe en zijn vrienden, maar deze lachen dit weg. Ze vraagt Malcolm om het bord te verwijderen, maar hij weigert omdat hij enkel bevelen opvolgt van zijn eigen baas, maar houdt voor zich dat hij eenzelfde mening heeft als Lois. Omdat Malcolm denkt dat de reactie en bevelen van Lois enkel zijn om hem ook in Lucky Aide te controleren, leidt dit tot een ruzie tussen beiden. Cold open: Reese vraagt Dewey om zijn sokken uit de lade te halen. Dewey maakt aanstalten om andere schuiven te openen behalve die van Reese. Reese opent uiteindelijk zijn eigen schuif, maar wordt geknepen door een krab die hij er in verborgen had met de bedoeling dat Dewey het slachtoffer zou zijn. |             |                          |                |                    |                  |  |
| 111 | 4           | Pearl Harbor             | Peter Lauer    | Neil Thompson      | 05 december 2004 |  |
| Jessica, het nieuwe buurmeisje, komt meer een meer om van haar alcoholverslaafde vader verlost te zijn. Ze manipuleert iedereen zodat ze steeds haar eigen zin krijgt en heeft Lois volledig aan haar zijde. Ze kan Lois zelfs overtuigen voor met z'n allen naar de voorstelling van "Mama Mia!" te gaan kijken. Wanneer ze merkt dat Malcolm en Reese totaal geen zin hebben, maakt ze Malcolm wijs dat Reese homoseksueel is en daardoor stiekem de voorstelling wil zien, en maakt ze Reese hetzelfde wijs over Malcolm. Wanneer Reese en Malcolm de waarheid achterhalen, nemen ze wraak door te veinzen dat Jessica Malcolm een zuigzoen heeft gegeven. Lois ondervraagt Jessica over dit incident. Zij geeft toe dat ze dat heeft gedaan om Malcolm meer zelfvertrouwen te geven. Lois verklaart dan dat ze weet dat Jessica over alles liegt en manipuleert en verbant ze uit het huis. Haar bijbedoeling is dat Malcolm en Reese Jessica stiekem uitnodigen en dat Lois Jessica gebruikt om de twee te controleren. Hal vindt dat zijn overbuur hem steeds overtreft met de kerstversiering. Daarom maakt Hal een constructie in zijn voortuin die Memorial Day uitbeeldt. Doch de overbuur overtreft hem. Als wraak strooien Hal en Dewey een enorme hoeveelheid regenwormen op de constructie van de buurman met als gevolg dat vogels erop afkomen die de hele voortuin besmeuren met vogelpoep. Cold open: Lois wil Jamie ijs geven, maar daar de pot leeg is, geeft ze hem iets anders met de smoes dat het wel ijs is. |             |                          |                |                    |                  |  |
| 112 | 5           | Kitty's Back             | Peter Lauer    | Matthew Carlson    | 12 december 2004 |  |
| Reese loopt ernstige zonnebrand op en begint zijn vel af te pellen. Hij wil zijn hele huid in één groot vel zoals bij een slang. Dat lukt hem uiteindelijk, maar tijdens een discussie met zijn moeder belandt het vel in de stofzuiger. Kitty is plots terug, maar Lois vertelt haar dat ze het eng en onvergeefbaar vindt dat Kitty twee jaar geleden met de noorderzon vertrok. Dit leidt tot een ruzie. Francis is thuis om de verjaardag van Dewey te vieren. Hij wil Dewey tot “het broederschap” doen intreden door hem allerlei viezigheden te laten uitvoeren zoals het drinken van stilstaand water waardoor hij een darminfectie oploopt. Dewey komt tot de conclusie dat er helemaal geen “broederschap” bestaat wat Francis beaamt. Wel zegt hij Dewey dat de vanillekaars de seksuele lusten van Hal en Lois doet oplaaien. Nadat Dewey een slecht rapport heeft, brandt hij de kaars waardoor zijn ouders effectief het rapport vergeten en naar de slaapkamer trekken. Stevie heeft de wedstrijd “meest beleefde man” gewonnen en moet een speech houden. Met behulp van Malcolm wordt de speech opgenomen en gemonteerd. Stevie zal “playbacken” om zo te verdoezelen dat hij slecht kan spreken wegens zijn longproblemen. Reese verwisselt de casette met een eigen speech die tal van scheldwoorden en beledigingen bevat. Cold open: Dewey speelt tijdens de afwas op glazen gevuld met water het Volkslied van de Europese Unie, maar zijn moeder vindt dat hij de afwas verder moet doen. |             |                          |                |                    |                  |  |
| 113 | 6           | Hal's Christmas Gift     | David Grossman | Alex Reid          | 19 december 2004 |  |
| Malcolm voelt zich gekwetst door Reese en Dewey omdat ze hem moedwillig niet vragen om mee te doen met hun activiteiten, maar zijn broers zijn van mening dat hij steeds in het middelpunt van de belangstelling moet staan. Een incident op een parking met een deur die botst op de autodeur van Lois resulteert in een ware ravage daar beide chauffeurs moedwillig op elkaar blijven inrijden. Uit financiële noodzaak wordt beslist dat de familie dit jaar de kerstgeschenken zelf maakt. Dewey maakt een fotokader met een foto van Lois en componeert een sonatine. De kader is versierd en verwijst naar hun hobby’s. Reese heeft zelf confituur gemaakt en Malcolm twee houten klokken. Hal is beschaamd over zijn cadeau – een zelfgemaakt Bogglespel – en beweert een fantastisch cadeau te hebben waar ze naartoe rijden. Om aan geld te geraken laat Hal zich in een tankstation opzettelijk uitschuiven op een vlek olie en door het raam gaan, enkel om de achterhalen dat de eigenaar niet verzekerd is voor zulke ongevallen. Hal vraagt geld aan Francis, maar laatste is ontslagen door Otto na een incident met een postbus/geldautomaat. Malcolm verklapt dat hij de klokken heeft gekocht met een kredietkaart die hij enkele maanden geleden ontving. Hal steelt de kredietkaart om zo een skireis te betalen. Cold open: Nadat Reese in de woonkamer een schilderij beschadigt, vindt hij onder het doek een ander schilderij van Pablo Picasso. Daar hij de schilder niet kent, plakt Reese het bovenste doek met lijm terug vast op de Picasso. |             |                          |                |                    |                  |  |
| 114 | 7           | Hal Sleepwalks           | David D'Ovidio | Gary Murphy        | 16 januari 2005  |  |
| Hal piekert omdat hij niet weet wat te kopen voor Lois voor hun twintigste huwelijksverjaardag. Dit resulteert in slaapwandelen waarbij hij Reese meerdere nachten wakker maakt om advies. Reese heeft al snel door dat Hal alle bevelen uitvoert die hem worden opgedragen en maakt er misbruik van. Malcolm heeft een gitaar geleend om te bewijzen dat hij niet "enkel slim is", maar ook andere talenten heeft. Hij maakt een tekst op een bestaand liedje, maar wordt uitgelachen als zijn familie de wijs herkent: de miauw-song wat wordt gebruikt voor reclame van katteneten en in kwisprogramma's wanneer men een "misprijs" wint. Hanson en Zoe, twee klasgenoten van Dewey, beweren dat ze bevriend zijn met een normale leerling: Kyle Rogers. Kyle overtuigt Hanson en Zoe om zich kandidaat te stellen voor het "hoofd van de leerlingenraad". Dewey heeft onmiddellijk door dat Kyle hen wil vernederen. Als wraak schrijft Dewey Kyle ook in en doet er alles aan om alle leerlingen te overtuigen om niet op Kyle te stemmen zodat laatste zich vernedert zal voelen als blijkt dat niemand op hem stemde. Cold open: Lois en Hal spelen Scrabble. Hal geeft stiekem letters door aan Malcolm die het woord "juvku" doorgeeft; een vogelsoort in Zuid-Afrika. Malcolm doorbreekt de vierde wand en zegt dat het woord niet bestaat, alsook het woord "nazqweb" - een soort tandpasta die de Vikingen gebruikten - waarme Lois 162 punten won. |             |                          |                |                    |                  |  |
| 115 | 8           | Lois Battles Jamie       | Steve Welch    | Michael Glouberman | 23 januari 2005  |  |
| Op weg naar huis vinden Reese, Malcolm en Dewey een grote springplank. Ze beslissen om de plank mee te nemen en te verbergen in de tuin zolang ze niet weten wat ermee te doen. Lois is ten einde raad over het gedrag van Jamie: hij spuugt zijn eten uit, krabt, bijt, geraakt uit zijn kinderzit, verstopt zich, maakt dingen stuk... Om haar zelfvertrouwen terug te winnen, laat Hal Francis overkomen om over zijn kindertijd te praten. Hieruit blijkt dat Lois wel een goede moeder was, maar Hal geen goede vader. Dat veranderde nadat Francis brandstof in het huis en op een teddybeer goot en op het punt stond dit alles in brand te steken. Uiteindelijk blijkt het gedrag van Jamie aan Reese te liggen: hij geeft de peuter dagelijks een grote hoeveelheid energiedrank. Reese, Malcolm en Dewey hebben een idee: Reese bindt vuurwerk rond zijn lichaam, steekt het aan, beklimt de ladder en springt van de plank in een zwembad. Echter: bij het beklimmen van de ladder blijkt het geheel totaal rot te zijn en stort in. Reese verbrandt zich door het vuurwerk dat afgaat. Cold open: Hal belt zijn baas om te zeggen wie verantwoordelijk is voor de computercrash waarbij alle gegevens van de afgelopen maanden zijn verloreren gegaan. Op dat ogenblik komt Malcolm binnen met de melding dat het krasbiljet geen grote geldprijs is, maar enkel kan worden ingewisseld voor een ander biljet. Daardoor moet Hal iets verzinnen en schuift hij de vermoedelijke schuld op een collega. |             |                          |                |                    |                  |  |
| 116 | 9           | Malcolm's Car            | Peter Lauer    | Alex Reid          | 30 januari 2005  |  |
| Reese is in een chatroom in contact gekomen met Heinrich, een pervert. Reese gebruikt nu de berichten als chantagemiddel omdat hij minderjarig is. In ruil zal Heinrich voor hem op paardenraces gokken en het geld verdelen. Ondanks het illegaal is, gaat Malcolm akkoord dat hij de paarden uitkiest. Ze winnen een klein bedrag waarmee Malcolm een Plymouth Barracuda uit 1967 koopt, maar de auto is een wrak. Toch wil Malcolm koste wat het kost de auto renoveren, maar de problemen en mankementen blijven zich opstapelen. Omdat de haarkapper fors is opgeslagen, verplicht Lois Hal om haar haar verder te knippen. Hal blijkt een talent te zijn en start in zijn huis een eigen kapperszaak. Daar ontdekt hij dat Paula een affaire heeft met haar golfleraar Craig. Lois spreekt Craig hierover aan omdat hij zijn job zal verliezen als dit uitkomt; Paula is namelijk de vrouw van hun baas Frank. Reese wint 11500 dollar met de paardenrace en krijgt van Heinrich een cheque. Door zijn minderjarigheid overtuigt hij Craig om het geld te innen, maar Craig houdt het geld voor zich. Daar Malcolm ondertussen geobsedeerd is door de auto, maakt hij geen tijd vrij voor Stevie en Reese die op hun beurt een consulent inschakelen. Malcolm raakt opgesloten in de garage en kan de motor van de auto niet afzetten. Daardoor dreigt hij te stikken omwille van de uitlaatgassen, maar wordt tijdig gered door Stevie. Cold open: Telkens Hal op de buik van Jamie drukt, gaat er een geluidje af. Daarop roept Hal naar Lois dat de autosleutels zijn gevonden. |             |                          |                |                    |                  |  |
| 117 | 10          | Billboard                | Bryan Cranston | Rob Ulin           | 13 februari 2005 |  |
| Malcolm, Reese en Dewey vandaliseren een reclamebord van een stripclub dat enkele meters boven de grond hangt, maar worden betrapt. Als smoes veinzen ze dat ze opkomen voor de rechten van de vrouwen en het niet eens zijn met de seksuele uitbuiting van dames. Ze barricaderen de toegang naar het bord en verkondigen er zo lang te blijven als nodig is. Al vlug krijgen ze aanhang van andere protestanten. Er arriveren nieuwszenders en het item krijgt zelfs aandacht op nationale televisie. Een zekere Wendy herkent Hal en zoekt hem op. Hal leende van haar ooit 400 dollar, maar heeft die nooit terugbetaald. Wegens inflatie en rente eist ze nu 10 000 dollar. Lois probeert iedereen te overtuigen dat haar zonen een grap wilden uithalen en dat hun actie niets betekent, maar wordt niet gehoord. Daarnaast is het een verkiezingsjaar en willen de commissaris en burgemeester geen actie ondernemen uit vrees stemmen te verliezen. Lois onderneemt enkele pogingen om haar zonen tegen elkaar op te zetten, maar dat mislukt. Hal geniet van de media-aandacht en vertelt over hoe hun perfecte gezin problemen aanpakt. Ten einde raad veinst Lois dat Dewey dringend medicatie nodig heeft omwille van zijn diabetici en de commissaris en de burgemeester niet willen ingrijpen. Daarop wordt onmiddellijk overgegaan tot evacuatie van de drie. Tijdens de afdaling spreekt Reese de menigte toe: de dame op het reclamebord is niet echt, en als ze echt was, dan was ze in werkelijkheid anders dan hoe ze wordt afgebeeld. Cold open: Lois en Hal zijn verbaasd dat Jamie al enkele woorden kan opschrijven, maar het blijkt Reese zijn huiswerk te zijn. |             |                          |                |                    |                  |  |
| 118 | 11          | Dewey's Opera            | Linwood Boomer | Eric Kaplan        | 20 februari 2005 |  |
| Malcolm, Reese en Stevie lezen in een magazine over straatrodelen, een sport die meer en meer op de openbare weg wordt gedaan en daardoor gevaarlijk is. Door Stevie zijn beperking maken Malcolm en Reese stiekem een eigen bord en neemt Malcolm deel aan de races. Hij wordt telkens door eenzelfde deelnemer van de weg geduwd. Lois heeft een kingsizebed gekocht, maar dat ontaardt in een ruzie tussen haar en Hal. Hal is van mening dat Lois meer en meer afstand wil en dat hij uiteindelijk in een andere kamer zal moeten slapen. Dewey kijkt uit verveling op televisie naar een opera, raakt geïntegreerd door het lied Vide cor meum en beslist om zelf een opera te schrijven. Het verhaal is gebaseerd op de ruzie tussen Hal en Lois en via zijn fantasie wordt in ware opera-stijl getoond wat het verhaal is. Malcolm tracht ultieme wraak te nemen op de rodelaar en vertelt in geuren en kleuren aan Stevie wat zijn plannen zijn, maar hij beseft niet dat Stevie de betreffende rodelaar is. Hierdoor is Stevie voorbereid en wint hij de race. Dan gaat het mis en wordt Stevie weggekatapulteerd en beide armen breekt. De klas van Dewey brengt de opera voor alle leerlingen en ouders. Hal en Lois zijn blij dat iedereen het talent van Dewey kan zien en zijn benieuwd naar het verhaal. De opvoering zelf wordt niet getoond. Cold open: Lois vraagt Hal of hij de keuken "babyproof" heeft gemaakt, wat hij beaamt. Wanneer Jamie in de keuken komt en een kast opendoet, brengt Reese hem aan het schrikken. |             |                          |                |                    |                  |  |
| 119 | 12          | Living Will              | Steve Love     | Jennifer Celotta   | 06 maart 2005    |  |
| Hal vindt het moeilijk om beslissingen te nemen en laat deze over aan Lois. Nu wordt hij aangesteld als uitvoerder van het testament van zijn buurman meneer Edelman. Er is onenigheid in die familie en daar alle andere buren vrienden zijn van meneer Edelman is Hal de enige die neutraal kan beslissen. Hal is verbaasd dat hij moet beslissen of de comateuze Edelman in leven moet blijven of niet. Dit bezorgt hem zulke stress dat hij een conversiestoornis krijgt en gedeeltelijk lam is. Hij komt pas terug uit deze toestand nadat Lois hem zegt dat hij wel beslissingen kan nemen en de moeilijkste was om met haar toch te trouwen aangezien iedereen tegen het huwelijk was. Craig wil vechtlessen van Reese, Malcolm en Dewey om zijn pester aan te pakken. Die pester blijkt zijn vader Vic te zijn. Vic heeft een fitnessimperium en wil dat overdragen aan Craig. Craig wil dat niet omdat zijn vader hem altijd vernedert onder andere omwille van zijn uiterlijk, gedrag en obesitas. Vic kan Craig uiteindelijk overtuigen omdat zijn moeder ook een fitnessfanate was. Malcolm vindt een foto van Craig's moeder en daaruit blijkt dat zij ook obees was. Ze stierf niet in een tornado, maar ging een relatie aan met een bakker. Er wordt geïnsinueerd dat ze nog leeft. Destijds verloor ze de rechtszaak over het hoederecht. Daardoor komt Craig op zijn beslissing terug en stuurt zijn vader weg. Hal vindt een oplossing voor het "probleem Edelman", maar de oplossing zelf wordt niet kenbaar gemaakt enkel dat het iets met vogels en RadioShack heeft te maken. Cold open: Hal en Lois halen herinneringen op aan de hand van röntgenfoto's van hun kinderen. Nadat ze door foto's zijn, beslissen ze om door de stapel processen-verbaal te gaan die hun kinderen ooit kregen. |             |                          |                |                    |                  |  |
| 120 | 13          | Tiki Lounge              | Peter Lauer    | Jay Kogen          | 13 maart 2005    |  |
| Hal en Lois komen tot de conclusie dat ze slechts enkele minuten per dag met elkaar spreken. Daarom wordt de garage omgebouwd tot een rustoord voor hen tweeën. Hier ontstaat onenigheid, daar Hal in een vorm van leven na de dood gelooft en Lois niet. Malcolm wordt door meneer Herkabe verplicht om lid te worden van "Booster Club", een schoolvereniging die zich inzet voor goede doelen. Achterliggende reden is dat Herkabe Malcolm chanteert met papieren om op de universiteit toegelaten te worden. Een andere reden is dat Malcolm het tiende lid wordt en Herkabe daardoor van de schoolgemeenschap een bonus krijgt. Malcolm is al snel van mening dat de groep zich meer inzet voor hun eigen belangen en dat ze daardoor meer uitgeven dan inzamelen. Malcolm zegt Herkabe dat hij stopt daar hij de anderen enerverend vindt, maar Herkabe zegt dat dat in omgekeerde richting ook is. De Booster Club organiseert een "casino-avond" waar Malcolm aangesteld wordt als veilingmeester voor spullen die niemand wil. Als soort van wraak veilt hij persoonlijke bezittingen van de leden van de Booster Club zoals genante foto's en brieven. Hij veilt zichzelf: de koper mag Malcolm zijn mond een week toeplakken met ducttape. Lois is verbaasd over Malcolm zijn reactie, maar hij legt uit dat hij niet altijd zijn zin mag krijgen. Door deze uitspraak beseft ze dat ze Hal moet bijstaan in zijn geloof over het leven na de dood. Reese wil aantonen dat Jamie "even dom" is, maar Jamie is hem te slim af. Cold open: De familie bedankt Lois voor het heerlijke eten. Lois zegt daarop dat ze te laat in de winkel was wegens het aanrijden van een opossum. Op de vraag welk vlees er dan op het bord ligt, zegt ze na enige aarzeling dat ze nog iets in de diepvriezer heeft gevonden. |             |                          |                |                    |                  |  |
| 121 | 14          | Ida Loses a Leg          | Steve Welch    | Andy Bobrow        | 20 maart 2005    |  |
| Ida is op bezoek en redt Dewey van een aankomende camion, maar verliest daarbij zelf een been. Lois brengt haar moeder terug naar Manitoba en verplicht Francis om voor zijn grootmoeder te zorgen daar hij geen job of andere bezigheid heeft. Francis komt te weten dat hij op zeer jonge leeftijd al zes maanden werd gedumpt bij Ida omdat Hal een nieuwe job had, Reese al een lastpak was en Lois het allemaal niet meer aankon. Lois verontschuldigt zich eindelijk bij Francis omwille van het feit dat ze onder andere een slechte moeder was. Hoewel Francis altijd hoopte dat zijn moeder zich oprecht zou verontschuldigen, voelt hij zich niet beter. Dewey voelt zich schuldig over het ongeval en wil het geamputeerde been eren. Hij telefoneert naar het ziekenhuis, doet zich voor als secretaresse van dokter Weiss en geeft de opdracht het been op te sturen daar Weiss dronken was en er een trouwring in het been is gesukkeld. Dewey wil het been begraven, maar Hal heeft net een hond gekocht die met het been gaat lopen. Malcolm en Reese willen elkaar vastplakken op de grond met superlijm. Daardoor slapen ze enkele nachten niet uit vrees dat de andere hem plakt. Uiteindelijk geven ze het op en plakken ze zichzelf vast. Hoe ze losgeraken wordt niet getoond. Cold open: Lois staat onder de douche. Reese wil een grap met haar uithalen, maar zij zegt dat ze dan het douchegordijn zal openen waarop Reese de badkamer verlaat. |             |                          |                |                    |                  |  |
| 122 | 15          | Chad's Sleepover         | David D'Ovidio | Rob Ulin           | 27 maart 2005    |  |
| Malcolm komt aan op school en blijkt de enige leerling te zijn die niet wist dat het "algemene spijbeldag" is en daardoor beseft dat hij geen vrienden heeft. 's Avonds vraagt hij Reese wat hij deed, maar daaruit blijkt ook dat hij "gewoon spijbelde" en ook geen weet had van de "algemene spijbeldag". De twee vragen zich af wat de oorzaak is waaronder: is Malcolm te egoïstisch en Reese te agressief? Of is het net uit jaloezie van de anderen dat de twee deze gaven hebben...? Lois vertelt Hal dat een collega haar man betrapte met vrouwenkleding en dat al jaren stiekem deed. In een flashback is te zien hoe een dronken Hal naaktfoto's trok van Lois toen ze sliep. De blender is stuk en Lois gaat op zoek naar het garantiebewijs. Chad - een klasgenoot van Dewey - komt overnachten. Hoewel niet expliciet vermeld, heeft Chad wellicht een extreme vorm van OCS en sorteert alles naar grootte, op kleur, waarbij het hoort... Malcolm verneemt dat er een "spookhuis"-feestje wordt gehouden en hij en Reese gaan verkleed in dat thema. Ze beuken de deur in met als doel de anderen te laten schrikken. Het blijkt helemaal geen feestje te zijn. Malcolm en Reese vragen de aanwezigen waarom ze worden gehaat. In volgend shot zeggen Malcolm en Reese dat er wel goede redenen werden opgesomd, maar die blijven verder ongekend. Het garantiebewijs wordt uiteindelijk gevonden: het werd door Chad geplakt aan de blender, maar ook heeft Chad de naaktfoto van Lois op haar rug geplakt. Hal blijkt ook een vorm van OCD te hebben: hij kleurt sommige letters en cijfers in encyclopedieën in. Met die truc verlegt hij Chad zijn aandacht naar de encyclopedie en kalmeert. De ouders van Chad komen langs daar ze zijn kalmeringspillen zijn vergeten af te geven. Cold open: Reese is op zoek naar iets wat heel hard stinkt: een rotte sla is niet voldoende... Uiteindelijk ruikt hij aan laarzen waarin een buidelrat beviel. Dan komt Hal uit het toilet en gaat Reese binnen. Daaruit kan men concluderen dat Hal zijn uitwerpselen zo stinken dat Reese op zoek was naar iets dat nog harder stinkt om zo de toiletgeur draagbaar te maken. |             |                          |                |                    |                  |  |
| 123 | 16          | No Motorcycles           | Jimmy Simons   | Andy Bobrow        | 03 april 2005    |  |
| Francis en Piama komen over om zijn 21ste verjaardag te vieren. Hij herinnert er Hal aan dat ze 12 jaar eerder een bloedverbond sloten waarbij Hal hem op zijn 21ste verjaardag zal meenemen voor een motortocht. Hal herinnert zich de belofte en huurt stiekem twee motors. Scholier Randy Zane staat buiten het huis met een honkbalknuppel. Malcolm, Reese en Dewey zijn bang dat hij hen iets zal aandoen omwille van een grap die ze uithaalden. De drie durven niet meer buitengaan wat tot frustraties leidt. Dewey is de eerste die de confrontatie aangaat en krijgt klappen. Wanneer hij binnenkomt, zegt hij opgelucht te zijn dat hij niet meer bang/gefrustreerd hoeft te zijn, maar dat hij niet de jongen is die Randy zocht. Vervolgens gaat Reese de confrontatie aan en exact hetzelfde gebeurt. Wanneer Malcolm de confrontatie aangaat, blijkt Randy zich van huis te hebben vergist en vertrekt. Reese en Dewey zijn geërgerd omdat Malcolm geen klappen kreeg, dus ze tuigen hem dan zelf af. Tijdens de motortrip merkt Hal op dat Francis hem niet betrok bij belangrijke evenementen: zo blijkt Francis enkele maanden geleden afgekickt te zijn van een alcoholverslaving waar Hal geen weet van had. Lois en Piama zijn furieus dat hun echtgenoten zijn vertrokken en nemen wraak door enkele van hun persoonlijke spullen te breken en ze beramen welke straf ze opleggen. Hal en Francis zijn zich hiervan bewust en ze verwonden elkaar opzettelijk onder het mum dat ze beiden gevallen zijn met de motor, een smoes die werkt. Omwille van de verwondingen van zowel Reese, Malcolm, Dewey, Hal en Francis moet het eten van het verjaardagsfeest geblenderd worden. Cold open: Dewey doet er alles aan zodat Reese hem met een natte handdoek zou slaan, maar Reese blijft ongeïnteresseerd in bed liggen. In volgend shot zegt Dewey tegen zijn moeder dat Reese wel degelijk ziek is. |             |                          |                |                    |                  |  |
| 124 | 17          | Butterflies              | David Grossman | Michael Glouberman | 10 april 2005    |  |
| Het is vakantie en in Lucky Aide start Wendy met een studentenjob, een meisje waar Malcolm oog voor heeft. Tot zijn ontsteltenis heeft Lois geregeld dat hij in die periode nachtshiften moet draaien. Malcolm ontdekt tussen de rekken van Lucky Aide een man die er naar eigen zeggen al drie jaar leeft en nooit werd opgemerkt. Als Malcolm hem niet verraadt, geeft hij tips hoe Wendy in te palmen daar hij veel over haar weet door het afluisteren van haar telefoongesprekken die ze doet tijdens haar werk: haar hobby’s, wat ze graat ziet en eet... Malcolm tracht Wendy daarmee te imponeren, maar zij concludeert dat hij haar stiekem stalkt wat leidt tot een contactverbod. Dewey is blij met de nachtdienst: nu heeft hij eindelijk het bed voor zichzelf. Reese werkt als jobstudent bij een ongediertebestrijdingsfirma. Hij raakt gehecht aan een doos vol rupsen en wil deze met alle middelen beschermen. Wanneer ze ontpoppen is de kamer vol vlinders waardoor Reese een traumatische aanval krijgt en sindsdien bang heeft van alles wat op een vlinder lijkt. Cold open: Reese is op zoek naar snacks om tijdens het kijken naar televisie op te eten. Daar hij niets vindt, zoeken hij en Dewey naar alle snoeprestanten in de zetels, op de vloer... |             |                          |                |                    |                  |  |
| 125 | 18          | Ida's Dance              | Steve Welch    | Eric Kaplan        | 17 april 2005    |  |
| Malcolm heeft zich op school ingeschreven voor "muziekappreciatie" wat hem eenvoudig een A zal opleveren, maar hij krijgt tot zijn verbazing een F. Dewey is blij met deze F daar Malcolm eindelijk eens in iets "niet de beste" is. Deze opmerking ergert Malcolm zo dat hij de stereo volledig opendraait wanneer Dewey een koptelefoon draagt en daardoor voor enkele dagen doof wordt. Dewey neemt wraakt door een gastoeter aan megafoons te hangen waardoor Malcolm - door Jamie, want Dewey wilde het uiteindelijk niet doen - ook tijdelijk doof wordt. Na een telefoontje met haar moeder concludeert Lois dat Ida dement is geworden en zich waant in haar thuisland. Daarom gaat Lois haar moeder voor vijf dagen opzoeken. Bij aankomst blijkt dat ze enkele landgenoten heeft ontmoet waarmee ze "St.-Grotusdag" gaat vieren; een feestdag in hun land van herkomst die gepaard gaat met traditionele klederdracht, dans en het bakken van een grote, complexe taart waarin onder andere alle ingrediënten exact op de juiste plaats moeten zitten. Lois krijgt de opdracht de taart te bakken. Ze slaagt uiteindelijk in de poging, maar omdat eerdere versies mislukten, hebben de dames uit voorzorg ook zulke taart gebakken waarop Lois beide taarten vernietigt. Hal en Reese houden een "griezelfilmmarathon", maar de films beangstigen Hal zo erg dat hij schrikt van alles wat om hem heen gebeurt in zijn dagelijkse leven. Cold open: Reese opent een brief van school waaruit blijkt dat hij geschorst is. Hij scheurt het papier in stukken, doet het in een kommetje, overgiet het met saus en laat het opeten door Jamie. |             |                          |                |                    |                  |  |
| 126 | 19          | Motivational Speaker     | Steve Love     | Rob Ulin           | 24 april 2005    |  |
| Hal en zijn collega's moeten een cursus "motivatie" volgen. Daar de lesgever op zeker ogenblik dringend weg moet, wordt Hal - eerder toevallig - de lesgever. Met pure improvisatie en geen plan is hij in staat zijn collega's enorm te motiveren. Dat heeft tot gevolg dat een van zijn medecollega's door die peptalk baas van de afdeling wil worden en een gehele reorganisatie met afvloeiingen wil uitvoeren. Lois is teleurgesteld wanneer blijkt dat Dewey regelmatig bij een andere "moeder" aanklopt. Dewey maakt het goed door een grote tattoo op zijn buik en borstkas te laten zetten waaruit blijkt dat hij van Lois als moeder houdt. Reese trekt met straathonden op en waant zich een lid van de roedel. Hij krijgt allerhande hondenkuren en wordt uiteindelijk de leider van de groep. De honden worden gevangengenomen en Reese wordt thuis door de politie afgezet na een incident in een kippenhok. Cold open: Malcolm, Reese en Dewey spelen een variant op Steen, papier, schaar: aap, inktvis, kangoeroe, maar weten zelf niet wie van wat wint. |             |                          |                |                    |                  |  |
| 127 | 20          | Stilts                   | Linwood Boomer | Michael Glouberman | 01 mei 2005      |  |
| Hal spreekt Lois aan over het feit dat ze stiekem schoenen heeft gekocht van 45 Amerikaanse dollar en ze daarvoor geen budget hebben, maar zij verklaart dat het namaakschoenen zijn. Daarop ziet hij op de telefoonrekening dat iemand voor 18 dollar naar een betalend nummer heeft gebeld. Hal belt naar het nummer en komt uit op een erotische lijn, breekt het gesprek af, maar hangt de telefoon niet goed op waardoor de lijn niet wordt verbroken en dit uiteindelijk meer dan 800 dollar kost. Om Lois niet kwaad te maken, koopt hij de echte schoenen en biecht op dat hij voor 800 dollar heeft getelefoneerd. Dit leidt tot een mondeling gevecht waarbij Lois en Hal afwisselend anekdotes aanhalen waarbij de een de ander een hak heeft gezet. Om geld te verdienen geeft Reese zich bij diverse bedrijven op als "tester van experimentele medicijnen" waardoor hij een enorm aantal pillen moet slikken. In Lucky Aide wordt Sam - een steltloper die verkleed als Uncle Sam allerlei promoties omroept - ontslagen. Lois heeft geregeld dat Malcolm de nieuwe Uncle Sam is. Lois heeft enkele jaren geleden juwelen verloren. De vinder krijgt een beloning. Dewey ontdekt nu dat Jamie regelmatig juwelen bij zich heeft. Dewey maant Jamie aan hem naar de vindplaats te brengen. Uiteindelijk blijkt dat Jamie de juwelen steelt bij de buren die er de politie bijhalen. Onder invloed van de medicijnen steelt Reese een politiepaard. Sam wil wraak nemen op Malcolm wat leidt tot een hilarisch gevecht op stelten. Cold open: Lois vindt in de schuif van Reese een pornografisch boekje. Ze overplakt alle gezichten met haar foto. Reese moet daardoor kokhalzen van walging. |             |                          |                |                    |                  |  |
| 128 | 21          | Buseys Take a Hostage    | David D'Ovidio | Gary Murphy        | 08 mei 2005      |  |
| Hal gaat voor de eerste keer naar de buurtvergadering. De huidige voorzitter is blij dat er na 15 jaar eindelijk iemand komt. Malcolm overtuigt zijn vader om de rol van voorzitter over te nemen om de buurt aangenamer te maken, maar Hal heeft een andere visie die uiteindelijk tot protest leidt van alle buurtbewoners. Dewey en zijn klasgenoten moeten al een hele tijd voor ongekende reden sleutelkoorden maken en nemen de schooldirecteur, hun leraar en nog enkele anderen als gijzelaars. Francis heeft een job als leider gevonden op zomerkampen en hij en Dewey testen diverse spelletjes uit. Ze achterhalen uiteindelijk dat de directeur en de leraar de leerlingen kinderarbeid laten uitvoeren en de koorden verkopen in allerhande baanwinkels. Reese is ontstelt daar hij zijn eindexamens moet maken en niemand hem dat had verteld. Malcolm zegt dat het meerkeuzevragen zijn met twee mogelijke antwoorden dus er is vijftig procent kans om het juiste te gokken. Uiteindelijk is Reese gebuisd en hij heeft alle antwoorden fout. Hij is gelukkig: hij studeerde net om te falen zodat hij zijn jaar kan overdoen en niet naar de hogeschool of universiteit moet. Cold open: Lois en Reese kijken naar televisie en bespreken de verhaallijnen. Wanneer Malcolm binnenkomt, beginnen Reese en Lois ruzie te maken. Nadat Malcolm de kamer heeft verlaten, zegt Lois aan Reese dat er wel meer mannen zijn die naar soapseries kijken. |             |                          |                |                    |                  |  |
| 129 | 22          | Mrs. Tri-County          | David D'Ovidio | Gary Murphy        | 15 mei 2005      |  |
| Om haar belachelijk te maken, schrijven Reese, Dewey en Malcolm Lois in voor de "drielandenmissverkiezing" en vullen bij alle vragen het omgekeerde in van haar personaliteit. Lois wordt geselecteerd en ze is blij dat haar kinderen positief over haar denken en beslist mee te doen. Meneer Herkabe is jurylid en hij chanteert Malcolm om liefdesbriefjes door te geven aan een van de kandidates want anders zou dat een negatieve invloed hebben op de punten van zijn moeder. Reese steelt het "boek waaraan een miss moet voldoen", komt tot de conclusie dat hij een perfecte lichaamsbouw heeft en wil model worden. Lois krijgt in de voorrondes de vraag "Hoe heeft het moederschap je jong blijven houden?" Hierop antwoordt ze dat het net het omgekeerde is: je moet voor de kinderen zorgen, je eigen dromen opbergen... maar het is uiteindelijk een wonderbaarlijke vloek. Dit antwoord leidt tot een ovatie. De andere deelneemsters willen Lois boycotten en in een volgende ronde dragen ze allen een diadeem. Echter, net voor ze opgaan, verwijderen die deelneemsters het haartooi waardoor Lois als enige met de diadeem op het podium staat. Dit leidt tot ontsteltenis bij het publiek want de diademen zijn de prijzen. Lois wil daardoor opgeven, maar Hal overtuigt haar om verder te gaan. In de volgende ronde brengt Lois - onder begeleiding van Dewey op de piano - een prachtig fluitgezang en wint ze de wedstrijd. In de eindscène dagdroomt Reese op het podium hoe het publiek hem feliciteert met zijn overwinning als kandidaat. Cold open: Hal vraagt Malcolm om hem te helpen bij een klus want Reese raakt steeds gewond. Malcolm moet een houten plaat vasthouden, Hal zaagt met een elektrische zaag een gedeelte weg en raakt daarbij net niet het hoofd van Malcolm. |             |                          |                |                    |                  |  |

## Seizoen 7
| Nr. serie | Nr. seizoen | Titel van aflevering   | Regisseur                     | Schrijver                     | Uitzenddatum      |  |
| --- | ----------- | ---------------------- | ----------------------------- | ----------------------------- | ----------------- |  |
| 130 | 1           | Burning Man            | Peter Lauer                   | Michael Glouberman            | 30 september 2005 |  |
| Lois en Hal ontdekken dat Reese en Malcolm naar "Burning Man" wilden, een festival in de woestijn. Nadat Malcolm uitlegt dat het onder andere een interactief experiment is met kunst en muziek beslist het gezin met z'n allen te gaan. Hal heeft van zijn baas een luxekampeerwagen geleend. Eenmaal gearriveerd muizen Reese en Malcolm ervandoor zodat Dewey alle klusjes moet doen zoals het aanleggen van een perimeter. Hal wil hotdogs bakken, maar de festivalgangers zijn van mening dat hij een artiest is. Dit niet wetende, krijgt hij meer en meer fans wat hem tot bijna waanzin drijft en daardoor nog meer aandacht krijgt. Malcolm is in een cactus getrapt en omdat er een lange wachtrij is bij de EHBO wordt hij door een man gebracht naar Anita, een vrouwelijk sjamaan. Ondanks ze eenzelfde leeftijd heeft als Lois en ze misschien knettergek is, klikt het tussen de twee en Malcolm brengt bij haar de nacht door, maar zij stuurt hem de volgende dag weg. Lois amuseert zich te pletter, doet mee met een blote-borsten-parade en laat bij Jamie henna-tattoos zetten. Reese doet aan zoveel activiteiten mee als hij kan. Dat wordt opgemerkt door de organisatoren en hij wordt aangeduid als degene die de "houten man" in brand mag steken op de laatste dag. Reese wil dat niet want hij vindt de "burning man" een kunstwerk dat niet verbrand mag worden. Hal is de aandacht beu en vertrekt met de kampeerwagen op zoek naar de anderen. Reese gooit als protest tegen het opbranden van de houten constructie de brandende fakkel weg, die belandt in de kampeerwagen en het geheel ontploft. Cold open: Lois heeft koekjes gebakken. Wanneer Reese er een wil nemen, zegt ze dat dat voor Dewey is omdat ze zijn medicijnen er in heeft vermengd. Lois geeft zelf een koekje aan Reese, maar die bedenkt zich dat het koekje ook medicatie kan bevatten, wat zijn moeder ontkent. Daarop geeft Lois Reese een tweede koekje met de melding dat dit twintig minuten later moet worden opgegeten. |             |                        |                               |                               |                   |  |
| 131 | 2           | Health Insurance       | Steve Welch                   | Rob Ulin                      | 07 oktober 2005   |  |
| Nadat Hal ontdekt dat hij de hospitalisatieverzekering niet heeft betaald en de makelaar pas op maandag actie wil nemen, bergt hij alle - volgens zijn mening - gevaarlijke voorwerpen op in de garage en barricadeert deuren en vensters zodat zijn zonen niet naar buiten kunnen. Wanneer Hal een nagel in de veranda in het hout klopt, stort de veranda in waardoor zijn knieschijf uit de kom is. De jongens bellen Lois op haar werk dat er een noodsituatie is. Hal biecht de jongens op dat Lois niet mag weten dat de verzekering verlopen is, dus bij haar aankomst maken ze ze wijs dat ze hebben gewed hoelang het duurt eer ze thuis is in een noodgeval. Er wordt een pseudo-dokter geroepen die de knieschijf zonder verdoving handmatig terug op de juiste plaats zet. Pattie - een medewerkster bij Lucky Aide - wordt ontslagen nadat is uitgekomen dat ze stiekem een vakbond wil oprichten. Lois is er - onterecht - zeker van dat Craig dit heeft verteld aan haar baas: Craig was tijdens een geheime vergadering tegen de vakbond en Lois overhoorde een dubieus gesprek tussen Craig en de baas. Lois kan iedereen overtuigen. Craig was al die tijd bezig met een verrassingsfeest voor Lois haar tien jaar dienst. Omdat iedereen kwaad is op Craig, komt niemand op het feestje opdagen. Cold open: Dewey en Malcolm laten Reese aan snel tempo ijs eten zodat hij een ijshoofdpijn zou krijgen. Malcolm stelt vast dat - hoewel niet wetenschappelijk bewezen - er toch een verband moet zijn met Reese zijn hersenen en het niet krijgen van zulke hoofdpijn. |             |                        |                               |                               |                   |  |
| 132 | 3           | Reese vs. Stevie       | Linwood Boomer                | Alex Reid                     | 21 oktober 2005   |  |
| Hal achteraalt dat Dewey zijn vergeten verborgen sigaretten heeft gevonden en reeds verslaafd is. Hal stelt daarom voor dit incident niet aan Lois te vertellen en dat hijzelf stopt met koffie drinken. Wanneer ze elkaar betrappen, slaan de rollen om: Hal krijgt terug zijn sigarettenverslaving en Dewey een koffieverslaving. Omdat Jamie nog steeds niet praat, vertelt Lois haar hele levensverhaal uit haar jeugd en komt tot de conclusie dat het niet haar ijdelheid is waardoor ze slechte herinneringen heeft, maar dat dit alles de schuld is van haar moeder. Reese daagt Stevie uit voor een gevecht. Reese traint door zich uren in ijskoud water te leggen waardoor hij niets voelt, maar daardoor kan hij ook niet stappen. Stevie werkt mee aan een project van de firma Novet Bio-Medical waardoor hij een "robot-exoskelet" aan heeft en kan gaan. Hij tuigt Reese af. Omwille van het niet-geoorloofd gebruik van het exoskelet wordt Stevie uit het project gezet. Lois ontdekt de sigarettenverslaving en verplicht Hal om de sigaretten weg te doen. Elke sigaret die Lois vindt, zal Hal moeten opeten. Cold open: Lois luistert naar de radio naar een moordhoorspel, maar wanneer de clue kenbaar wordt gemaakt, verstoort Reese het radiosignaal en vertelt zijn eigen einde. |             |                        |                               |                               |                   |  |
| 133 | 4           | Halloween              | David D'Ovidio                | Andy Bobrow                   | 28 oktober 2005   |  |
| Het is de vooravond van Halloween. Malcolm, Reese en Dewey nemen deel aan een "dodentocht" waarbij een touroperator voorbij huizen rijdt waar gruwelijke moorden werden gepleegd. Tot hun verbazing stopt de auto aan hun huis. Blijkbaar leefde er vroeger een gezin waar de vader al zijn familieleden vermoordde, in stukken hakte en de lichaamsdelen doorheen het huis verspreidde. Na een week pleegde de dader zelfmoord. Wanneer op Halloween Lois bevestigt dat ze dat wist, vreest Hal dat de geest van de moordenaar nog aanwezig is. Lois moet onverwacht werken waardoor Jamie met Dewey en Reese moet meegaan op "Trick Or Treat"-tocht en zal ze tijdens haar pauze even langskomen. Die pauze duurt langer dan verwacht omwille van een winkeldiefstal. Malcolm is ziek en gaat niet mee op tocht. Hij overtuigt Hal even dat de moorden in het huis van de buren gebeurden, maar valt door de mand. Reese en Dewey bekogelen een oude man met eieren. Tijdens hun vlucht nemen ze een ander kind mee dat hetzelfde kostuum draagt als Jamie. Jamie komt alleen thuis en verstopt zich in de verwarmingsschacht. Daardoor galmen zijn geluiden door de roosters waardoor Malcolm uit schrik door een vensterraam springt. Cold open: Dewey doet Malcolm en Reese een voorstel: hij neemt de verantwoordelijkheid op voor dingen die zij mispeuterden in ruil voor 5 dollar per incident. Reese biecht op dat hij een gat in de muur sloeg, Malcolm dat hij een camera brak. Daarop komt Lois binnen en neemt Malcolm en Reese mee. Zij had een afspraak met Dewey waardoor deze niet gestraft zou worden voor iets dat hij mispeuterde, maar in die afspraak werd besproken dat zij pas zou binnenkomen nadat hij het geld van zijn broers had gekregen. |             |                        |                               |                               |                   |  |
| 134 | 5           | Jessica Stays Over     | Alex Reid                     | Matthew Carlson               | 04 november 2005  |  |
| Omwille van familiale problemen komt buurmeisje Jessica logeren. Ze leert Malcolm manieren aan om Lois emotioneel te chanteren zodat hij de auto krijgt, naar een feestje mag... Tot zijn verbazing werkt dit, maar krijgt wroeging en biecht uiteindelijk dit alles op aan zijn moeder. Hal heeft een bijenkorf vernietigd, sindsdien wordt hij achtervolgd door de enige overlevende bij. Hal doodt de bij door met zijn auto frontaal op een muur te rijden waarop de betreffende bij zit. Reese heeft voor een schooltaak de Chinese Zhao Lee als pennenvriend aangesteld gekregen. Reese is niet blij want Zhao wil hem geen illegale spullen opsturen zoals vuurwerk en zich niet verontschuldigen voor de Chinese aanval op Pearl Harbor niet beseffende dat het Japan was. Daarom post hij zichzelf in een krat gevuld met levensnoodzakelijke middelen naar China, maar Dewey zet de kist in de garage en verzint manieren zodat het voor Reese lijkt alsof hij in een vliegtuig zit. Mike - de Aziatische vriend van Jessica - opent na drie dagen de kist. Reese wil "Zhao" aftuigen, maar omwille van zijn stramheid lukt dit niet en is het Mike die hem rammel geeft. Cold open: Reese wil dat Jamie zijn stuk chocolade afgeeft. Jamie werpt ogenschijnlijk de reep weg - maar houdt hem in zijn hand - waarop Reese maniakaal in de woonkamer op zoek gaat. Malcolm merkt op dat Jamie goed is: hijzelf deed dat pas op vijfjarige leeftijd bij Reese. |             |                        |                               |                               |                   |  |
| 135 | 6           | Secret Boyfriend       | Peter Lauer                   | Gary Murphy                   | 11 november 2005  |  |
| Malcolm moet voor een scheikundeproef samenwerken met Vicki. Dat ziet hij initieel niet zitten tot wanneer blijkt dat ze intelligent is en niet het "domme blondje" is zoals ze laat uitschijnen. Vicki verklaart dat ze verliefd is op Malcolm en ze starten een relatie, maar dat moet van Vicki geheim blijven omwille van haar populariteit. Ze vernedert dan Malcolm ook continue in het bijzijn van haar vrienden. Jessica spreekt Malcolm hierover enkele keren aan, maar omwille van zijn verliefdheid heeft hij geen oor naar haar. Dat verandert nadat Jessica opbiecht dat ze wel met Malcolm in het openbaar gezien wil worden en dat hij daar maar eens over nadenkt. Malcolm maakt het uit met Vicki in de veronderstelling dat Jessica gevoelens voor hem heeft, maar dat laatste weerlegt ze. Dewey heeft tijdens de minigolf in de achttiende hindernis een "one goal" gemaakt. Volgens Hal heeft hij recht op een gratis spel, maar dat wordt weerlegd aangezien de bal ook een bel moest raken. Hal dwingt Dewey om 's nachts in te breken op het terrein om het gratis spel te spelen. Reese is niet naar een jobbeurs gegaan en daarom moet hij van Lois - na een nachtmerrie - voor zijn verblijf thuis betalen zolang hij geen job heeft. Reese wil dat niet en gaat in de tuin wonen in een kartonnen doos. Wanneer Lois rugklachten heeft, zorgt Reese voor haar en mag hij terug gratis komen inwonen. Daarop krijgt Reese een nachtmerrie en beslist om een job te zoeken. Cold open: Malcolm heeft voor hem en Reese blikjes frisdrank. Reese verdenkt Malcolm om met één blikje te hebben geschud. Omdat hij niet weet welk dat is, gaat hij naar de ijskast en neemt een derde blikje, maar weet niet dat dat het blikje is waarmee Malcolm heeft geschud. |             |                        |                               |                               |                   |  |
| 136 | 7           | Blackout               | Steve Welch                   | Eric Kaplan                   | 18 november 2005  |  |
| Francis wil de garage insluipen, maar doet Jamie schrikken. Daardoor laat Jamie zijn helium-luchtballon los. Die belandt in de elektriciteitskabels en veroorzaakt een kortsluiting. Wanneer Lois Francis ontdekt, zegt hij dat zijn huwelijk met Piama over is, maar niemand anders mag dat weten. In werkelijkheid wil hij Hal's opgezette vis buitensmokkelen om een kind van 12 jaar te overtreffen. Dewey moet de rattenvallen leegmaken en in ruil daarvoor mag hij van Hal voor het avondeten zorgen, wat allerhande cornflakes zijn. Hal komt op zijn belofte terug: hij heeft voor heel het gezin steak voorzien, en voor hem en Lois zelfs Wagyu-steak omdat het hun huwelijksverjaardag is. Hij laat Reese het avondeten klaarmaken met de belofte dat Reese het tweede stuk Wagyu krijgt en Lois een gewone steak. Reese en Malcolm willen hun ouders buitenwerken: ze hebben Nederlandse meiden ontmoet waarmee ze de avond willen doorbrengen. Eerst veinzen ze dat Malcolm enkele honderden kilometers verder dronken is en dat hij gehaald moet worden, maar Malcolm wordt door Hal gevonden. Dan mengt Reese slaapmiddelen in de Wagyu-saus. Hal versteekt de prikkers - waarop de namen staan - van Reese en zijn moeder waardoor Reese toch een gewone steak krijgt en Lois de Wagyu. Hal laat de schotel met vlees vallen waardoor de prikkers ook van het vlees afvallen en hij moet gokken welk stuk vlees van wie is. Hal ontdekt Francis en hij wordt uitgenodigd voor het eten. Omdat er een steak te kort is, geeft Dewey zijn stuk af aan Francis. In volgend shot slaapt iedereen, behalve Dewey. Hij brengt de avond door met de meiden en heeft stiekem de saus-met-slaapmiddel over elke steak gesmeerd. Cold open: Malcolm en Dewey binden allerhande zaken met touwen vast. Wanneer een voorwerp A beweegt, zal de koord voorwerp B ook bewegen. Zo hebben ze de auto van een buur vastgebonden met een ander voorwerp en de voeten van een slapende Reese met iets anders. |             |                        |                               |                               |                   |  |
| 137 | 8           | Army Buddy             | Peter Lauer                   | Neil Thompson                 | 02 december 2005  |  |
| Abby, een vriendin van Reese tijdens zijn legerperiode, komt onverwacht langs. Reese denkt dat Abby - na een gesprek met Malcolm - gevoelens voor hem heeft. Wanneer hij Abby naakt wil verleiden, zegt zij dat ze lesbienne is en gevoelens heeft voor Lois. Lois ontdekte dat en dat is de reden waarom Abby voortijdig vertrekt. Nadat Lois steunzolen draagt, is ze opgewekt, fit, aangenaam... Hal heeft moeilijkheden met de "nieuwe Lois" en tracht de steunzolen te vernietigen. Omdat Malcolm Dewey een lening van 10 dollar niet kan terugbetalen, geeft hij Dewey een hoop oude rommel. Wanneer Dewey niet veel later met aanzienlijk veel geld rondloopt, verklaart hij dat er een zeldzaam stripalbum met een drukfout tussen zat dat hij verkocht. Malcolm wil het geld terug. Dewey gaat akkoord, maar dan moet Malcolm vernederende dingen doen waarbij Dewey hem telkens een deel betaalt. Cold open: Wanneer Jamie met een grote plastic zak speelt, legt Hal uit dat dit gevaarlijk is omwille van verstikking. Daarbij kruipt hijzelf in de plastic zak, maar geraakt vast waardoor hij zelf dreigt te stikken. |             |                        |                               |                               |                   |  |
| 138 | 9           | Malcolm Defends Reese  | Bryan Cranston                | Matthew Carlson               | 16 december 2005  |  |
| Claire, de nieuwe babysit van Jamie, is praatziek. Ondanks Lois haar verschillende keren zegt geen tijd te hebben, begint zij over haar chronische medische aandoeningen, het feit dat ze alleen is, dat ze thuis nog veel werk heeft, dat haar kinderen niet komen... Uiteindelijk zet Lois Claire voorgoed aan de deur, maar de volgende dag blijkt ze overleden te zijn waardoor Lois wroeging krijgt. Claire's zus Donna komt over om de begrafenis te regelen, maar zij is even praatziek. Dewey wil een kameraad zijn van Gina, maar Hal wil dit versnellen en geeft Gina stiekem allerlei cadeaus in naam van Dewey zoals snoep met noten. Daar Claire allergisch is aan noten zwelt heel haar gezicht op. Dewey is boos op zijn vader en is van mening dat Gina hem nooit meer wil zien. Hal tracht dit recht te zetten door op de openbare weg Gina te overtuigen om een doos snoep aan te nemen. Hierdoor wordt hij door omstaanders aanzien als een pedofiel en wordt gearresteerd door de politie. Daar Reese vorig jaar gebuisd was, komt hij in de klas van Malcolm. Meneer Herkabe vernedert Reese constant en wil pas stoppen als Malcolm opzettelijk fouten maakt. Achterliggende reden is dat Herkabe het schoolrecord heeft van beste leerling sinds twintig jaar en Malcolm Herkabe van die plaats zal verstoten. Malcolm achterhaalt dat Herkabe destijds zijn examen lichamelijke opvoeding heeft vervalst. Hierdoor wordt de trofee afgenomen en wordt de vorige recordhoudster - mevrouw Conlin - in ere hersteld. Cold open: Reese wil 's avonds het huis uitglippen en maakt een "dummy doll" in zijn bed. Lois betrapt hem en zegt dat ze in de deuropening blijft tot Reese slaapt, maar heeft daar zelf een "dummy doll" geplaatst. |             |                        |                               |                               |                   |  |
| 139 | 10          | Malcolm's Money        | Steve Love                    | Michael Glouberman            | 06 januari 2006   |  |
| Malcolm krijgt een schoolbeurs van 10.000 Amerikaanse dollar. Daar Hal en Lois denken dat Malcolm het geld zal verspillen, houden ze het zelf om te spenderen met de bedoeling het later terug te betalen. Ze geraken het niets eens: Lois wil nieuwe waterleidingen, Hal wil een luxejacht en Dewey - die achter dit geheim kwam - wil een Rolex als zwijggeld. Reese heeft zijn baan terug bij het slachtbedrijf, maar wordt ingeschakeld om vlees te leveren aan rusthuizen. Hij maakt misbruik van de situatie en veinst verkleed dat hij een rusthuisbewoner is. Als dit uitkomt, zegt een bewoonster dat Reese haar kleinkind is. Achterliggende reden is dat Reese terug leven in de brouwerij brengt. Aangezien relaties verboden zijn, organiseert Reese een geheime afspraak met de dame en een man op wie ze verliefd is, niet wetende dat de man getrouwd is. Malcolm moet op de foto voor het jaarboek, maar is niet tevreden met het resultaat. Op het einde van de aflevering krijgt hij van een andere instantie een schoolbeurs van over de 3.000 Amerikaanse dollar die hij spendeert aan een glamoureuze fotoshoot. Of hij de eerste beurs terugkrijgt van zijn ouders, blijft ongeweten, maar uit hun reactie kan men afleiden dat dit niet zal gebeuren. Cold open: Het gezin tracht individueel op allerhande manieren om het laatste restant tandpasta uit de tube te persen. |             |                        |                               |                               |                   |  |
| 140 | 11          | Bride of Ida           | Linwood Boomer                | Rob Ulin                      | 13 januari 2006   |  |
| Dewey vliegt met zijn ouders naar Saint Louis voor een pianowedstrijd, maar door onder andere een incident aan de metaaldetector missen ze hun vlucht. Tijdens het wachten op de volgende vlucht vindt Hal een ledenkaart waardoor hij toegang krijgt tot een exclusieve bar in de luchthaven. Daar wordt hij op zeker ogenblik naar een vergaderruimte gebracht waar hij een videoconferentie heeft waarin hij een belangrijke beslissing moet nemen. Bij hun thuiskomst wordt duidelijk dat Dewey niet gewonnen heeft. Ondertussen past Ida op Malcolm en Reese. Ze heeft Raduca meegenomen. Ida meent dat Reese op zijn leeftijd een man is en moet trouwen met Raduca, maar slechts nadat hij in drie opdrachten slaagt. Bij de laatste opdracht faalt hij. Tegen de traditie in gaan Reese en Raduca toch naar Las Vegas om er te trouwen. Cold open: Malcolm smeert zijn boterham met zijn vinger. Reese kapt cornflakes en melk in zijn mond vanuit de verpakking en Hal ligt onder het koffiezetapparaat om de laatste druppels te drinken. Lois komt binnen en zegt dat er toch iemand de vaat moet doen waarop een heleboel afwas getoond wordt. |             |                        |                               |                               |                   |  |
| 141 | 12          | College Recruiters     | Peter Lauer                   | Jay Kogen                     | 29 januari 2006   |  |
| Malcolm krijgt tientallen telefoonoproepen van "college recruiters" die hem trachten te overtuigen om te studeren aan hun universiteit. Malcolm scheept deze allen af want hij heeft voor Harvard gekozen. Hal laat de recruiters toch komen omdat zij gadgets meebrengen. Hij manipuleert de recruiters met de reden dat hij twijfelt naar welke universiteit Malcolm moet gaan, dus worden de cadeaus waardevoller. Dewey is op weekend bij Francis en het is duidelijk dat hij armoedig en losbandig leeft. Dewey kan hem overtuigen om naar een degelijke job te solliciteren. Dan klopt een kameraad aan met de vraag of hij manager wil zijn van hun muziekgroepje dat wellicht een grote hit zal scoren en op tournee gaat. Hal en Lois zijn eerst niet opgezet met het huwelijk tussen Reese en Raduca, maar zijn verbaasd wanneer de garage - waarin ze leven - keurig is ingericht. Reese volgt alle bevelen van Raduca op en doet zelfs zijn huiswerk grondig. Reese zegt Malcolm dat Raduca de eerste maanden geen gemeenschap wil en dat die wachtperiode voor elk huwelijk geldt. Ze wil zo vlug mogelijk een Green Card hebben. De overheid denkt dat het een nephuwelijk betreft dus moeten Reese en Raduca een test ondergaan. Raduca krijgt regelmatig bezoek van Bela wie ze voorstelt als haar broer, terwijl voor de kijker duidelijk is dat dat niet zo is. Nadat het nephuwelijk is vastgesteld, betrappen Reese en Lois Raduca en Bela in bed waarop Reese vraagt waarom de "wachtperiode" voor Bela niet van toepassing is. Cold open: Lois heeft een gerecht met lever gemaakt en eist dat men de tafel niet verlaat voordat het bord leeg is. Daarop kappen Hal, Reese, Malcolm en Dewey hun eten op het bord van Jamie en verlaten de tafel omdat hun bord leeg is. |             |                        |                               |                               |                   |  |
| 142 | 13          | Mono                   | David D'Ovidio                | Andy Bobrow                   | 12 februari 2006  |  |
| Lois en Malcolm lopen klierkoorts op en zijn genoodzaakt twee weken in bed te blijven. Om verdere besmetting te voorkomen, moet Malcolm met zijn moeder in haar slaapkamer verblijven en slapen. Initieel gaat dit stroef, maar nadat de afstandsbediening van de televisie op de grond valt en beiden te moe zijn om deze op te rapen, zijn ze verplicht verder te kijken naar een homeshoppingzender. Daar wordt reclame gemaakt voor "pizzazzling"; een product waarmee men stras op diverse voorwerpen kan aanbrengen en beslissen dat te kopen. Door dit toestel verbetert hun onderlinge relatie, ze doen elkaars haar, spelen Doen, durven of waarheid... Zodra ze genezen zijn, vallen ze terug in hun hun oude omgang. In tussentijd gaat Hal dagelijks naar buurtfeestjes waar hij eerder geen weet van had. De eigenlijke reden is dat niemand hen wou uitnodigen omwille van Lois, maar Hal concludeert dat hij nooit tijd besteedde aan zijn buren en dat dat de reden is. Hal geraakt bevriend met de onlangs gescheiden Ellie. Door een misverstand denkt zij dat Hal een relatie wil terwijl hij denkt dat haar man in bed zit met klierkoorts. Reese vraagt zich af waarom Jamie wel naar Dewey luistert en niet naar hem. Dewey tracht uit te leggen dat Jamie dingen doet als je het hem vriendelijk vraagt en niet afblaft. Cold open: Hoewel niet expliciet getoond, trapt Reese op straat met zijn schoen wellicht in een hondendrol. Hij hinkelt op zijn andere been naar huis tot bij Dewey en veegt de bevuilde schoen aan diens hemd af. |             |                        |                               |                               |                   |  |
| 143 | 14          | Hal Grieves            | Christopher Kennedy Masterson | Eric Kaplan                   | 19 februari 2006  |  |
| Hal zijn vader is gestorven. Op de begrafenis wordt duidelijk dat dat niemand deert. Enkel Reese is ontzet, maar dat is enkel omdat zijn grootvader kort voor zijn dood alle financiën verloor. 's Nachts krijgt Hal een nachtmerrie over zijn eigen begrafenis waarin zijn kinderen hem niet herkennen en grappen met het lijk uithalen. Hal aanziet dat als een voorbode en wil zijn kinderen gelukkig maken met allerhande activiteiten en cadeaus om hun liefde te winnen. Malcolm doorziet wat er aan de hand is en hij probeert de anderen te overtuigen niet in te gaan op Hal zijn voorstellen omdat hij de dood van zijn vader nog niet heeft verwerkt. Zelf verandert hij van gedachte wanneer Hal voor hem een dure sportauto wil kopen. Tegelijkertijd zoeken Lois en Abe naar een manier om Hal op te beuren. Daar Hal een fan is van de originele Star Trek-serie willen ze eerst Leonard Nimoy inschakelen, maar die vraagt te veel geld. Uiteindelijk kunnen ze George Takei strikken, maar die komt op een ogenblik dat Lois en Hal niet thuis zijn. Dewey herkent de acteur niet en sluit de deur. Op het ogenblik Hal de bestelling van de auto wil ondertekenen, merkt hij dat de balpen van de autoverkoper dezelfde is als die van zijn vader en daardoor start zijn rouwproces. In tussentijd heeft Lois achterhaald waar Hal en Malcolm zitten waardoor de aankoop niet doorgaat. Cold open: Hal en de kinderen trachten uit zoeken wat er stinkt in de ijskast. Ze halen onder andere bedorven vlees uit de koelkast, maar steken het terug omdat dat de geur niet veroorzaakt. Zelfs een brik melk met daarin een rat wordt teruggezet daar die ook niet de boosdoener is. |             |                        |                               |                               |                   |  |
| 144 | 15          | A.A.                   | Steve Welch                   | Al Higgins                    | 05 maart 2006     |  |
| Hal en Lois gaan naar Francis om te vieren dat hij 1 jaar alcoholvrij leeft. Er wordt door de Anonieme Alcoholisten zelfs een huldiging voorzien. Op die huldiging wordt duidelijk dat Lois door iedereen wordt aanzien als de grote boosdoener voor Francis zijn verslaving. Francis en Piama willen een eigen zaak opstarten, maar zoeken iemand die voor 20 000 Amerikaanse dollar borg wil staan. Lois wil niet ondertekenen in tegenstelling tot Hal die wel heeft ondertekend. Uiteindelijk verontschuldigt Lois haar voor de manier waarop ze Francis zijn hele leven heeft behandeld en wil ze het contract wel ondertekenen. Dan komt uit dat Francis helemaal geen alcoholverslaving had: hij had alle symptomen, behalve het nuttigen van alcohol. Daarop wordt het contract verscheurd. Francis gaat op zoek wie hem aanpraatte alcoholverslaafd te zijn en daardoor beseft hij dat Piama de schuldige is. Ondertussen heeft Dewey de reservesleutel van de wagen gevonden. Reese en Malcolm mishandelen Dewey om de sleutel te bemachtigen. Dewey ondergaat de martelingen zonder problemen daar hij altijd mishandeld werd door zijn broers. Dit doet Malcolm en Reese beseffen dat ze Dewey lief moeten behandelen en sindsdien wordt hij verwend. Hij maakt hen wijs dat hij de sleutel heeft ingeslokken en dat hij deze heeft uitgepoept. Reese en Malcolm gaan op zoek in de uitwerpselen, maar op dat ogenblik rijdt Dewey met de auto weg. Cold open: Reese pest Dewey door constant op zijn schouder te tikken. Lois zegt dat Reese moet opschuiven, maar hij vindt een andere manier om Dewey aan te raken. Vervolgens moet Reese de kamer verlaten. Hij plakt rietjes aaneen en kan zo vanuit de andere kamer Dewey alsnog op de schouder tikken. |             |                        |                               |                               |                   |  |
| 145 | 16          | Lois Strikes Back      | Alex Reid                     | Gary Murphy                   | 19 maart 2006     |  |
| Reese heeft een afspraakje met Cynthia, maar het blijkt een grap te zijn van enkele schoolmeisjes en Cynthia is in werkelijkheid een varken. Door dit pestgedrag geraakt Reese in een depressie. Hal probeert een lade te herstellen, maar komt dan op het idee om de lade te gebruiken als knuppel en maakt een machine dewelke ballen afvuurt. Lois doet haar beklag bij de schooldirecteur over de grap, maar die willen geen actie ondernemen. Lois ziet in de schoolgang een poster van Reese en het varken met daarop de tekst "koning en koningin van het schoolbal". Daarop neemt ze zelf actie: ze doet lijm in de valhelm van Kristin, ze vernielt de poppenverzameling van Diane en ze laat de ouders van Heidi doen geloven dat hun dochter een seksuele afspraak heeft met Scott in een hotelkamer. Deze acties en de gevolgen lossen de depressiviteit bij Reese niet op. Daarom neemt Lois hem mee naar het huis van Paula met de ballenmachine van Hal. Paula en haar vriend Matt komen buiten en dragen de kleding voor het schoolbal. Met de machine vuren Reese en Lois verfballen op hun af. Cold open: Reese heeft zijn jeansjas gescheurd. Lois vermaakt de jas als een vest voor Malcolm. Wanneer de vest gedeeltelijk wordt aangetast door chemicaliën wordt het kledingstuk nogmaals herwerkt als broek voor Dewey. Dewey groeit uit de broek en Lois vermaakt deze als das voor Hal. |             |                        |                               |                               |                   |  |
| 146 | 17          | Hal's Dentist          | Steve Love                    | Jay Kogen                     | 26 maart 2006     |  |
| Reese achterhaalt dat Lois niet kan fietsen en geeft haar lessen, maar chanteert haar tegelijkertijd ook want niemand mag dit geheim weten. Hal breekt een kroon van een tand bij het eten van popcorn tijdens de pokeravond met zijn vrienden. Trey - een tandarts - stelt voor dat hij "het probleem zal oplossen". Daardoor denkt Hal verkeerdelijk dat de ingreep gratis is, maar ontvangt een factuur van 2000 dollar wat hij niet kan betalen. Daarop verwijdert hij het implantaat. Op een volgende pokeravond wint Hal keer op keer en ontdekt hij dat sommige medespelers met opzet verliezen zodat Hal geld heeft om de ingreep te betalen. Daar hij niet van liefdadigheid wil weten, weigert hij het geld. Trey stelt uiteindelijk voor dat hij de ingreep wel gratis doet, maar dat wil Hal omwille van "liefdadigheid" niet. Uiteindelijk wordt Hal vastgebonden en met de auto vervoerd naar de tandartspraktijk. Onderweg worden ze tegengehouden door een agent die vermoedt dat Hal werd ontvoerd. Wanneer Malcolm en Dewey buiten zitten, valt er uit het niets een nieuwe matras uit de hemel. Ze beslissen om deze te verwisselen met hun oude matras. Sindsdien slapen ze zo goed dat ze dingen niet doen, zich overslapen, niet uit het bed willen... Dewey aanziet de nieuwe matras als "een kwaad" en wil de oude terug. Wanneer Malcolm op een ochtend wakker wordt, ligt hij op de oude matras. Volgens Dewey is er nooit een nieuwe matras geweest. Of Malcolm al die tijd geslapen heeft en droomde over dit alles of Dewey op een of andere manier de matrassen terug heeft verwisseld, is onduidelijk. Cold open: Lois opent de deur en maant aan degene die de vriend uitgenodigd heeft, die vriend te ontvangen. Het gesprek doet vermoeden dat Lois het vermoedelijk tegen Dewey heeft, maar het is Hal die deze persoon uitgenodigd heeft en met tegenzin ontvangt. |             |                        |                               |                               |                   |  |
| 147 | 18          | Bomb Shelter           | Matthew Carlson               | Rob Ulin                      | 02 april 2006     |  |
| Wanneer Dewey en Reese een trofee van Hal breken, trachten ze het ding in de hof te begraven. Daarbij stoten ze op een atoomkelder waar ze Hal in opsluiten nadat hij verneemt over de trofee. De bunker blijkt heel comfortabel te zijn waardoor Hal er geen moeite mee heeft om er te verblijven. Via een andere uitgang glipt hij weg om onder andere meer eten te halen. Malcolm schrijft zich in voor een danscursus omdat Hanna - een knap meisje - lid is. Hij wordt gekoppeld aan de minder aantrekkelijke Danielle, maar ze blijken samen een toptalent te zijn. Er wordt een wedstrijd gehouden tussen koppels waar Malcolm mag kiezen met wie hij danst. Hij kiest voor Hanna, maar komt al snel terug op deze beslissing nadat blijkt dat zij geen gevoel heeft voor ritme en de danspassen niet kan onthouden. Tijdens hun optreden op de wedstrijd laat Danielle verstaan dat ze blij is dat ze niet met een knappe jongen danst waardoor Malcolm denkt dat ze hem lelijk vindt. Dit ontaardt in een woordengevecht waardoor hun act totaal misloopt. In het winkelcentrum wordt een auto verloot en Lois neemt deel. Degene die de auto het langst aanraakt, wint. Lois gebruikt onethische methodes en praat op iedereen in zodat die deelnemers het centrum verlaten waardoor ze wint. Cold open: Reese lispelt terwijl hij seconden telt op zijn uurwerk. Dan wordt Dewey getoond die zijn tong aan een brandende gloeilamp heeft waardoor we kunnen concluderen dat Reese dit ook gedaan heeft en daarbij zijn tong heeft verbrand. |             |                        |                               |                               |                   |  |
| 148 | 19          | Stevie in the Hospital | Steve Welch                   | Dave Ihlenfeld & David Wright | 09 april 2006     |  |
| Reese heeft een job gevonden als telemarketeer van luchtreinigers en blijkt een topverkoper te zijn. Dewey heeft een F op het vak wetenschap omdat Lois een pakje bakpoeder vergeten was te kopen waardoor het vulkaan-experiment mislukte. Sindsdien haalt Dewey allerlei pesterijen uit: het afknippen van mouwen, het verzetten van de radiopost, ... Lois weet dat Dewey de dader is, maar kan dit niet bewijzen of hem betrappen. Malcolm verzint allerlei uitvluchten om Stevie niet te moeten bezoeken in het ziekenhuis. Hij bezoekt uiteindelijk Stevie, maar omwille van een onduidelijke reden is Malcolm verbaal heel brutaal en duurt het bezoek slechts enkele seconden. Hal heeft een bootje op afstandsbediening gekocht. Omdat hij op de bank zit van een kind dat beweert daar altijd te zitten, laat dat kind opzettelijk de boot van Hal zinken. Malcolm verbetert de boot van Hal om wraak te nemen door er een torpedo in te monteren waardoor de boot van de andere jongen wordt opgeblazen. Dit schouwspel wordt door veel wandelaars gezien en Hal wordt als de grote boosdoener beschouwd. Cold open: Lois wil Jamie zijn schoenen aandoen, maar hij loopt gillend de kamer uit. In een flashback wordt getoond hoe Reese Jamie wil aanleren om veters te knopen, maar hij gebruikt daarbij een gruwelijk verhaal over het doden van konijnen. |             |                        |                               |                               |                   |  |
| 149 | 20          | Cattle Court           | Peter Lauer                   | Michael Glouberman            | 16 april 2006     |  |
| Reese is terug begonnen bij het slachthuis en heeft eten meegenomen al betreft het slachtafval en organen. Op school leert hij Carrie kennen, een vegetariër. Om indruk op haar te maken, veinst Reese dat hij ook vegetarisch eet, maar hij valt door de mand tijdens een picknick. Malcolm zal vrijdag stiekem naar een concert gaan en kan het huis verlaten daar Lois avondwerk heeft. Echter wisselt zij enkele dagen eerder haar shift met Craig. Malcolm maakt Craig duidelijk dat hij meer voor zich moet opkomen en niet doen wat anderen - vooral Lois - hem opdragen. Daar Craig niet assertief genoeg wordt, maakt Malcolm hem wijs dat Lois hem haat. Daarop neemt Craig ontslag en staat op het punt met een motorfiets door Noord-Amerika te zwerven. Na een nachtmerrie waarin Reese gedagvaard en berecht wordt door vee omwille van het slachten en eten van dieren, krijgt hij wroeging. Samen met Carrie laat hij het slachtvee los. Dat vee belandt op de openbare weg en komt in botsing met Craig waardoor diens brommer volledig vernield is. Malcolm biecht aan zijn moeder op wat hij gedaan heeft en ze kunnen Craig overtuigen te blijven. Dewey en Hal spelen gezelschapsspelletjes, maar Dewey wint altijd. Hal vindt dat het spel het leven te gemakkelijk voorstelt, dus hij past het spel aan zodat het wel reële levenslessen bevat. Cold open: Dewey komt binnen met een muis. Lois verbiedt hem de muis te houden daar dieren in huis verboden zijn. Dewey smokkelt de muis toch naar zijn kamer en bergt het op in een lade. Daarop is er veel gestommel te horen waaruit men kan concluderen dat de lade meer dieren bevat. |             |                        |                               |                               |                   |  |
| 150 | 21          | Morp                   | David D'Ovidio                | Gary Murphy                   | 23 april 2006     |  |
| Jeanie vraagt Reese om met haar naar de prom te gaan. Reese wil initieel niet, maar verandert van gedacht wanneer Jeanie hem 200 dollar geeft. Voorwaarden zijn dat Reese een schoonheidsbehandeling ondergaat op haar kosten en dat hij lief en attent is voor haar tijdens de prom. Ze zal ook betalen voor de kleding, de limousine en alle andere traditionele spullen. Malcolm is tegen het feest daar het gemiddeld 1000€ per kind kost en dat enkel de populaire scholieren komen of gevraagd worden. Met enkele lotgenoten organiseert hij een anti-prom in de kelder van het gebouw. Dewey moet voor een schooltaak een autobiografie maken met foto's uit zijn kindertijd. Hij ontdekt dat er per kind fotoboeken zijn: een boek van Francis dat uitpuilt, en boek van Malcolm dat net vol is, een boek van Reese dat half vol is, en zijn boek dat leeg is. Hal geeft Dewey een doos met diens kindertekeningen, maar Dewey doorziet de leugen dat Hal deze heeft gemaakt om Dewey te sussen. Op de avond van de prom hebben Lois en Hal een intieme avond gepland en vergaten dat Dewey nog thuis was. Daarop geeft Hal zijn portefeuille aan Dewey en stuurt hem de deur uit. Later op de avond krijgen Lois en Hal via verschillende mensen diverse tips waar ze Dewey en de portefeuille kunnen vinden, maar om een tip te vergaren, moeten ze een opdracht uitvoeren: taart en ballonnen kopen, zich verkleden, ... Als ze uiteindelijk Dewey vinden, is Jamie bij hem. Dewey verklaart dat Jamie niet hetzelfde lot mag ondergaan als hem en heeft voor hem een feestje georganiseerd. Op de prom geeft Malcolm een speech over hoe nep dat het event is, maar hij gaat af als een gieter. Doch er komen twee meisjes naar de anti-prom. Ze excuseren zich voor het feit dat ze de "buitenstaanders" nooit hebben uitgenodigd en dat ze elkaar moeten nemen zoals ze zijn. Die excuses worden aanvaard waardoor iedereen op de anti-prom naar boven gaat tot ontsteltenis van Malcolm. Het lijkt te klikken tussen Jeanie en Reese, maar op het ogenblik Jeanie hem wil kussen, is het middernacht. Reese valt terug in zijn oude gewoontes en pestgedrag en verklaart dat de afspraak was dat hij tot middernacht lief en attent zou zijn. Cold open: Reese heeft voor zijn examen spiekbriefjes geplakt in zijn zonnebril en pocht tegen Malcolm over dit idee. Reese zet de zonnebril op, maar omdat hij niets ziet, valt hij. |             |                        |                               |                               |                   |  |
| 151 | 22          | Graduation             | Linwood Boomer                | Michael Glouberman            | 14 mei 2006       |  |
| De diploma-uitreiking is over twaalf dagen en dan zijn Malcolm en Reese afgestudeerd op de middelbare school. Omwille van dat event komen Francis, Piama en Ida over. Malcolm is toegelaten tot de Harvard-universiteit. Dankzij allerhande subsidies kunnen ze dit financieel aan op 5000 Amerikaanse dollar na waar later nog 3000 dollar bijkomt omdat een subsidieproject is gestopt. Dewey, Reese en Malcolm willen het bewijs van hun ergste grap vernielen: ze hadden ooit een X-ray van Lois vervangen door een vervalste waardoor de dokter van mening was dat Lois kanker had. Dat bewijs komt nu in handen van Francis die het bijhoudt als chantagemiddel. Reese start als hulpconciërge en gaat inwonen bij Craig. Malcolm lacht Reese uit dat hij werk heeft op de school waar hij gestudeerd heeft. Nadat Reese verneemt dat hulpconciërges omwille van financiële redenen en allerhande voordelen na 30 dagen worden ontslagen, gaat hij op zoek naar een manier zodat hij zijn job kan behouden en krijgt daarbij hulp van Ida. Hij verzamelt in een ton allerhande biologisch afval: kleine karkassen, feces, urine, ... om dat op school uit te strooien. Tijdens de rit naar de uitreiking ontploft de ton in de auto waardoor iedereen besmeurd is met de viezigheid en ze noodgedwongen naar huis moeten om zich op te frissen. Doch ze halen de uitreiking al zit iedereen ver van hen omwille van de stank die ze nog meedragen. Cedric - een vriend van Abe - biedt Malcolm en Stevie een job aan in zijn bedrijf met een loon van meer dan zes cijfers, alle voordelen, een gedeelte van de aandelen, maar het aanbod is nu te nemen of te laten. Malcolm gaat akkoord, maar wordt door Lois teruggefloten omdat hij zijn universiteit moet afmaken en net zoals zij en Hal zich van nul moet opbouwen naar de top en niet bij de top moet starten. Cedric geeft Lois gelijk en trekt het aanbod naar Malcolm in. Hal achterhaalt dat Francis een kantoorjob heeft die hij graag doet en sindsdien een stabiel level leidt, maar Francis wil dat geheimhouden voor Lois. Drie maanden later: Dewey en Jamie zetten de traditie voort van ondeugendheid en grappen. Lois ergert zich dat Francis nog altijd geen job heeft. Reese woont nog altijd bij Craig en heeft via een niet-nader gespecifieerde grap de schuld bij de hoofdconciërge gelegd waardoor die is ontslagen en hij nu diens functie heeft. Hal zegt dat binnen enkele jaren Dewey en Jamie ook het huis uit zijn en ze eindelijk met twee zijn, maar op dat moment ontdekt Lois dat ze zwanger is. Malcolm studeert aan Harvard, maar uit financiële redenen is hij genoodzaakt een parttime job te nemen, maar het enige waar hij voor werd aangenomen is als hulpconciërge op die universiteit. Cold open: nadat Reese snacks uit de kast heeft gehaald en terug naar de sofa gaat, vraagt hij wat hij gemist heeft: in die tijdspanne zijn er tal van grappige momenten geweest. Dan verplaatst de camera zich naar het televisietoestel dat Hal probeert te repareren. Op dat moment krijgt hij een elektrische schok. |             |                        |                               |                               |                   |  |